# Dacia romană
Dacia romană sau Dacia Traiană (Dacia Felix) a fost o provincie romană apărută după cucerirea Daciei de către Imperiul Roman sub conducerea lui Traian în 106 și a durat până în 271, când are loc retragerea aureliană, deci un total de 165 de ani.
Cum Dacia nu fusese cucerită complet, deseori aveau loc incursiuni ale dacilor liberi cu scopul de a hărțui legiunile romane din această zonă.
De asemenea, au existat și multe revolte împotriva stăpânirii romane în interiorul provinciei, astfel că ocupația romană nu a fost deloc ușoară. În aproximativ 100 din cei 165 de ani au existat conflicte armate.

## Localizare geografică

Frontierele Imperiului Roman în spațiul românesc (conform proiectului științific LIMES)

Provincia romană Dacia, după Ptolemeu sau Constantin Giurescu. își avea hotare: spre apus Tisa, spre nord munții Carpați, în sud Dunărea, iar spre răsărit râul Hierosos. Crișana, Muntenia, Maramureș, Bucovina, Basarabia și Moldova erau locuite de dacii liberi.
La granițele Daciei a fost liniște cât timp a trăit împăratul Traian.
După moartea sa (11 august 117) încep năvăliri ale migratorilor și ale dacilor liberi din nord.

## Procesul de colonizare
În perioada stăpânirii romane (106 - 271), în provincia cucerită au loc evenimente și transformări importante:
- construirea a numeroase orașe, cetăți, castre și monumente:
  - Tropaeum Traiani
  - În 108 - 110 se construiește noua capitală a provinciei Dacia, Colonia Ulpia Traiana Augusta Dacica (în sud-vestul Depresiunii Hațegului)
  - În jurul lui 210 este refăcut în piatră castrul de la Porolissum
- construirea unei bogate rețele de drumuri pietruite:
  - În 107 - 109 romanii prelungesc drumul care lega Dunărea (la Dierna) cu interiorul Daciei până la Apulum (Alba-Iulia), Potaissa (Turda), Napoca (Cluj-Napoca) și Porolissum (Moigrad). Acesta este unul dintre cele mai vechi drumuri de piatră de pe teritoriul României.
- exploatarea masivă a bogățiilor subsolului (aur, argint, sare etc.)

Coloniile erau locuite de coloni, adică cetățenii romani cu toate drepturile. Coloniile au constituit o lovitură grea pentru viața tradițională autohtonă, deoarece pe ele se sprijinea întreaga viață constituțională iar dacii au trebuit în cei 170 de ani să se adapteze prezenței zecilor de mii de romani, sau astfel spus, venirii printre ei a atâtor vorbitori de limbă latină.
Colonizatorii erau de două tipuri: civili și militari. Colonizarea cu civili în Dacia e aproape caz unic în vremea împăraților romani (conform lui Nicolae Iorga). Cei mai mulți coloniști au venit, firesc, din împrejurimile Daciei, și foarte puțini din inima imperiului, din Italia de astăzi, deoarece populația se rărise acolo, iar împărații au interzis colonizările cu cetățenii născuți în Peninsula Italică. Cei veniți din apropierea Daciei erau de obicei traci, înrudiți cu geții (dacii), vorbeau aceeași limbă, fapt ce a dus la o apropiere între ei. Din Imperiu au mai venit cei mai prigoniți, mai ales creștinii și preoții lor.
Deși a avut o perioadă relativ scurtă, colonizarea Daciei cu oameni proveniți din toate provinciile imperiului a fost cea mai intensă, iar limba latină s-a impus ca lingua franca.

## Războaiele daco-romane

### Expediția împăratului Domițian

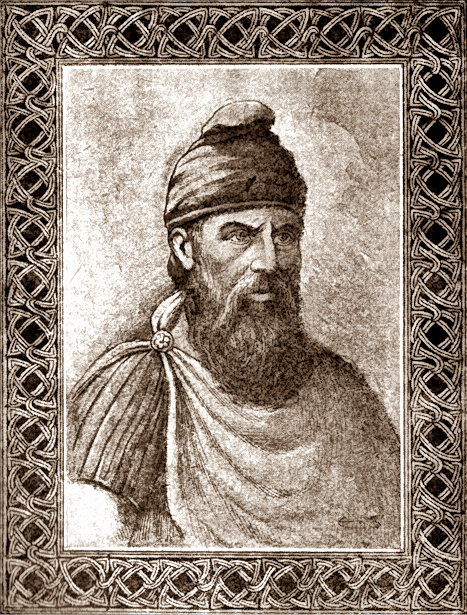
Decebal

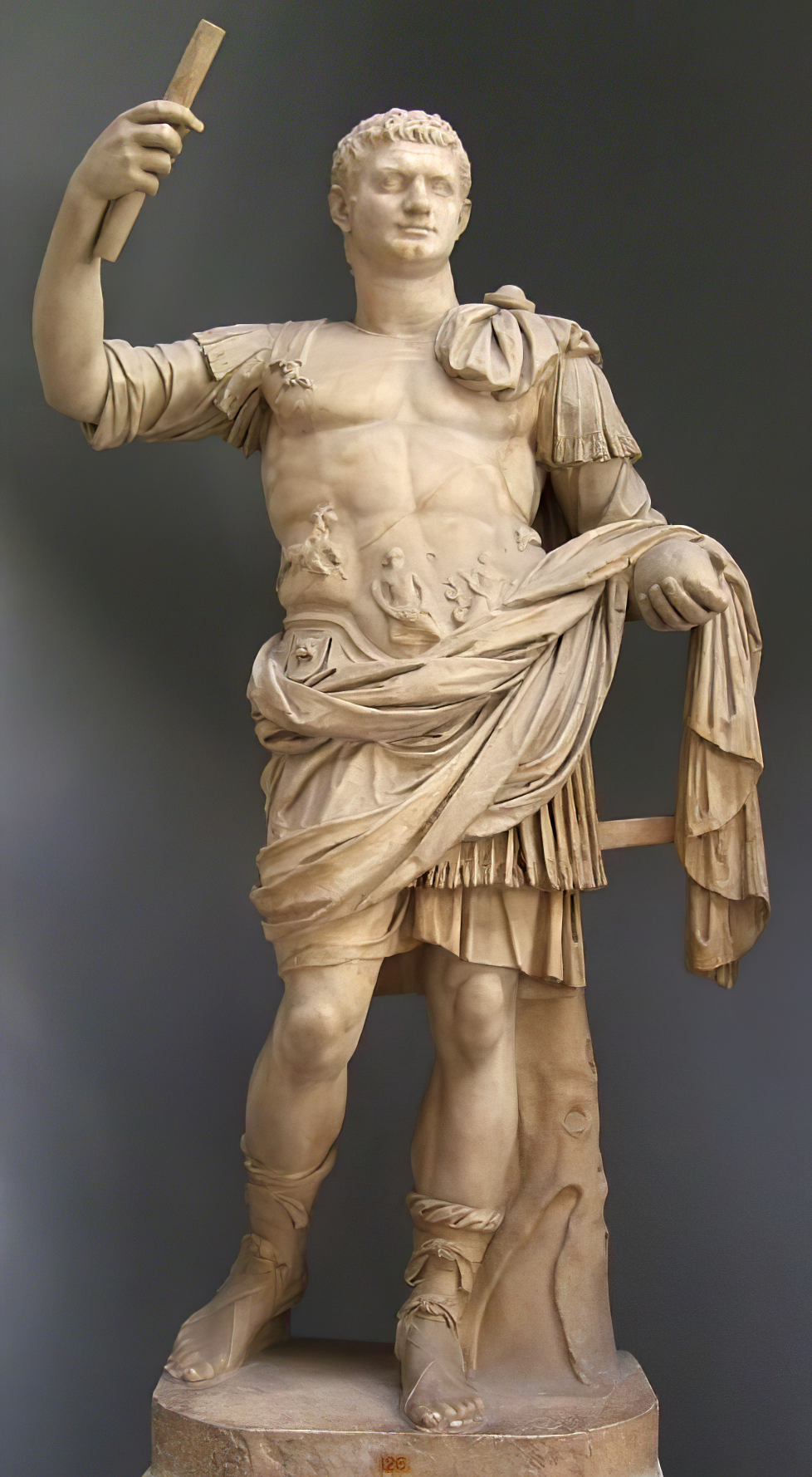
Domitian

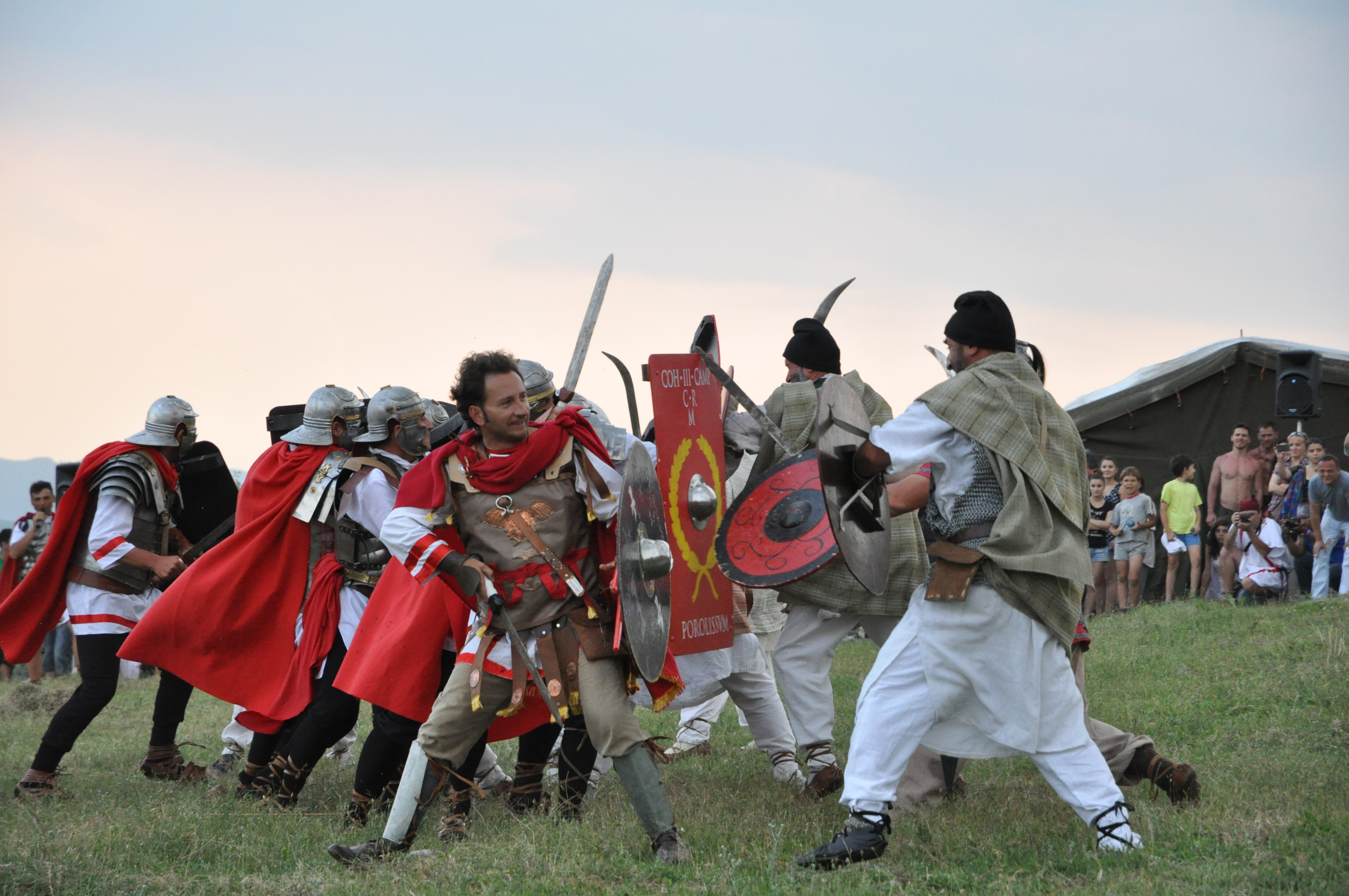

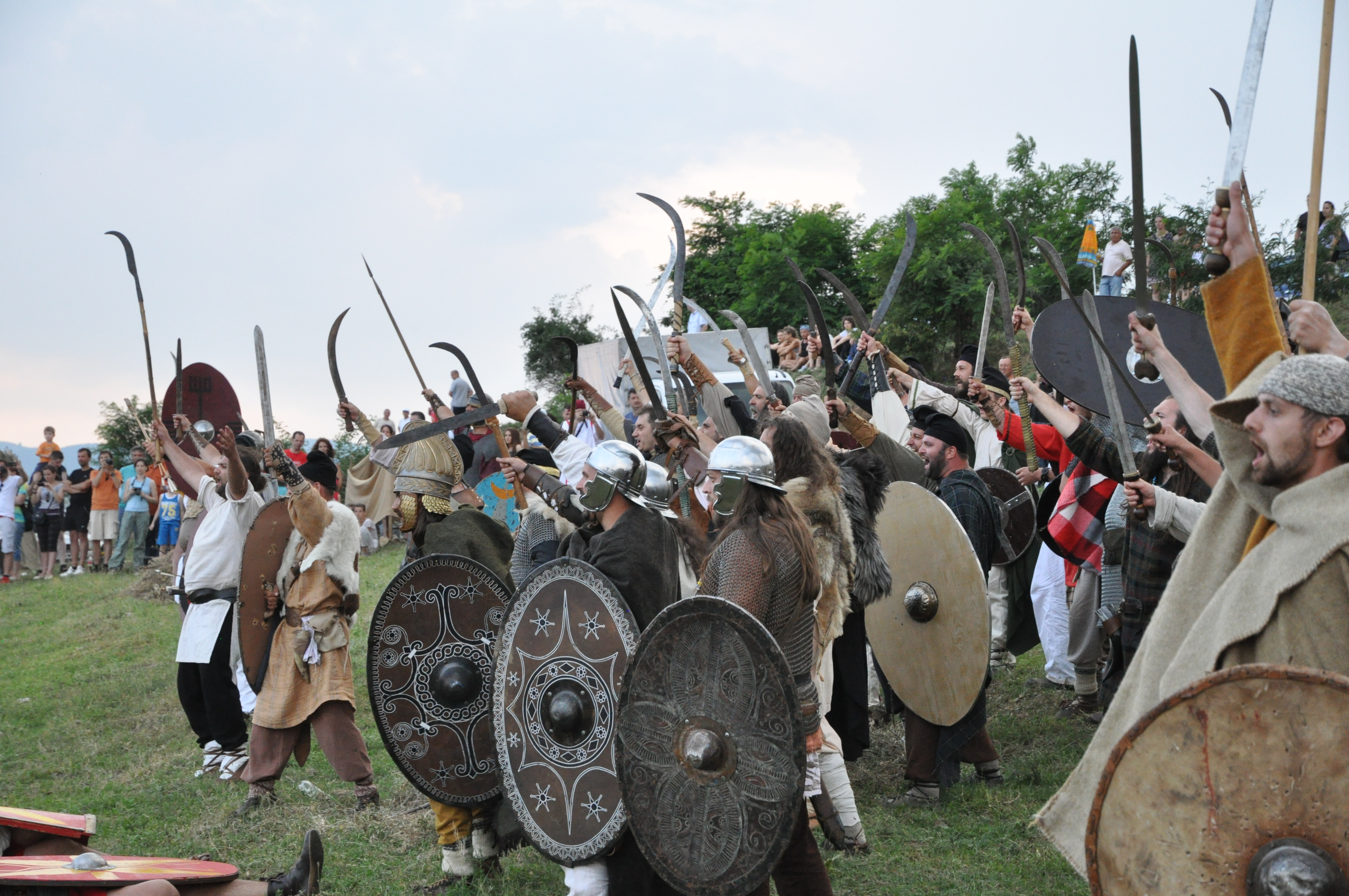

Istoricul Dio Cassius scria că regele dac Duras a renunțat la domnie și i-a transmis funcția lui Decebal-Diurpaneus, ce era "ager în planurile de război ca și în împlinirea lor, știind să-și aleagă timpul când să năvălească asupra inamicilor, fiind asemenea și în momentul când trebuia să se retragă, fiind dibaci la întinderea curselor, viteaz la luptă, folosindu-se cu înțelepciune de victorie și de înfrângere." Pe plan intern, Decebal Diurpaneus a reușit să refacă unitatea politică a dacilor.
Conflictul a izbucnit în urma atacului dacilor peste Dunăre în Moesia, la sfârșitul anului 85. Armata lui Oppius Sabinus a fost distrusă, guvernatorul provinciei fiind ucis. Vestea înfrângerii îl determina pe împăratul Titus Flavius Domitianus să pornească o expediție împotriva dacilor. Pentru a înlocui legiunea pierdută și a consolida armata romană în această secțiune, a mutat legiunile IV Flavia din Dalmația, I și II Adiutrix, în Moesia. Regiunea Sirmium a fost anexată la Moesia Superior, în scopul de a avea o singură comandă pe frontiera dacică.
Împăratul s-a oprit la Naissus unde a organizat petreceri și banchete. L-a trimis pe Cornelius Fuscus împotriva dacilor, acesta fiind o fire aventuroasă ce iubea primejdia.
S-au desfășurat tratative în ideea evitării unei confruntări, dacii cerând pacea în schimbul a unei sume de doi oboli plătită de orice roman din imperiu. Expediția lui Fuscus s-a soldat cu un eșec, generalul roman fiind ucis în luptă, iar legiunea V Alaudae fiind anihilată în Prima Bătălie de la Tapae din 87. Dacii au capturat steagurile și mașinile de luptă romane. După această victorie, regele dac Diurpaneus a primit supranumele de Decebalus, însemnând "cel curajos" sau "cel puternic"
În 88, Domitian și-a dat seama de puterea adversarului său și a trimis o armata condusă de Tettius Iulianus. Romanii au traversat Dunărea la Viminacium și au pătruns în Transilvania dinspre Banat. Romanii obțin o victorie în Prima Bătălie de la Tapae. După cum scria Cassius Dio, Decebal a recurs la o stratagemă, tăind copacii unei păduri întregi, îmbrăcându-i cu haine de soldați pentru a-i face pe romani să creadă că el dispunea de forțe mari.
Romanii și dacii au încheiat pace după ce Domițian a suferit înfrângeri și pierderi în confruntările cu quazii și marcomanii, ce îi sprijineau pe daci. Decebal a încheiat o pace favorabilă lui cu Domițian în anul 89, Dacia devenind regat clientelar al Romei, primind meșteșugari, constructori, instructori militari și bani pentru a apăra granițele imperiului. Unii istorici consideră că această pace nefavorabilă romanilor a provocat asasinarea lui Domițian în septembrie 96.
Decebal, în loc să folosească banii așa cum doreau romanii, a hotărât să înceapă construcția unor noi cetăți în munți, în puncte strategice importante, și să le întărească pe cele deja existente.

### Expedițiile împăratului Traian

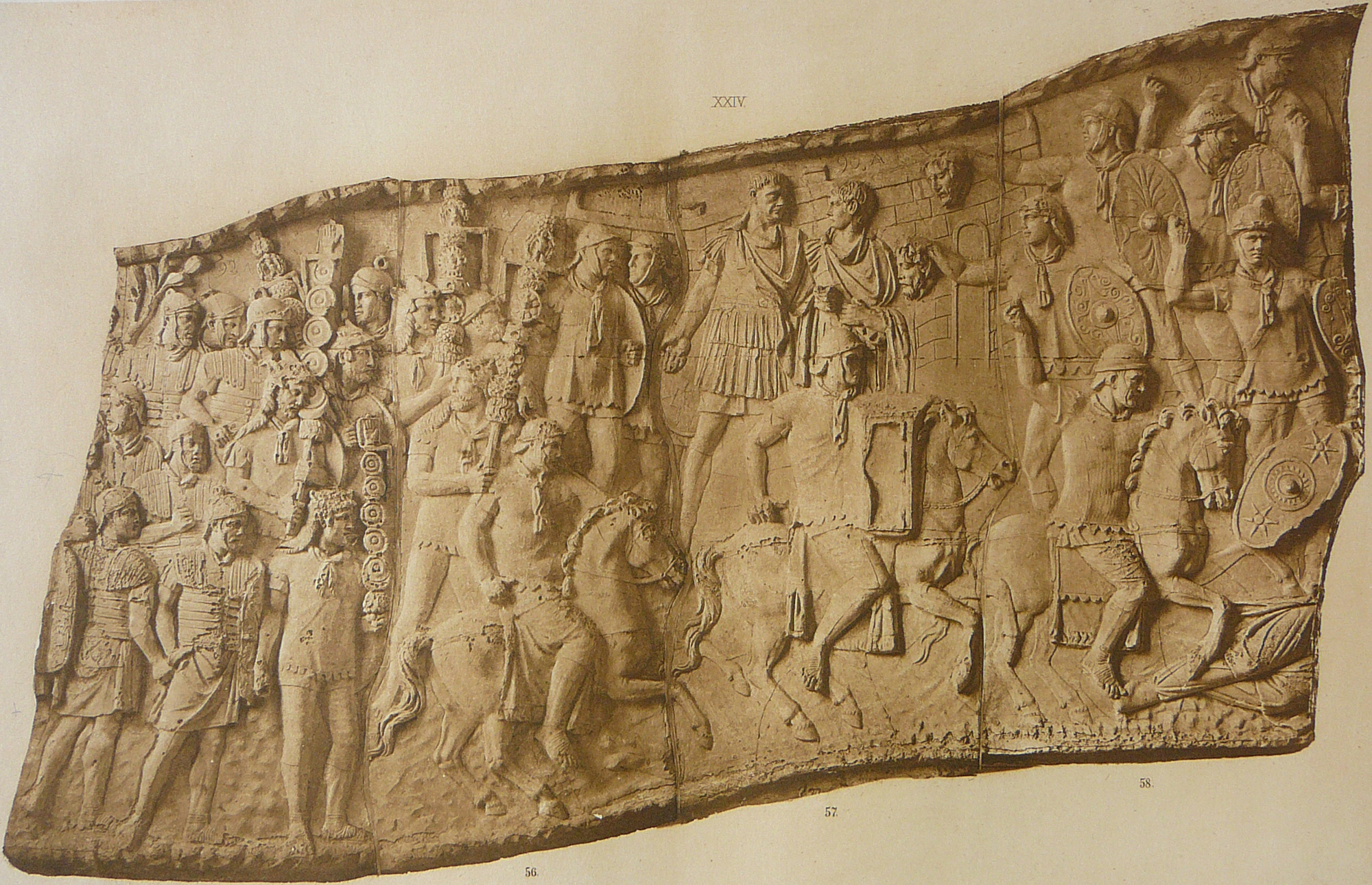
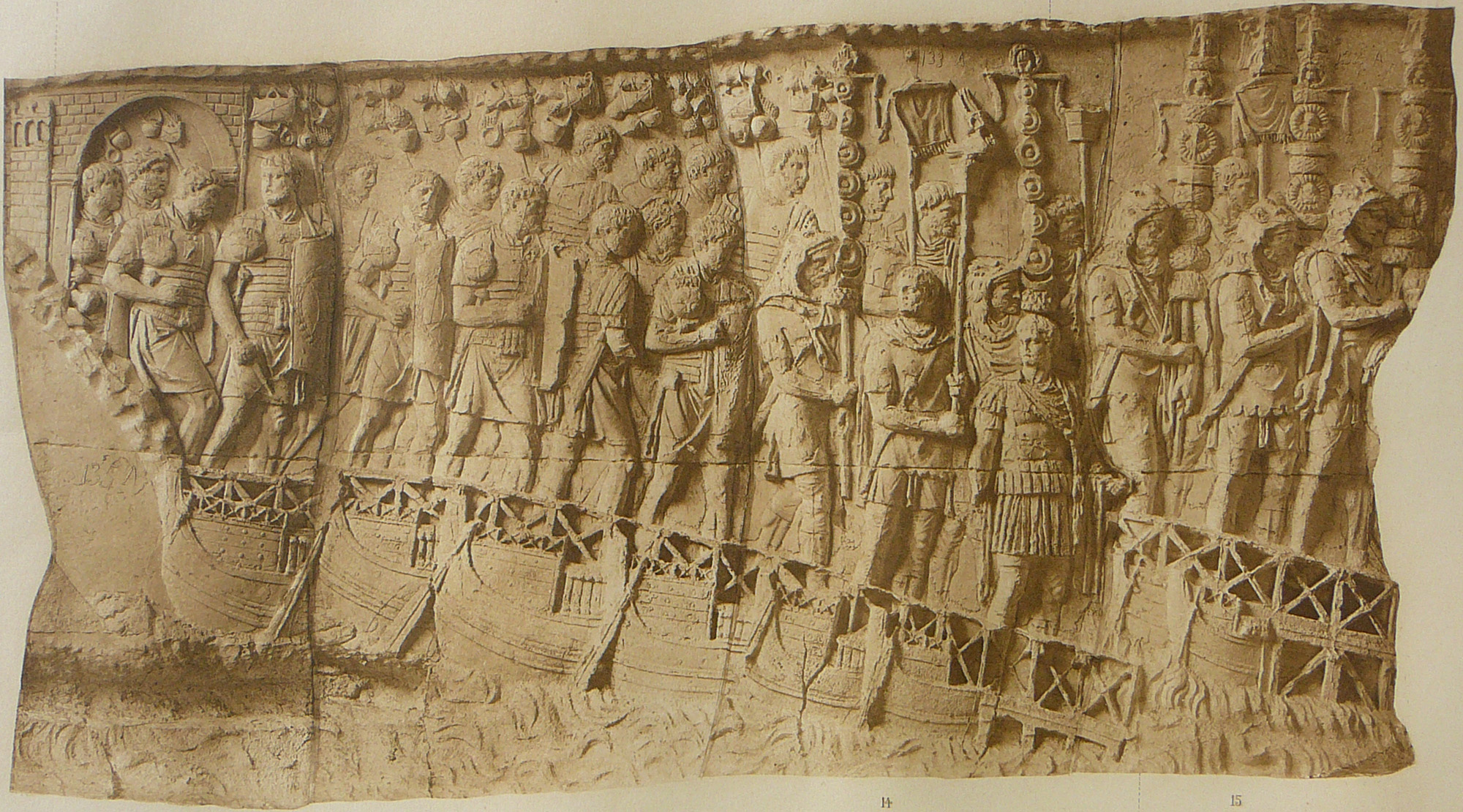
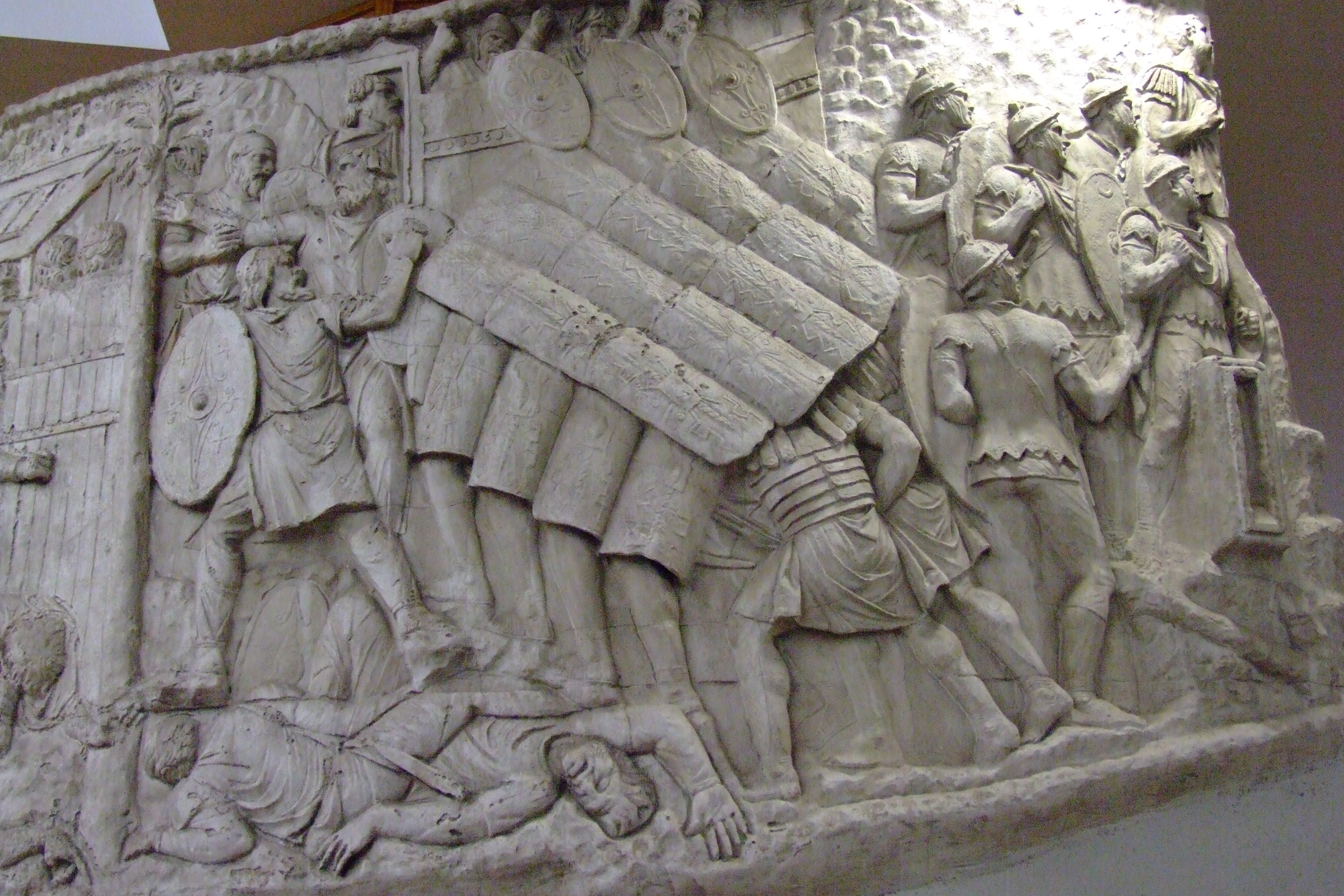
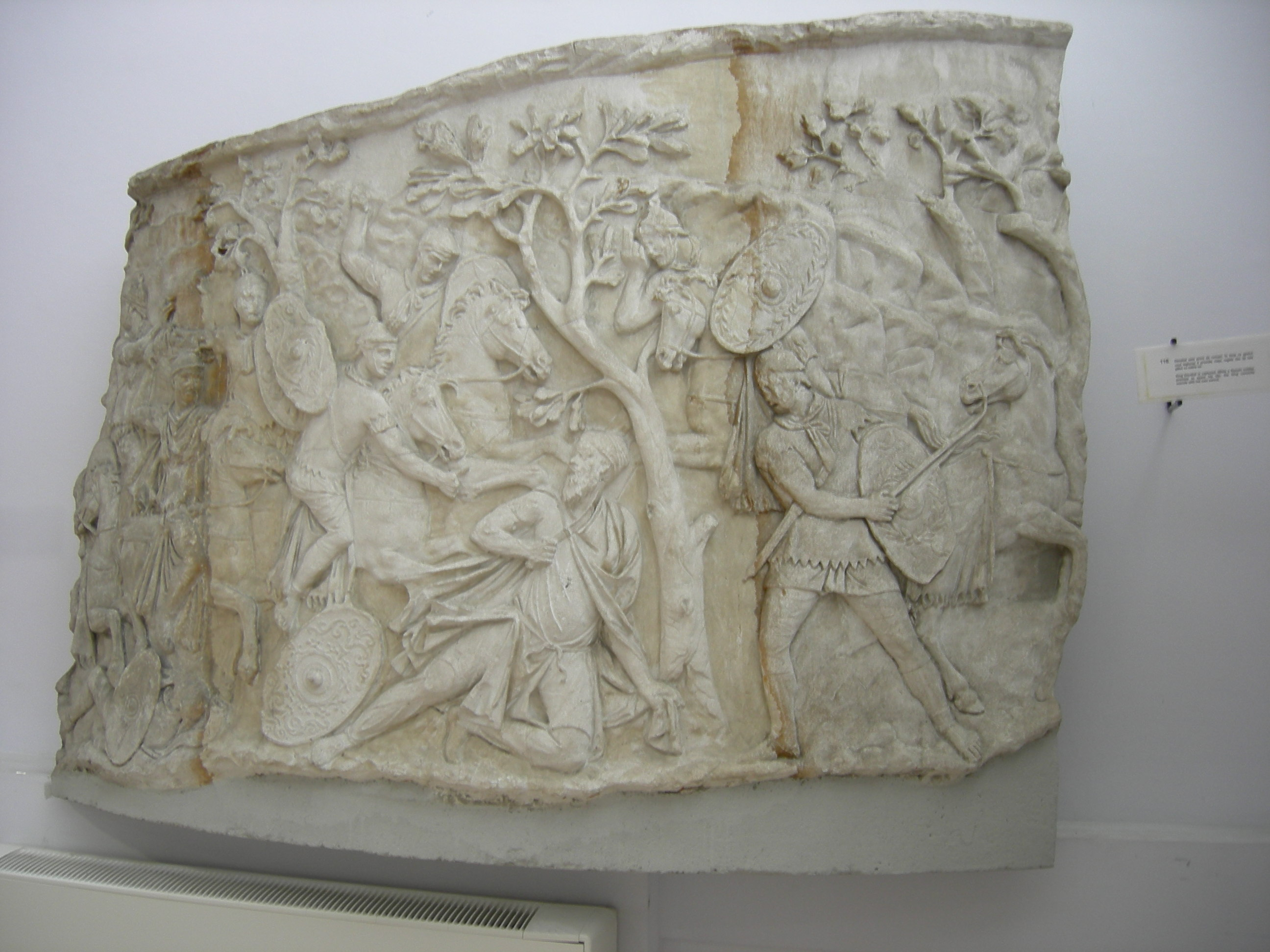

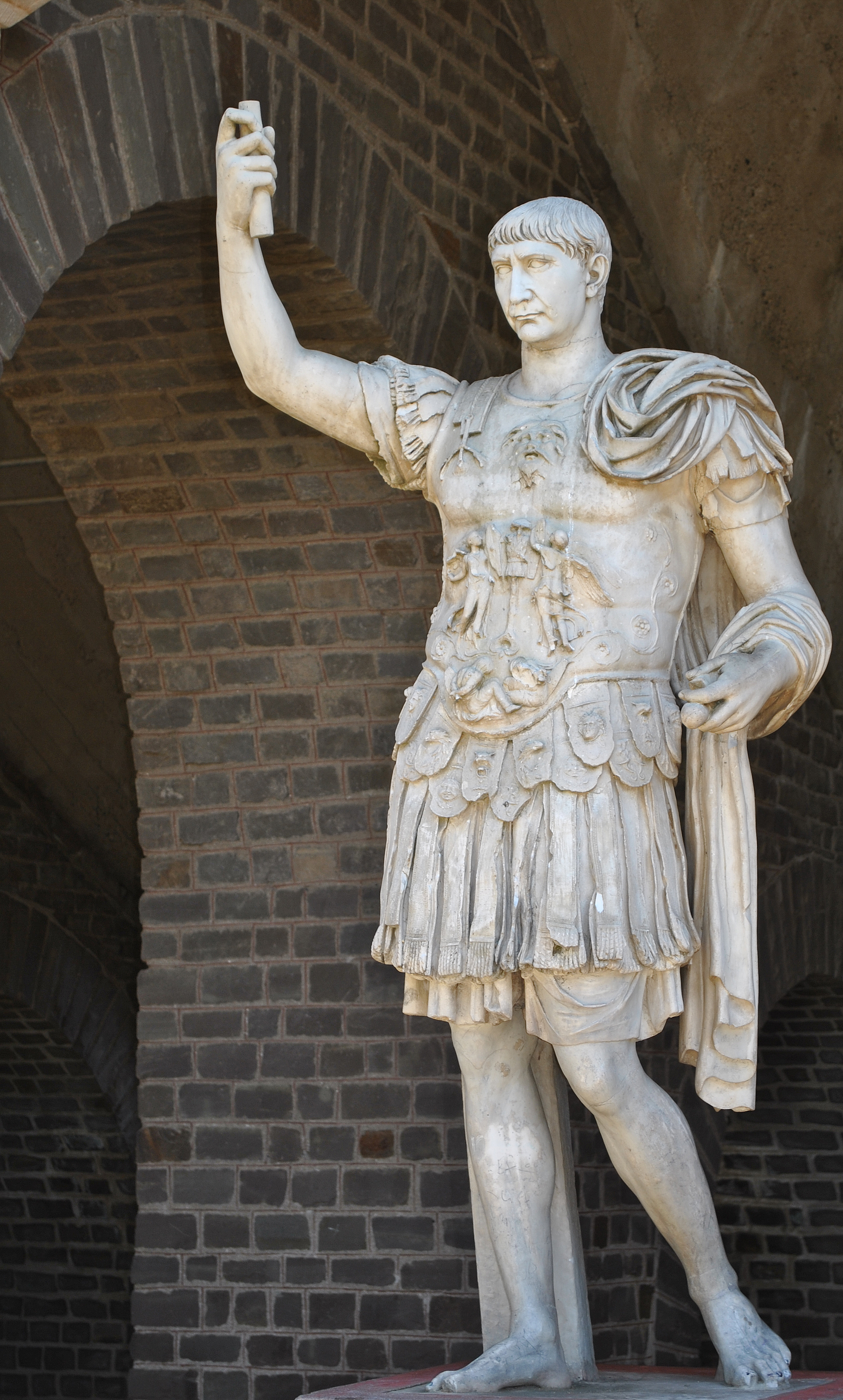
Traian

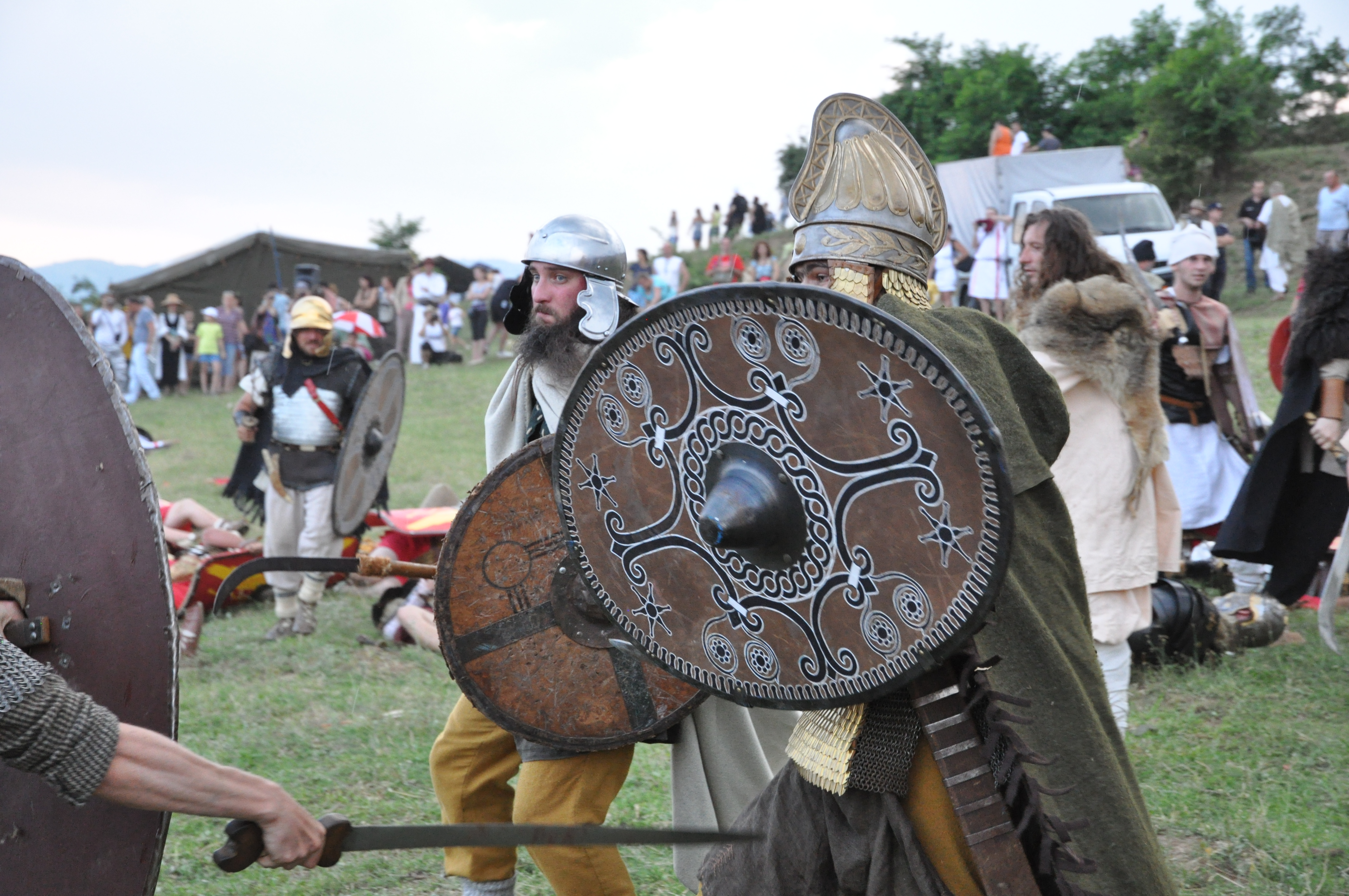

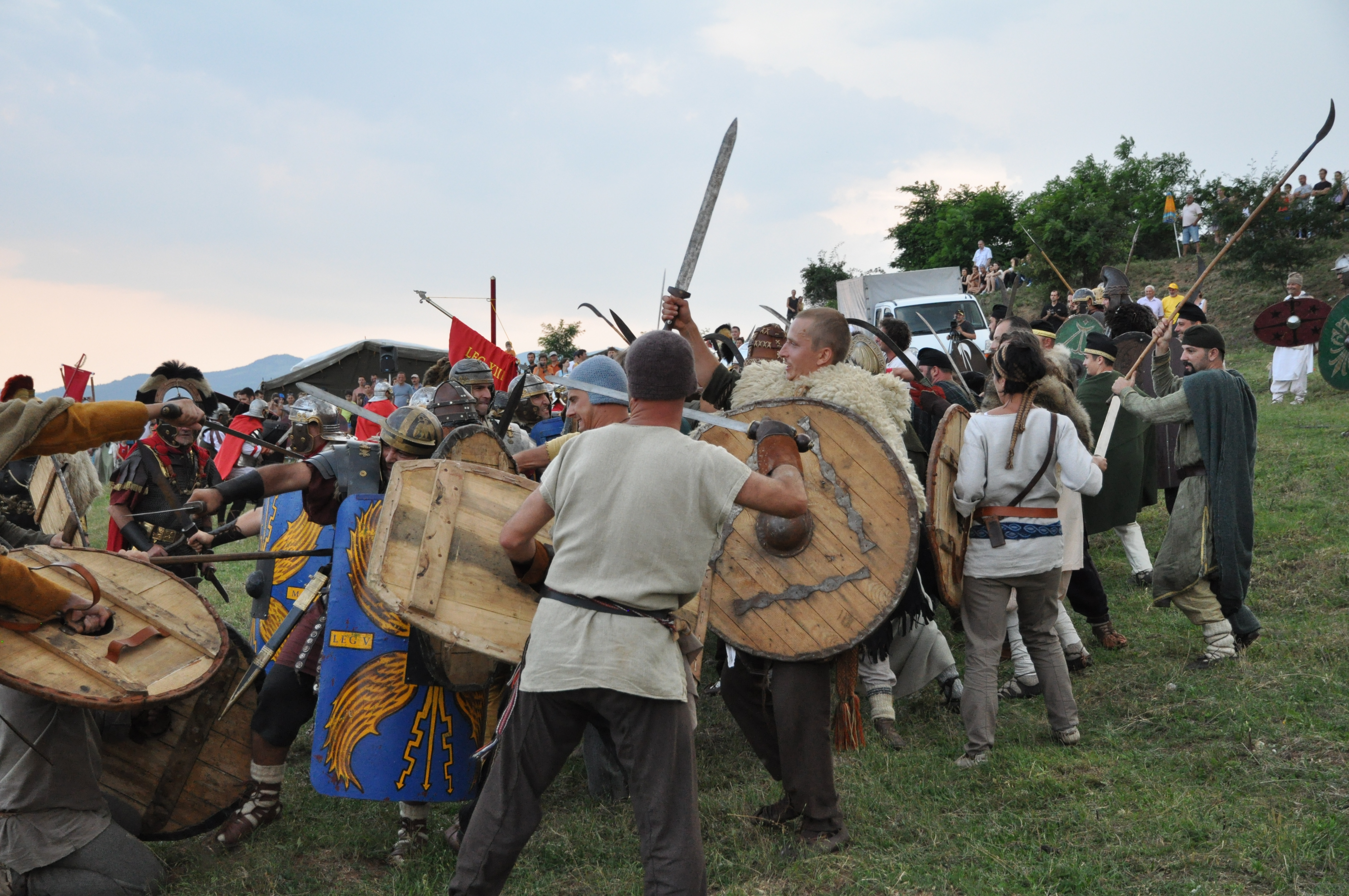

Columna lui Traian

Primind subvenții în bani și ingineri, Decebal se recunoștea ca rege clientelar al Romei, consolidând timp de 12 ani regatul. Procesul de centralizare a statului dac s-a accelerat, armata fiind echipată și instruită. S-a inițiat un vast program de construcții civile și militare în regiunea Munților Orăștiei. S-au stabilit relații cu populații și state inamice Romei.
După moartea lui Domițian, Nerva este numit împărat, încercând să restabilească prestigiul senatului. A fost succedat de Marcus Ulpius Nerva Traianus sub a cărei domnie, imperiul a atins întinderea teritorială maximă. Traian consideră pacea încheiată în 89 ca fiind rușinoasă și de aceea, a decis să pornească un nou război.
În primăvară 101 împăratul a traversat Dunărea la Viminacium urmând traseul făcut de Tettius Iulianus. Romanii îi înving pe daci la A Doua Bătălie de la Tapae.

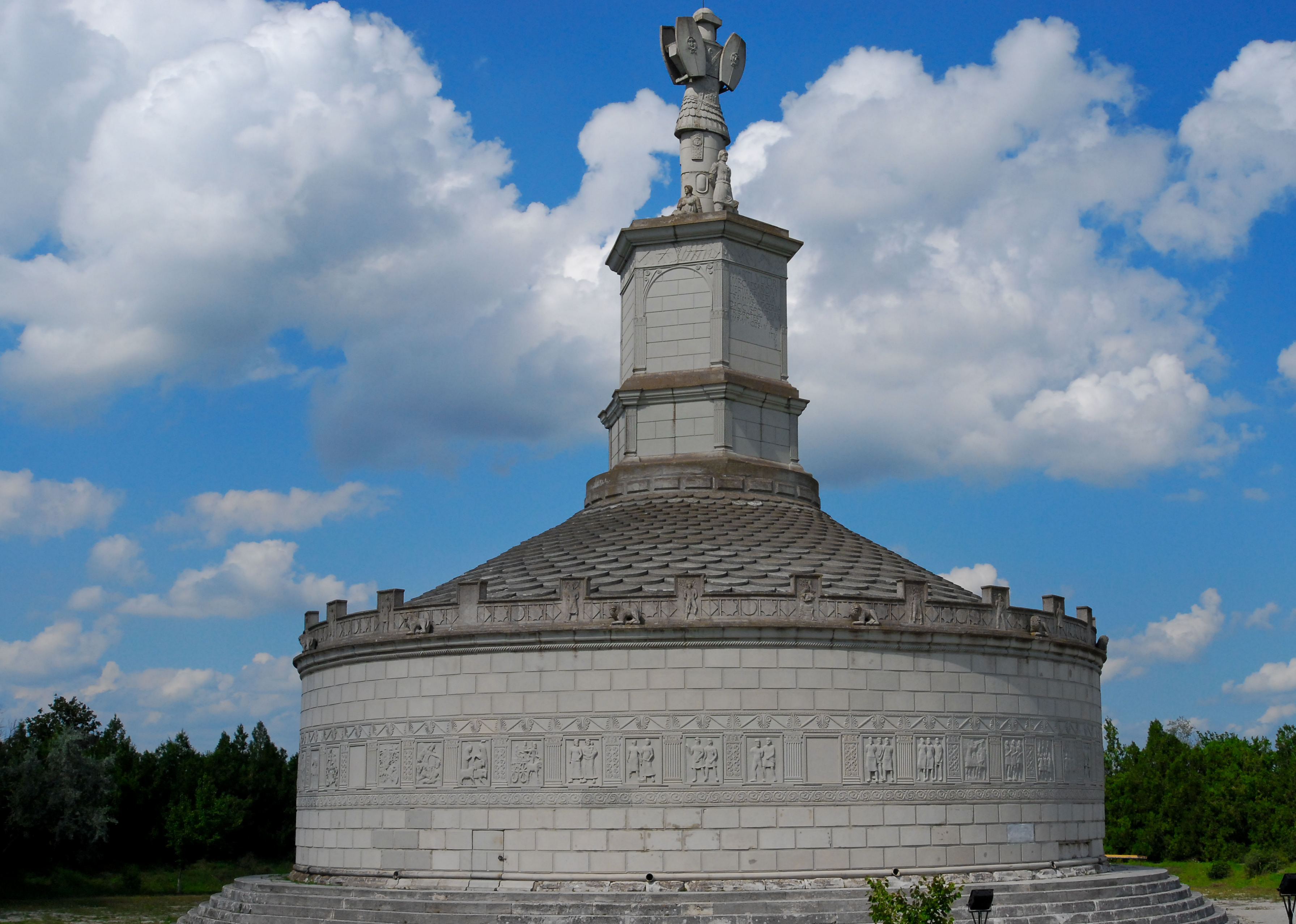
Monumentul triumfal Tropaeum Traiani

Odată cu venirea toamnei, romanii sunt nevoiți să oprească înaintarea spre capitală dacică. Decebal își mobilizează armata, și împreună cu sarmații și bastarnii, traversează Dunărea înghețată cu armata dacică, împreună cu roxolanii și iazigii și atacă garnizoanele romane din Moesia pentru a schimbă soarta războiului. Campania s-a soldat cu un eșec, o parte din cavalerie înecându-se la trecerea fluviului. Garnizoanele romane au rezistat, iar Traian a plecat cu armata din munți, urmându-i pe daci în Moesia, reușind să ajungă cu o parte din trupele sale pentru a sprijini garnizoanele. O primă ciocnire a avut loc în timpul nopții, cu pierderi nesemnificative de ambele părți, și fără un rezultat decisiv. Confruntarea finală s-a dat la Bătălia de la Adamclisi, cu pierderi grele de ambele părți, chiar dacă rezultatul a fost o victorie romană.
În primăvară 102, romanii au reluat înaintarea spre Sarmizegetusa. Romanii ocupă cu succes cetatea Costești, determinându-l pe Decebal să ceară încheierea păcii. Condițiile păcii încheiate au fost severe pentru daci: erau înapoiate armele, mașinile de război, prizonierii și stindardele capturate în 87, erau predați prizonierii, zidurile cetăților erau dărâmate, de asemenea, aveau interdicția de a mai primi dezertori. Decebal a cedat teritorii din regatul sau și a fost silit să renunțe la orice formă de politică externă independența. Traian a concentrat trupe noi în Moesia și l-a însărcinat pe arhitectul Apolodor din Damasc să construiască un pod de piatră peste Dunăre la Drobeta.
Decebal a încălcat prevederile păcii în 102 și i-a atacat pe iazygii din câmpia Tisei, aliați ai romanilor. Senatul roman i-a declarat război lui Decebal, declarându-l dușmanul Romei. Războiul a fost reluat în 105. Decebal a fost atacat din mai multe direcții, cetatea Costești fiind asediată și incendiată. Capitală sa, Sarmizegetusa Regia, a fost înconjurată și supusă unui asediu îndelungat. Primul asalt a fost respins cu pierderi grele. Romanii au construit o fortificație paralelă cu cea a dacilor și la o mică distanță față de aceasta. La al doilea asalt, romanii pătrund în oraș. Dacii au incendiat orașul, iar o parte din căpetenii s-au otrăvit pentru a nu cădea prizonieri. Decebal se refugiază pentru a organiza o nouă rezistență antiromană. Urmărit fiind de călăreții romani, Decebal a preferat să se sinucidă decât să fie capturat. Un apropiat al său, Bicilis, l-a trădat și i-a lăsat pe romani să descopere tezaurul dac estimat la 165.500 de kilograme de aur și 331 000 de kilograme de argint. Al Doilea Război Daco-Roman se încheie la Porolissum în vara 106. Regatul dac a fost desființat și pe cea mai mare parte a teritoriului este formată provincia romană "Dacia".
Din ordinul împăratului, a fost clădită o columnă la Roma, în Forul lui Traian, în 113, basorelieful în formă de spirală comemorând victoria romană în războiul cu dacii. Columna are o înălțime de 30 de metri și conține 18 blocuri de marmură de Carrara, cântărind fiecare 40 de tone. Inițial, în vârful columnei, se află statuia lui Traian, fiind înlocuită în secolul XVI cu statuia Sfântului Petru.
Basorelieful prezintă scene de lupta din războaiele daco-romane din 101-102 și 105-106, precum și scenele din viețile dacilor și romanilor, din timpul pregătirii războaielor, plecarea romanilor către Dacia, din portul Ancona, armatele romane în zona cetăților dacice, tehnicile de luptă, asaltul cetăților dacice, luptele, victoriile obținute și scene postbelice. Soldații romani și daci sunt prezentați în timpul bătăliei în 124 de episoade care îmbracă în spirală trunchiul coloanei, ilustrând "Comentariile lui Traian" (De bello dacico), fiind un document istoric și constituind un act de naștere al populației române. Apar lucrări genistice ale arhitectului Apollodor din Damasc, iar învingătorul Traian apare de 59 de ori, la inaugurarea podului peste Dunăre de la Drobeta. Dacii, fiind învinși, apar în scene apărându-și cetățile lor, în luptele cu romanii, închinarea unor nobili Tarabostes lui Traian și a solilor regelui Decebal. Către final apar scene normale cu cei învinși. După scenele cu Sarmizegetusa cucerită, urmează scenele cu sinuciderea apărătorilor sau cu cei care părăsesc cetatea pentru a rezistă în altă parte, precum și o scenă în care romanii descoperă comorile regelui dac. În final, sunt scenele cu prinderea copiilor lui Decebal, sinuciderea regelui dac și expunerea capului regelui dac în față trupelor romane. Figura lui Decebal apare doar de 6 ori.
Traian a ridicat un alt monument triumfal, Tropaeum Traiani, la Adamclisi în anii 106-109 pentru a comemora victoria romanilor asupra dacilor în 102. Acesta a fost reconstruit în 1977 după unul dintre modelele ipotetice ale vechiului monument aflat în ruine. În muzeu se găsesc părți ale monumentului original. Tropaeum Traiani reconstruit de către arheologi este alcătuit dintr-un soclu cilindric, care are la bază rânduri de trepte circulare, iar la partea superioară se află un acoperiș conic, cu solzi pe rânduri concentrice de piatră, din mijlocul căruia se ridică o structura hexagonală. La partea superioară se află trofeul bifacial, înfățișând o armură cu patru scuturi cilindrice. La baza trofeului se află două grupuri statuare care conțin fiecare reprezentarea trupurilor a trei captivi. Înălțimea monumentului împreună cu trofeul este aproximativ egală cu diametrul bazei și are circa 40 metri. De jur împrejur, cele 54 de metope din calcar de Deleni, înfățișează în basorelief scene de război. Metopele erau lespezi dreptunghiulare cu înălțimea de 1,48-1,49 m. Din cele 54 de metope inițiale, se mai păstrează doar 48. Deasupra metopelor se află o friza cu 26 de creneluri, din care s-au păstrat 23, sculptate în basorelief, care alcătuiesc coronamentul nucleului circular. Ansamblul, din care făcea parte monumentul, mai cuprindea un altar funerar, pe ai cărui pereți erau înscrise numele a 3800 de soldați romani căzuți în lupta de la Adamclisi, și de asemenea, un mausoleu, cu trei ziduri concentrice, în care a fost înmormântat comandantul care a obținut victoria cu prețul vieții sale. Apar scene cu călăreți catafracți de origine sarmată și bastarnă ce au participat la lupte alături de Decebal. Romanii au folosit doar piesele de artilerie pentru a rări rândurile catafracților îmbrăcați cu armuri din nenumărate plăcuțe metalice, prinse pe bucăți de piele tăbăcită, ceea ce le asigura un nivel de protecție nemaiîntâlnit.

## Administrația

Dacia romană

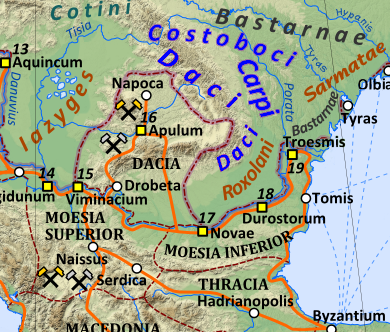
Dacia romană în 125

### Organizarea
Provincia romană Dacia cuprindea Transilvania (fără partea sud-estică dintre Olt și Carpați), Banatul și vestul Olteniei, restul teritoriilor ocupate fiind alipite Moesiei Inferioare. Noua provincie era una imperială, subordonată împăratului, fiind administrată de un guvernator numit de Senat și purta titlul de "legatus Augusti pro praetore", fiind de rang consular. Capitala provinciei era Ulpia Traiana Sarmizegetusa, fondată în 108-110 din ordinul guvernatorului Daciei romane, Decimus Terentius Scaurianus.
După ce o revoltă autohtonă sprijinită de dacii liberi și sarmați a fost suprimată, împăratul Hadrian a abandonat sudul Moldovei și o parte din Muntenia pentru a se ocupa de reorganizarea provinciei. Din celelalte teritorii ce aparțineau provinciei Moesia Inferioară împreună cu vestul Olteniei, a format provincia Dacia Inferioară, pe când provincia organizată de Traian era denumită Dacia Superioară. În Dacia Superioară, guvernatorul senatorial era de rang pretorian căci trupele ce staționau erau mai puține numeric decât înainte. Legatul imperial era comandantul legiunii XIII Germina la Apulum, fiind ajutat de un procurator cu atribuții financiare care rezidă la Ulpia Traiana Sarmizegetusa Regia. În Dacia Inferioară staționau trupe mai numeroase, conduse de un procurator presidial cu reședința la Drobeta. În 124, are loc o a două reorganizare, împăratul desprinzând din Dacia Superioară regiunea nordică de cursul superior al Mureșului și de valea Arieșului, formând Dacia Porolissensis cu capitala la Napoca, guvernată de un procurator.
Împăratul Antonius Pius a dus războaie cu dacii liberi de la hotarele nordice și estice în 143 și 157-158. Sub Marcus Aurelius, Dacia este din nou reorganizată. Determinat de războaiele cu marcomanii, împăratul a reorganizat Dacia în două rânduri:
- 168: desființează Dacia Inferioară, alipind-o Daciei Superioare, denumind-o Dacia Apulensis
- 169: desprinde Banatul de vest din Dacia Apulensis și îl transformă în Dacia Malvensis cu capitala la Malva.

Toate cel trei provincii erau guvernate de un guvernator ce purta denumirea de "legatus augusti pro praetore Daciarum trium".
Dacia Malvensis era condusă de un procurator presidial, iar Dacia Porolissensis era condusă de un guvernator fiscal. Guvernatorul din Dacia Apulensis îl înlocuia la nevoie pe guvernatorul suprem. Reședința se afla la Ulpia Traiana Sarmizegetusa. Sub împăratul Commodus, populația autohtonă s-a răsculat conform Historia Augusta. Succesorul său, Septimius Severus a acordat câtorva așezări rangul de oraș, refăcând drumurile și ridicând fortificații pentru a apară Oltenia și teritoriul roman din stânga Oltului, construind un val de pământ "limes Transalutanus" și un șanț, precum și o serie de castre și fortificații. Caracalla a dus războaie împotriva carpilor și a fortificat granițele nord-vestice ale provinciei. Sub Severus Alexandrus, a fost înființat conciliul reprezentativ al Daciei-"concilium Daciarum trium", din care făceau parte delegați ai orașelor și ai districtelor rurale. Conciliul își desfășura ședințele la metropola Sarmizegetusa, fiind prezidat de marele preot al cultului imperial "coronatus Daciarum trium", discutând problemele și nevoile provinciei și formulând plângeri împotriva dregătorilor abuzivi, aducând elogii guvernatorului în funcție și exprimându-și loialitatea față de împărat. Succesorii săi, printre care Maximian Tracus sau Aurelian s-au confruntat cu năvălirile dacilor liberi, sprijiniți de goți. Fostul guvernator al Moesiei și împărat, Decius, a dus războaie cu carpii și goții și a reorganizat provincia, sprijinind orașele din Dacia după expedițiile de jaf ale goților conform inscripției descoperite la Apulum, prin care colonia îi mulțumea împăratului prin oferirea titlului de reîntemeietor al Daciilor.

### Armata

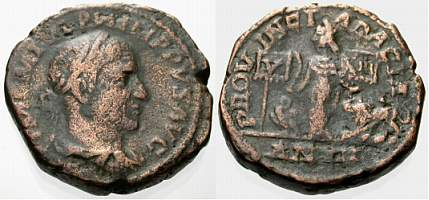
Sesterț emis sub Filip Arabul: avers, circular: MP M IVL PHILIPPVS AVG. Bust laureat și drapat; revers, circular: PROVINCIA DACIA. Dacia în picioare, spre stânga; leu și vultur la picioare. AN III (în exergă).

Pentru apărarea Daciei, erau necesare trupe numeroase. Conform surselor, armata Daciei era estimata la 30-40 000 de soldați, o zecime din trupele Imperiului. Armata romana era alcătuită din legiunile următoare:
- Legiunea a XIII-a Gemina - la Apulum
- Legiunea a V-a Macedonica - la Potaissa

Aceste trupe erau alcătuite din unități de infanterie de elită, recrutate numai din cetățeni romani, și din trupe auxiliare, recrutate dintre provincialii care nu aveau cetățenie romană: cohortele și cavaleria. Trupele auxiliare au staționat pe cuprinsul provinciei, fiind multi-etnice: britani, asturi, lusitanieini, bosporani, iturei, batavi, commageni, gali, ret, vindelici, numizi, mauri, antiohieni, ubi, panoni, bessi, traci. Din trupele auxiliare făceau parte numeri, garda guvernatorului și alte detașamente. După terminarea serviciului roman de 25 de ani, soldații trupelor auxiliare dobândeau cetățenie romană și primeau loturi de pământ în provincia în care serviseră, constituind un factor de romanizare.

Valurile romane și goticei (Vallum) pe teritoriul actualelor Ungaria, România, Moldova și Ucraina, pe baza informațiile din următoarele surse: http://apar.archaeology.ro/bondoc.htm#coment and The Goths By Peter Heather book.

### Sistemul defensiv

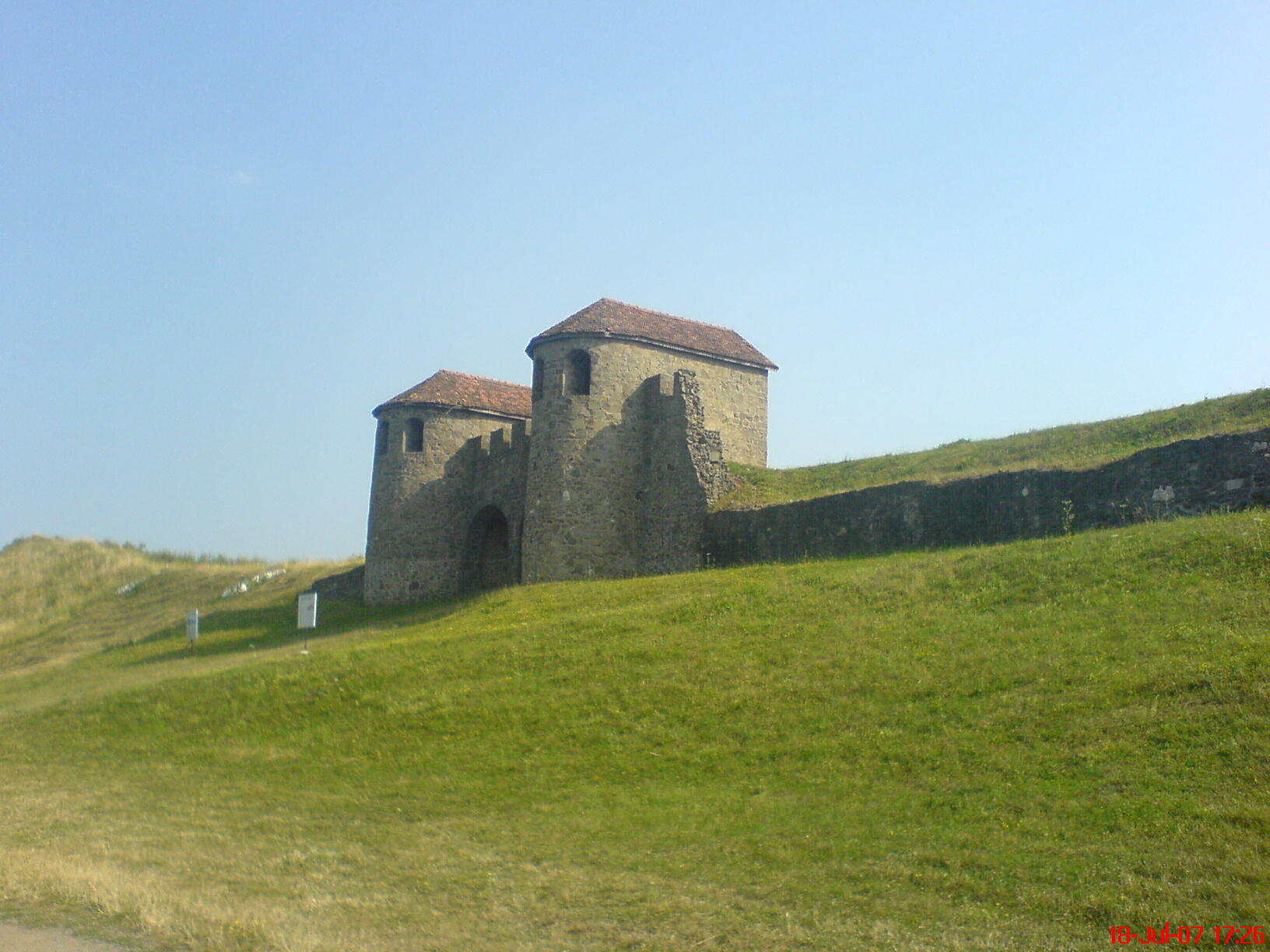
Porta Praetoria at castra Porolissum

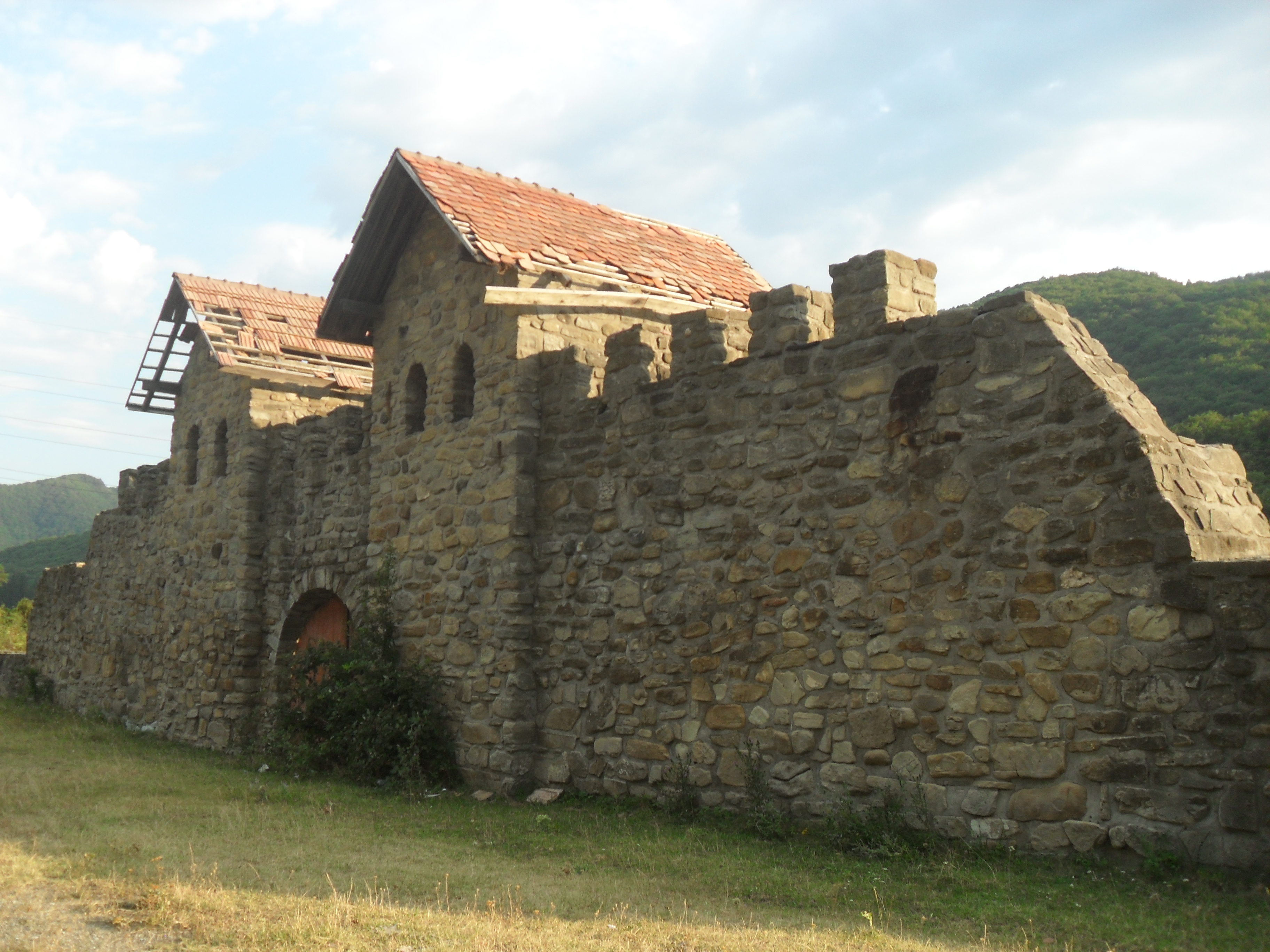
Castrul Arutela

Dacia era apărată de castre care închideau căile de acces spre interiorul provinciei. Castrele erau tabere întărite permanent, având 1-2 șanțuri de apărare și un val de pământ sau un zid de piatră. În față liniei castrelor se află o linie de turnuri, că cel de la Messes, la hotarul nord-vestic al provinciei. Valul de pământ continuu există numai în stânga Oltului (limes Transalutanus) și în fața orașului Porolissum, pe o distanță de câteva zeci de km. Un val de pământ închidea accesul dinspre vest în Depresiunea Zarandului. Un val de pământ era alcătuit dintr-un șanț lat și adânc, al cărui pământ era așezat pe lângă șanț și paralel cu el, formă un dublu obstacol pentru atacator. Valul avea și lucrări făcute din piatră. Erau castre romane construite și în interiorul provinciei: Apulum, Potaissa, Acidava, Praetorium, Palendava, Buridava, Germisara. Erau dispuse castrele unor trupe auxiliare care supravegheau ordinea internă la Castra Nova, Islaz, Teregonva, Dichiseni, Listevea, Rusidava, Desa, Romula.
Drumurile au constituit importante cai de comunicație, nefiind largi, fiind alcătuite dintr-un strat gros de bolovani și unul de prundiș, legate în ciment, iar deasupra erau plăcile de piatră de dimensiuni mari, legate bine între ele. De asemenea, erau construite drumuri cu un strat de prundiș, sau erau simple șleauri, apoi erau utilizate și drumurile naturale. Drumul principal care străbătea întreagă provincie pornea de la Lederata, traversând Banatul, Culoarul depresionar de la Poartă de Fier a Transilvaniei, trecând prin Ulpia Traiana, Apulum, Potaissa, Napoca și ajungea la Porolissum.
Un alt drum pornea de la Valea Mureșului, ducea la Târnave, Oltul transilvănean și ajungea la Augustiae, ieșind prin pasul Oituz și îndreptându-se prin Moldova spre Tyras, la gurile Nistrului.
Mai erau drumurile Dierna-Tibiscum, Drobeta-pasul Vîlcan și cel care urcă pe la Dunăre pe Valea Oltului. În Dobrogea sau Dacia Pontică erau trei drumuri, unul de-a lungul Dunării, continuând traseul din Moesia și trecând prin toate localitățile de la Transmarisca și până la Salsovia; al doilea era paralel cu țărmul marii și lega orașele grecești de la Histria până la Dionysopolis, unindu-se apoi cu un drum dunărean de la miazănoapte de Halmyrisl; cel de-al treilea străbătea Dobrogea prin mijloc de la Abrittus, traversând prin Tropaeum Traiani, prin Ulmetum până la Ibida, unde se bifurcau, formând o ramură spre Aegyssus și cealaltă spre Noviodonum.

### Răscoale
Dacii (geții) s-au răsculat de mai multe ori. Prima răscoală începe după moartea lui Traian și începutul domniei succesorului său, împăratul Hadrian. Răscoala a antrenat și dacii liberi și neamurile vecine. Alte două răscoale au avut loc în timpul împăratului Antonius Pius (138 – 161). Cea mai lungă și puternică răscoală a fost între 166 – 175, amenințând la un moment dat capitala Colonia Ulpia Traiana Augusta Dacica.

### Recucerirea Daciei de către Constantin cel Mare
Împăratul Constantin cel Mare a inaugurat în 328, între Sucidava și Oescus, un pod peste Dunăre, în vederea recuceririi Daciei. Constantin cel Mare a lansat in iarna anului 332 o campanie împotriva vizigoților de la nord de Dunăre, fiind aliat cu sarmații. 

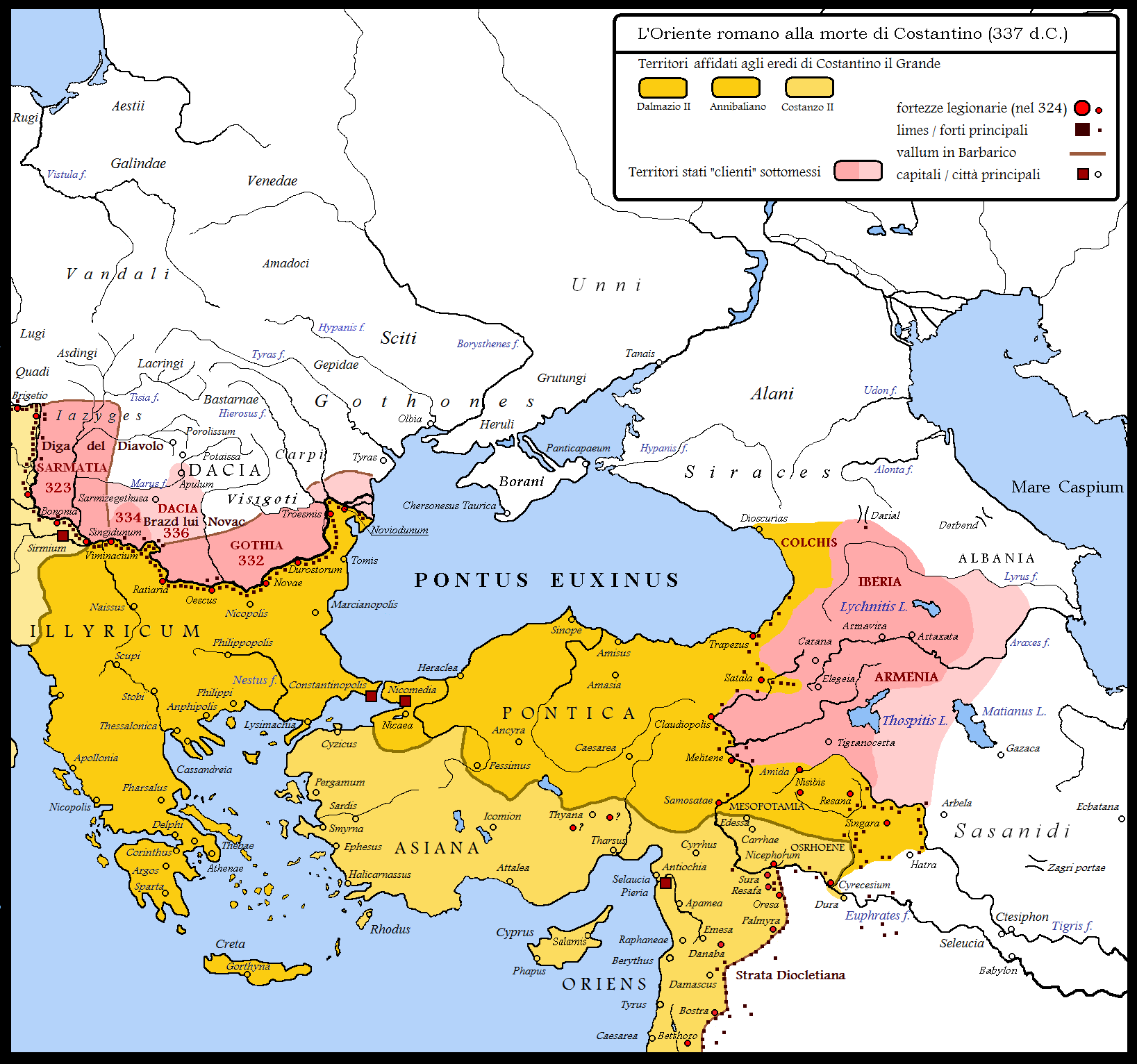
Dacia în timpul lui Constantin cel Mare (colorată în roz)

În această campanie, armata romană, condusă de fiul împăratului (Constantin al II-lea), trece pe podul lui Constantin cel Mare de peste Dunăre, construit la Sucidava (azi Celei) și îi înfrânge pe vizigoți și, ca urmare, ținuturile de la nord de Dunăre reintră pentru o perioadă sub stăpânire romană. Apoi în 334 romanii atacă triburile sarmaților care s-au răsculat și au încălcat înțelegerile, împingând mai la nord frontierele.
Limita de nord din Dacia a imperiului este marcată de Brazda lui Novac întărită cu castrul roman de la Pietroasele unde s-a instalat Legiunea a XI-a Claudia venită de la Durostorum. Limesul continua apoi la sudul Moldovei (probabil pe râul Buzău) mergând pe la nord de actualul oraș Galați și peste Prut până la lacul (limanul) Sasîc, aproape de Nistru, pe valul de pământ numit uneori și valul lui Athanaric. Cu această ocazie, Constantin și-a adăugat și titlul de Dacicus Maximus. Teritoriile romane din Dacia sunt apoi pierdute după domnia lui Iustinian cel Mare.

### Dacii „liberi”
Dacii „liberi” erau geți din Muntenia, carpi în Moldova, costoboci din Carpatii Nordici și dacii „mari” din nord-vest ce nu se aflau sub stăpânire romană și nu intrau în componenta provinciei romane Dacia. Dar s-au aflat în diferite sisteme de dependenta fata de Imperiul Roman, fiind regate clientelare ce întrețineau relații dinamice cu Dacia romana și imperiul, precum și cu celelalte populații vecine ca sarmati, goți și vandali, asimilând elemente de cultura romana provinciala. O mare parte trăiau dincolo de limesul nordic, răsăritean și vestic al provinciei romane: geto-dacii și tracii liberi septentrionali ca biefii, arsietai, carpii si costobocii. Erau cunoscuți pentru acțiunile lor războinice. Dacii din vest sunt atestați în zona Crisanei, Maramures, până în Slovacia. După anexarea regatului dacic, așezările fortificate de la vest și nord de provincia romana sunt abandonate și dacii "liberi" se stabilesc în zona colinara și de câmpie. Dacii de vest erau strâmtorați de sarmati, de vandali și de romani. Sunt menționați în discursul rostit de retorul Aelius Aruistides, Polyaion și în lucrurile Oracula Sibyllina si Historia Augusta. Eusebiu din Cezareea amintește triburile dacice aflate în conflict cu Marcus Aurelius la granița dunăreana. Dacii liberi din vest și-au păstrat organizarea politica și militară proprie, conform unei inscripții de la Roma care o menționează pe Zia, fiica unui tarabostes dac, Tiatus. In Historia Augusta scrie ca în timpul lui Commodus, triburile de mauri și de daci au fost învinse, iar Dio Cassius scrie ca Sabinanus a adus sub ascultare 12 000 de daci din vecinătate, fiind alungați din țara lor de bastina, făgăduindu-le ca le va oferi pământ în Dacia. Dio Cassius amintește ca Dacia a fost amenințată cu invazia în timpul lui Caracalla si Macrinus, provincia fiind pustiita, precum și în timpul lui Maximus Tracul ce a purtat războaie cu dacii. Decius, Gallienus și Aurelian au primit titlul de "dacicus" în anumite inscripții. În Historia Augusta scrie ca în cursul reprimării răscoalei monetarilor, împăratul a pierdut 7000 de soldați, printre care și daci proveniți din cei supuși împăratului în timpul luptelor și înrolați în armata romana. Apar daci sculptați pe arcul de triumf de la Thessalonic al împăratului Galerius.

### Vecini
Costobocii erau un trib dacic situat in nordul Daciei, Moldovei și în Basarabia actuală până în sudul Galitiei, Polonia. Locuiau în zona Carpaților nordici și au rămas independenți până în secolul II. Aparțineau grupelor tracice. Sunt atestați de Ptolemeu printre cele mai importante 15 triburi dace. Au creat cultura Lipita, atestată arheologic. O inscripție atesta un rege, Pieporis, cu care orașele ca Piroboridava, Tamasidava, Utidava și Trifulon erau asociate. Existau doua triburi de costoboci la un moment dat: transmontanoi ce locuiau în extremitatea nordica a Carpaților, locuind la Setidava și costobocii din Dacia Romana. Sunt menționate și alte nume de regi: Bithoporus, Pieporus, Natoporus. Costobocii au luptat împotriva romanilor în primul război Marcomanic în 166-172, alături de biessoi si sabokai. Historia Augusta menționează o mare coaliție antiromană a populațiilor barbarice de la frontierele Daciei romane și Moesiei Inferior, cuprinzând sarmații, marcomanii, geții și dacii. În 170-171, costobocii aliați cu bastarnii și sarmatii, au traversat Dunărea, pustiind Moesia, Tracia, Macedonia, ajungând pana în Grecia. 18 000 de daci "liberi" au fost primit în Dacia Romana, întemeind orașele Piroboridava și Tamasidava.
Carpii erau un trib tracic ce trăia în Moldova, de la Munții Carpați pana la Nistru. Sunt menționați la Ephoros. Locuințele lor erau sub forma unor bordeie, fie la suprafața. Nu erau așezări fortificate. Se cunosc 50 de necropole carpice, unele lângă așezări în care s-au cercetat 1500 de morminte, multe fiind de incinerație, cu depunerea resturilor funerare în urne sau în groapă. Se ocupau cu agricultura și creșterea animalelor, cu anumite meșteșuguri ca obținerea și prelucrarea fierului, olăritul și țesutul. S-a descoperit la Bornis un fragment de vas, pe care era zgâriat în pasta arsa numele Scorilo, cunoscut în antroponimia dacica. S-au descoperit amfore și obiecte ceramice, obiecte din metal, fibule, catarame, chei, monede provenind din subsidii. Sunt atestate existenta unei organizări de tip politic și militar, fiind descoperit tezaur de vase de argint la Muncelul de Sus, piesele de harnașament de bronz placate cu foita de argint de la Sabaoni, sau inventar de urne funerare de la Pădureni, incluzând fragmente de țesătura cu fire de aur și obiecte de podoaba. Trăiau sub tutela altor populații de la est și nord-est de Carpați. După înfrângerea costobocilor de către Marcus Aurelius, carpii s-au manifestat și au pătruns în Dobrogea în 238. Împăratul Maxim Tracul l-a trimis pe Iullius Menophilus cu armata sa-i tina în frâu și în 241 încheie pace, convenind sa le plătească bani goților. Carpii, ce au luptat alături de goți, au cerut și ei bani. Menophilus a refuzat, și după retragerea armatei romane din Dobrogea, carpii ataca ținutul dintre Dunăre si Marea Neagra în 242. Împăratul Gordian III se întoarce din Persia și ii confrunta pe năvălitori. In 245, carpii ataca din nou și Filip Arabul îi înfruntă, preluând titulatura de "Carpicus". Abandonează Muntenia și retrage granița provinciei la Olt. Carpii îi sprijină pe goți ce sunt respinși de Decius, ce pierde lupta de la Abrritus si este ucis. În timpul lui Gallus, goții, boranii, urugunzii si carpii jefuiesc ținutul în 253. După înfrângerea de la Naissus a goților în 268, carpii organizează o incursiune și sunt învinși în Dobrogea de Aurelian. Au mai fost respinși de Galerius după ce au fost sprijinit de sarmati și bastarni să atace frontiera dunăreana. Unii carpi au fost transferați în imperiu, alții au continuat sa trăiască în teritoriul de baștina, alături de goți și huni. Galerius i-a răsândit pe captivi printre posturile de paza de pe frontierele romane. Un istoric grec, Zosimos, îi menționează pentru ultima oara în 381 sub numele de carpo-daci, fiind învinși de Theodosiu.
Cultura materiala a populației dace din Muntenia este cunoscuta sub denumirea de Chilia-Militari, dezvoltându-se pe baza aspectului târziu al Laten-ului dacic, sub influenta romana și sarmatica. Operațiunile de evacuare întreprinse de Aelius Catus si Plautius Silvanus Aelianus au afectat zona de câmpie, iar populația dacică a coborât din zona subcarpatica și de dealuri, umplând golul demografic. S-au descoperit 120 de așezări de tip Chilia-Militari, situate în zone de dealuri și de câmpie, în apropierea surselor de apa. Nu s-au găsit așezări fortificate. Cimitirele erau plane, iar ca rit funerar se practica incinerația. Ocupațiile principale erau agricultura, creșterea animalelor, meșteșuguri precum confecționarea ceramicii, prelucrarea lemnului, metalurgia fierului. Au fost găsite obiecte din metal și ceramică de uz curent de import, monede romane. Așezarea de la Chilia și celelalte aparțineau culturii situate intre Olt și limesul transalutanus, ce aparținuse provinciei Dacia Malvensis după secolul III. Dacii din vestul Munteniei erau incluși printre locuitorii autohtoni ai Daciei Romane, locuind în teritoriul militar al castrelor și fiind obligați sa plătească dijma și sa presteze corvezi pentru garnizoanele romane de pe limes.

## Populația și așezările

### Societatea
Municipiile erau orașe cu mai puține drepturi decât coloniile, locuite de acei cetățeni cu drepturi limitate. Satele erau locuite de obicei de populația autohtonă. Se așezau însă în ele și coloniști romani. Romanizarea a mers greu la sate, unde imensa majoritate o formau geții, mai ales în primele timpuri după cucerire. Un rol important în romanizare, la sate, l-au avut veteranii, atât de origine romană sau romanizați, cât și cei proveniți dintre băștinași. Cum serviciul militar dura mult - 25 ani - o bună parte dintre legionari erau căsătoriți; soțiile și copii aveau dreptul să locuiască în imediata apropiere a castrului sau a taberei, în așa zisele canabe. Legiunile și diferitele corpuri de trupă auxiliară stând în permanență în Dacia, este evident că multe dintre soțiile soldaților erau autohtone, dace. La eliberare, legionarul numit acum veteranus, căpăta – dacă nu avea deja – dreptul de cetățenie pentru el și întreaga lui familie, precum și o bucată de pământ pentru a o cultiva. Cu timpul, în sate s-au așezat și civili romani. Dacia a rămas sub stăpânire romană ceva mai puțin de 170 de ani (106-275 d.Hr.), deci timp de vreo cinci generații (potrivit lui Constantin Giurescu). Noile sate însă, nu puteau fi nici numeroase, nici pur romane, dacă majoritatea coloniștilor veniți erau traci. Este greu de crezut că în doar acest timp noile așezări ar fi putut face concurență satelor vechi de sute de ani ale geților și civilizației lor milenare. În același timp, sătenii geto-daci au fost nevoiți să-și "romanizeze" limba, pentru a putea lua legătura și întreține contacte economice cu zecile de mii de romani veniți după 106 d.Hr. între ei. Geții au continuat, în mare, să trăiască la fel ca înainte, îndărătnici, "găvozdiți prin cotloanele lor adesea inaccesibile" (Nicolae Iorga). Adică, conform marelui istoric, geto-dacii erau un popor destul de conservator și agrea așezările situate mai ales pe văile carpatice pentru a face față frecventelor raiduri barbare din spațiul carpato-dunărean.

### Populația

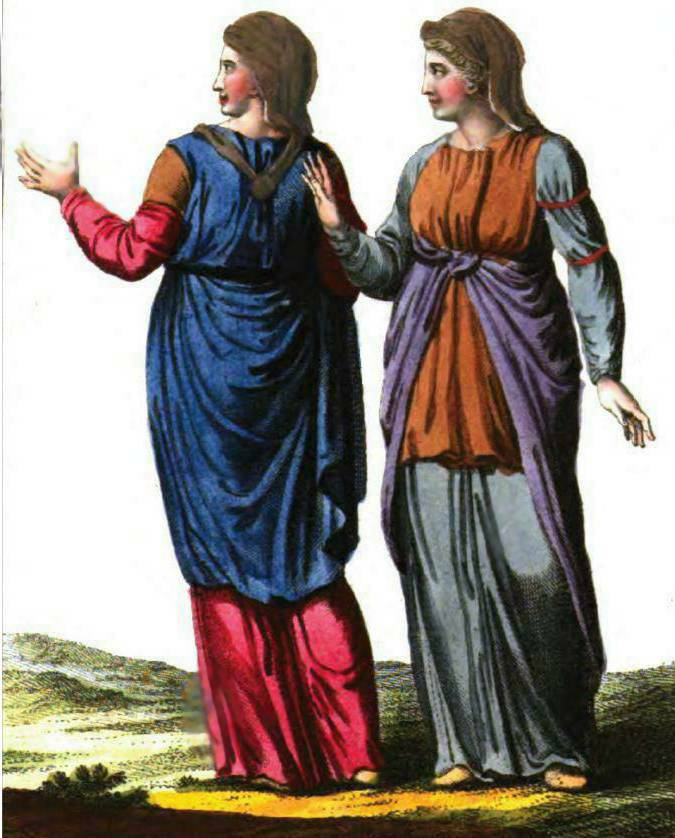
Femeile dace

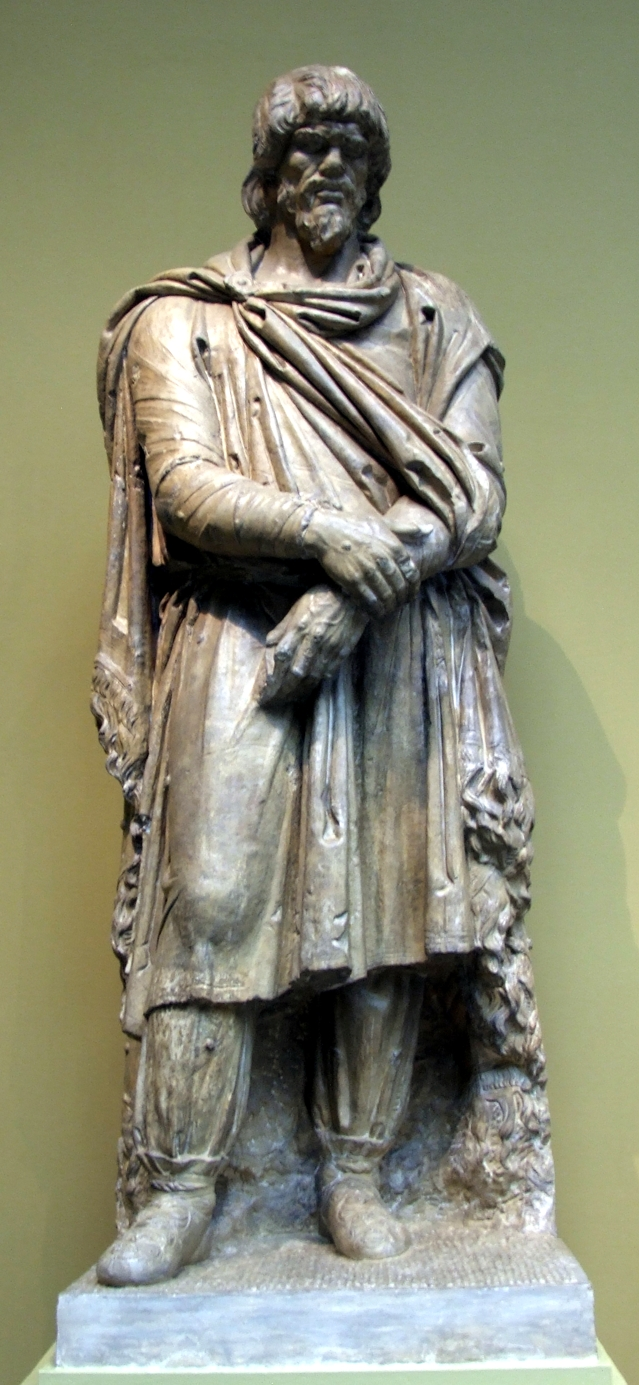
Dac captiv

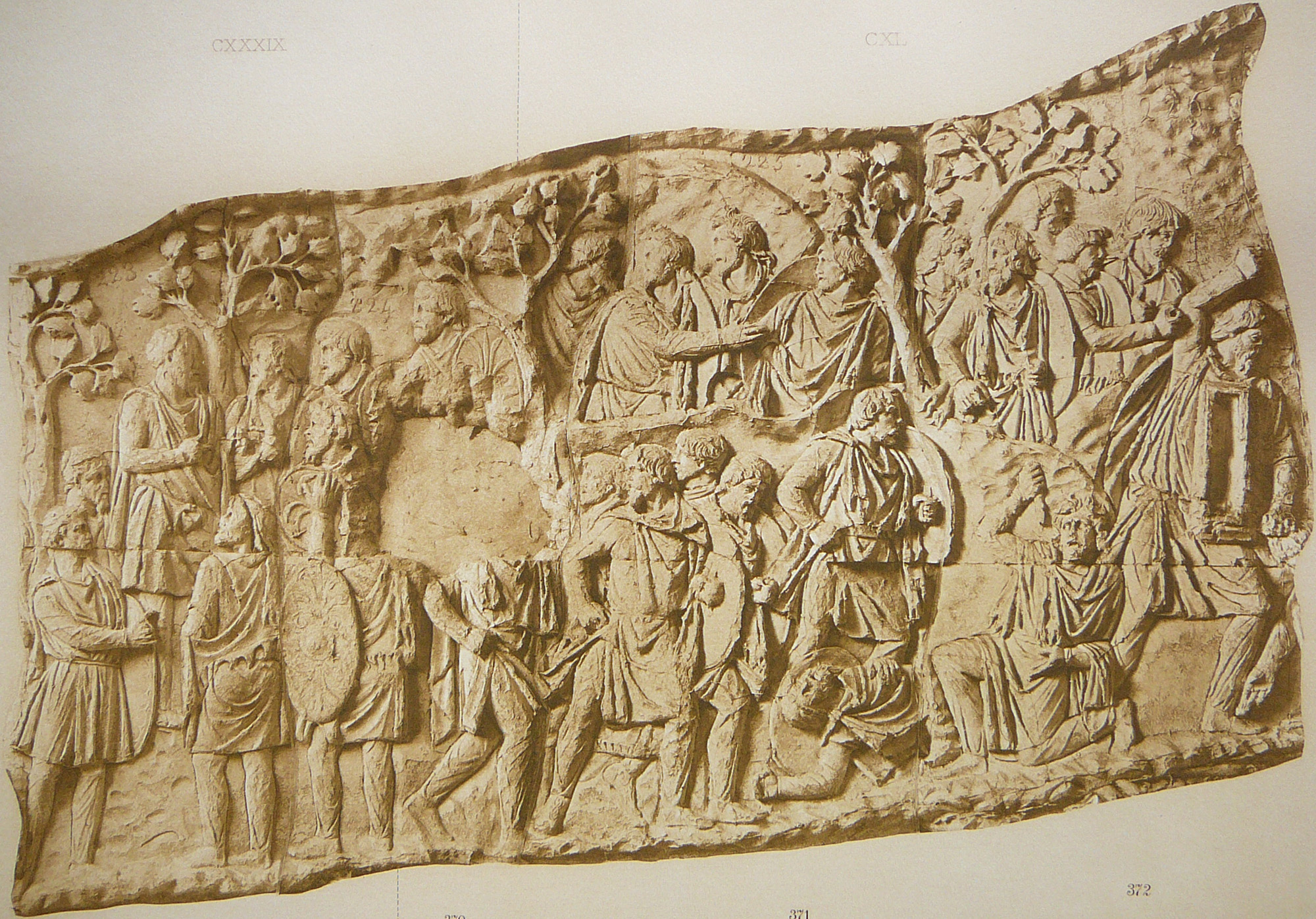

Dacii au suferit pierderi semnificative în urma războaielor. Eutropius a susținut că Dacia a fost secătuită de bărbați. În realitate, majoritatea populației dacice continuă să trăiască sub stăpânire romană. Este cunoscută existența unor unități militare auxiliare formate din daci după domnia lui Traian, unele fiind recrutate în secolul III. Chiar au fost daci ce au ocupat funcții în armata și în administrație, ca Regalianus, un dac romanizat ce a fost general și guvernator al Illyricumului în timpul lui Gallienus.
În inscripțiile latine din provincie apar nume traco-getice, aparținând autohtonilor, însă în număr mic: 2% din numele proprii atestate epigrafic, asta pentru că populația dacică ce locuia în zona rurală nu era foarte alfabetizată. Dacii din elită aristocratică au primit cetățenie romană și au primit nume romane. Cei ce locuiau în mediul urban nu își afirmau originea datorită intereselor practice.
Nume de orașe din provincia Dacia și-au păstrat denumirile dinainte de cucerirea romană (Tibiscum, Drobeta, Potaissa, Napoca), preluate de la autohtoni de către coloniști. De asemenea, sunt menținute numele râurilor ca Mariș (Mureș), Samus (Someș), Alutus (Olt) și Tibiscum (Timiș).
Hadrian a adăugat epitetul dacic de Sarmizegetusa capitalei provinciei ce se numea în timpul lui Traian "Colonia Ulpia Traiana Augusta Dacică". S-au descoperit numeroase urme de cultură materială dacică de datează din sec. II-III, în Transilvania, fiind vase și fragmente de vase dacice autohtone amestecate cu obiecte romane. Au fost descoperite așezări dacice ca Lechinta de Mureș, Casolt, Obreja, Noslac, Calbor, Soporu de Câmpie.
Numeroși coloniști proveniți din Dalmația, Moesia, Pannonia, Tracia, Italia, Grecia, Asia Mică, Siria, Hispania, Gallia s-au stabilit în Dacia, în speranța unei vieți mai ușoare sau a unui câștig mai bun. Colonizarea a fost organizată de statul roman. Colonizarea a făcut ca populația să sufere o puternică influență romană, preluând tehnică și cultură spirituală romană, limba latină în administrație și justiție, negustorii, proprietarii de moșii, coloniștii și soldații care primeau loturi de pământ, înrudindu-se cu autohtonii, întemeindu-și gospodării și familii.
Pătrund elementele culturii materiale ca ceramică, uneltele productive, obiectele casnice și podoabele, apoi au fost adoptate credințele și obiceiurile romane, numele romane alături de vechile nume dacice, folosite că și porecle în limba latină. La retragerea aureliană, provincia era locuită de o populație profund romanizată.

#### Apulum

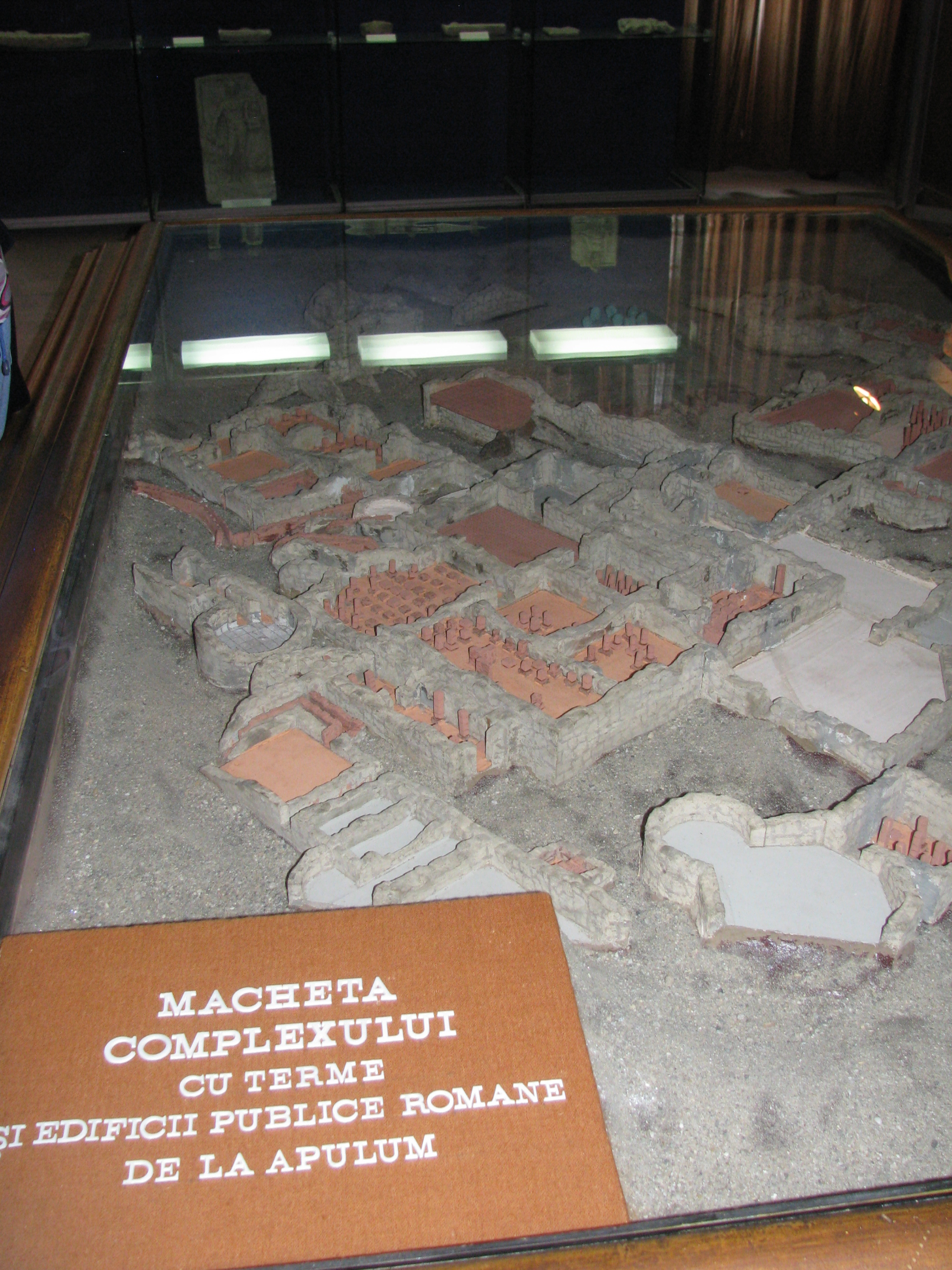
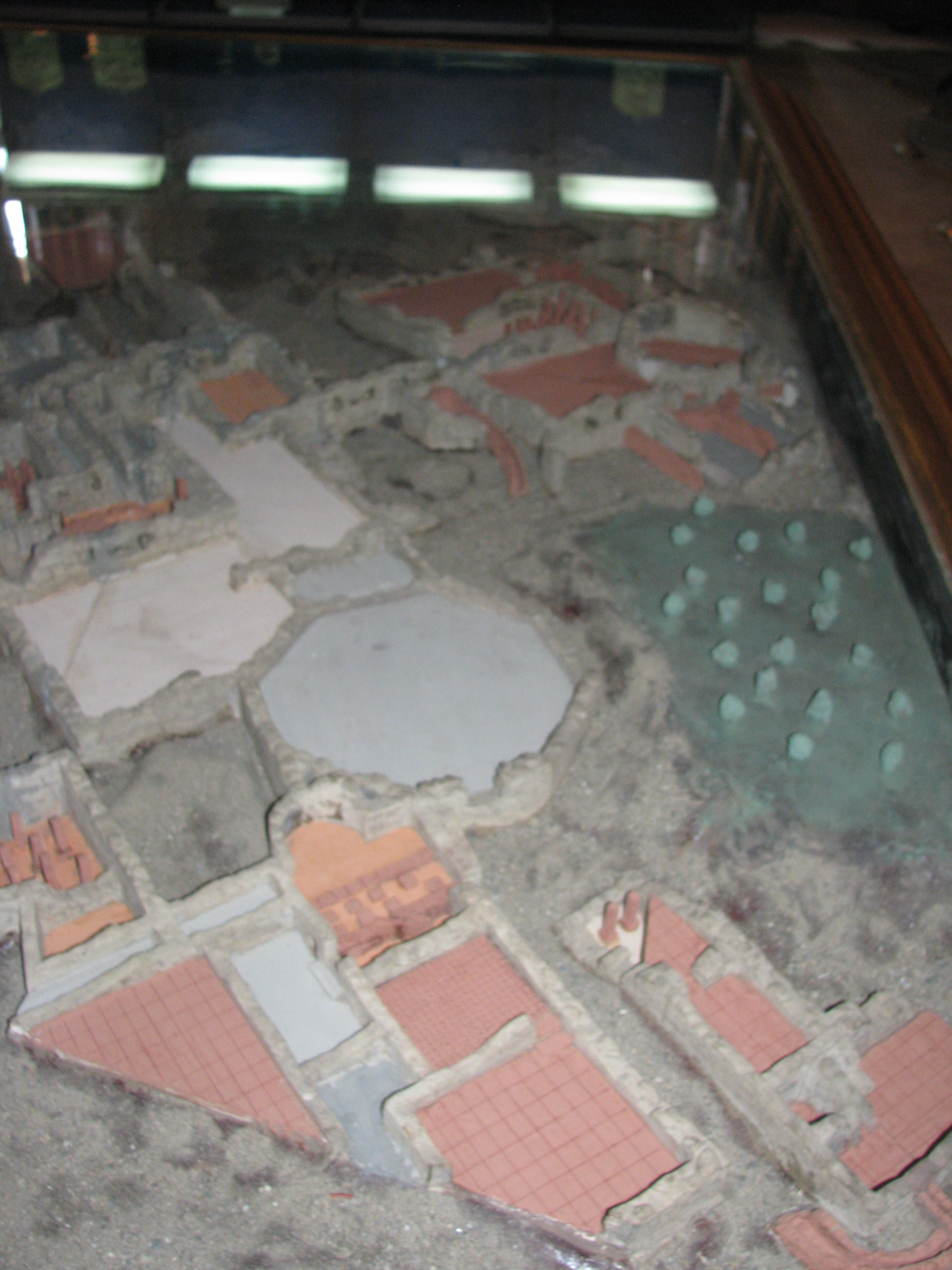
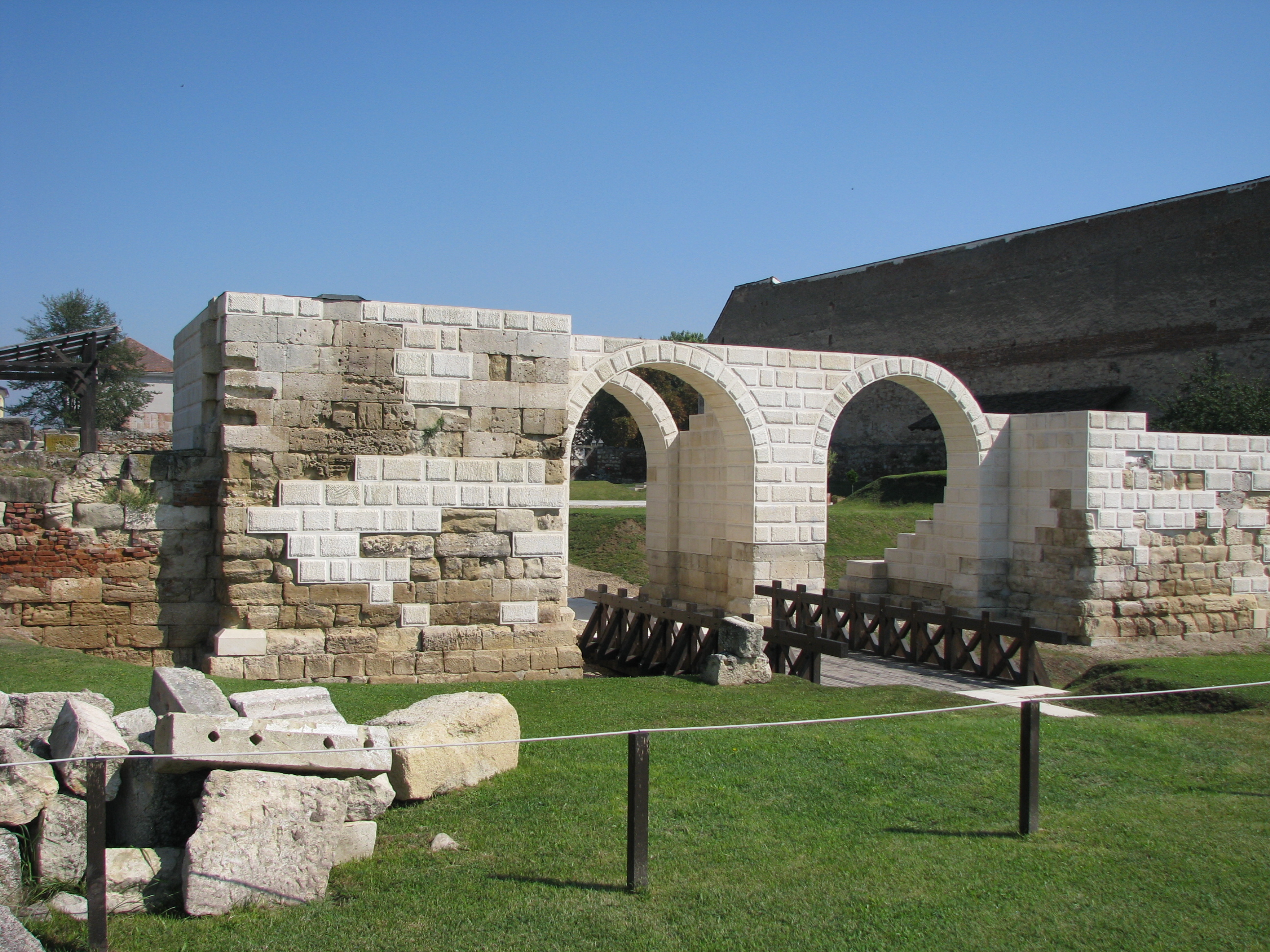
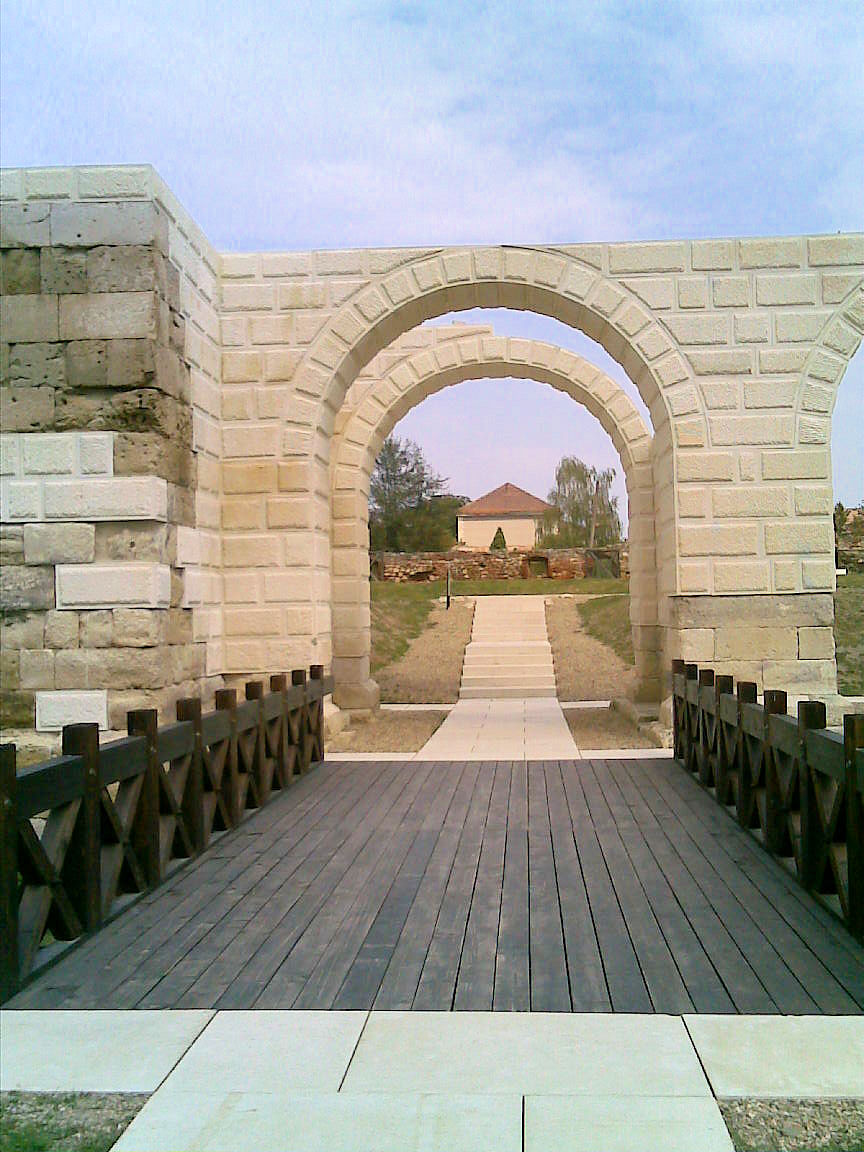

#### Napoca

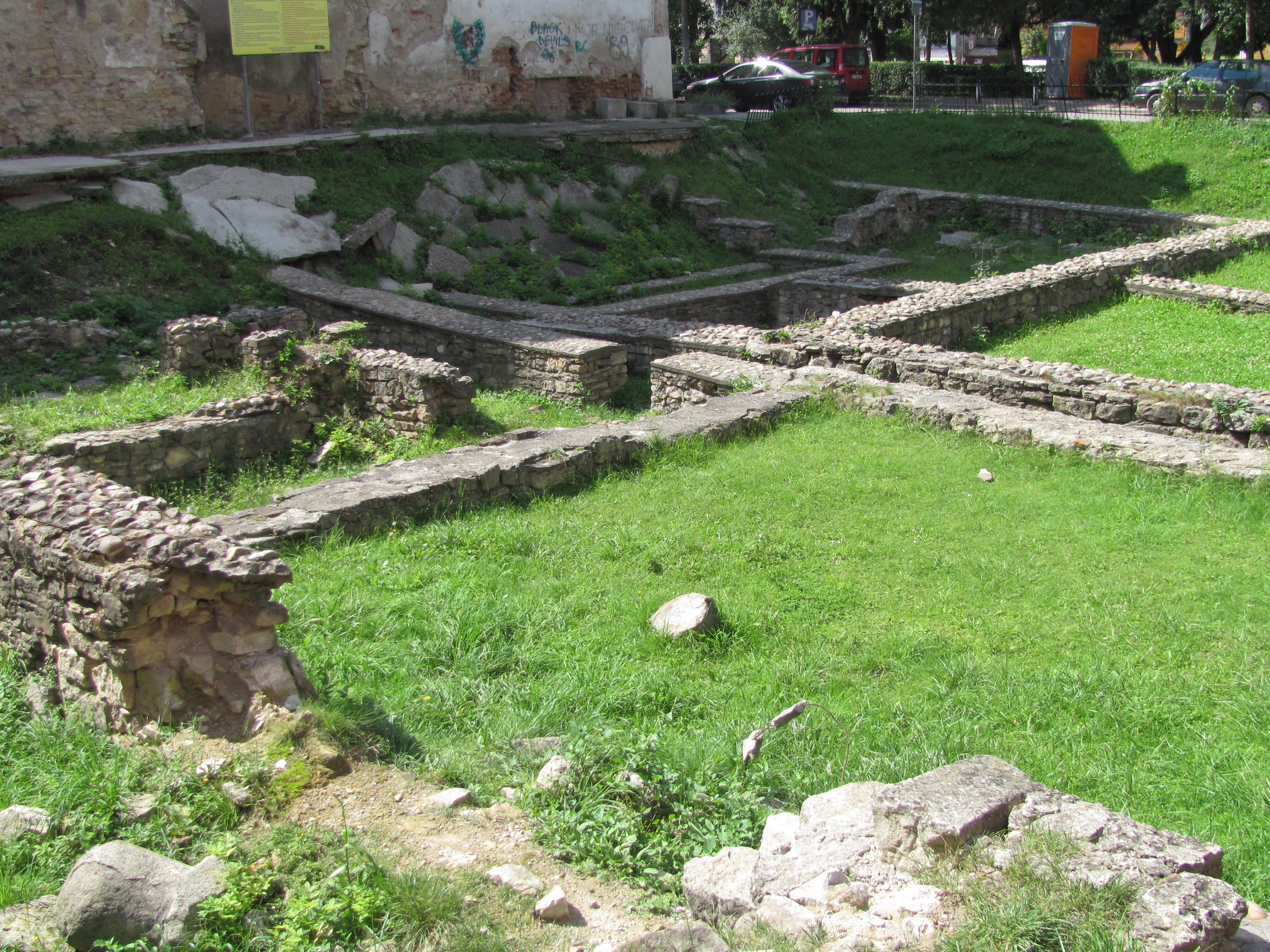
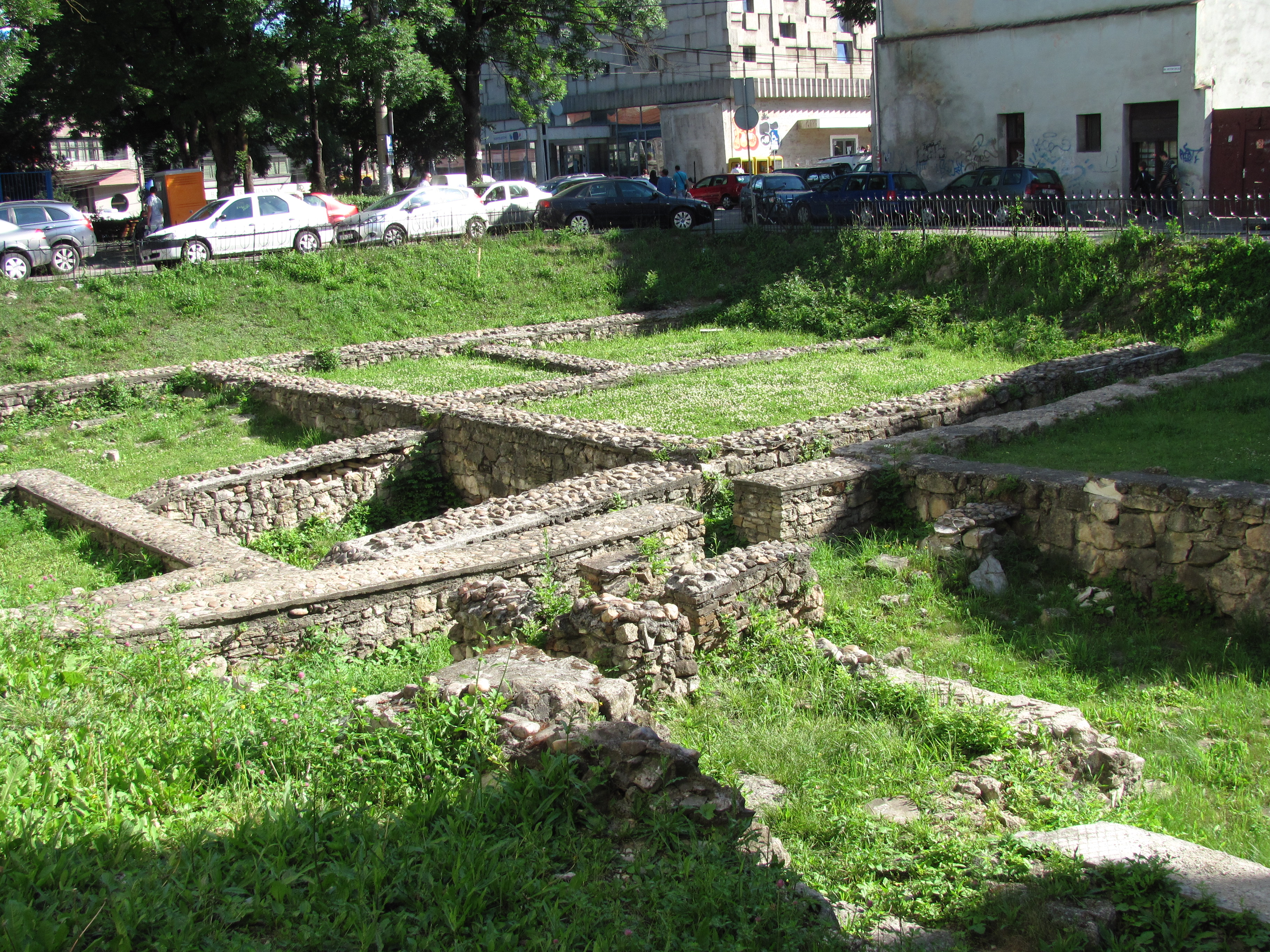
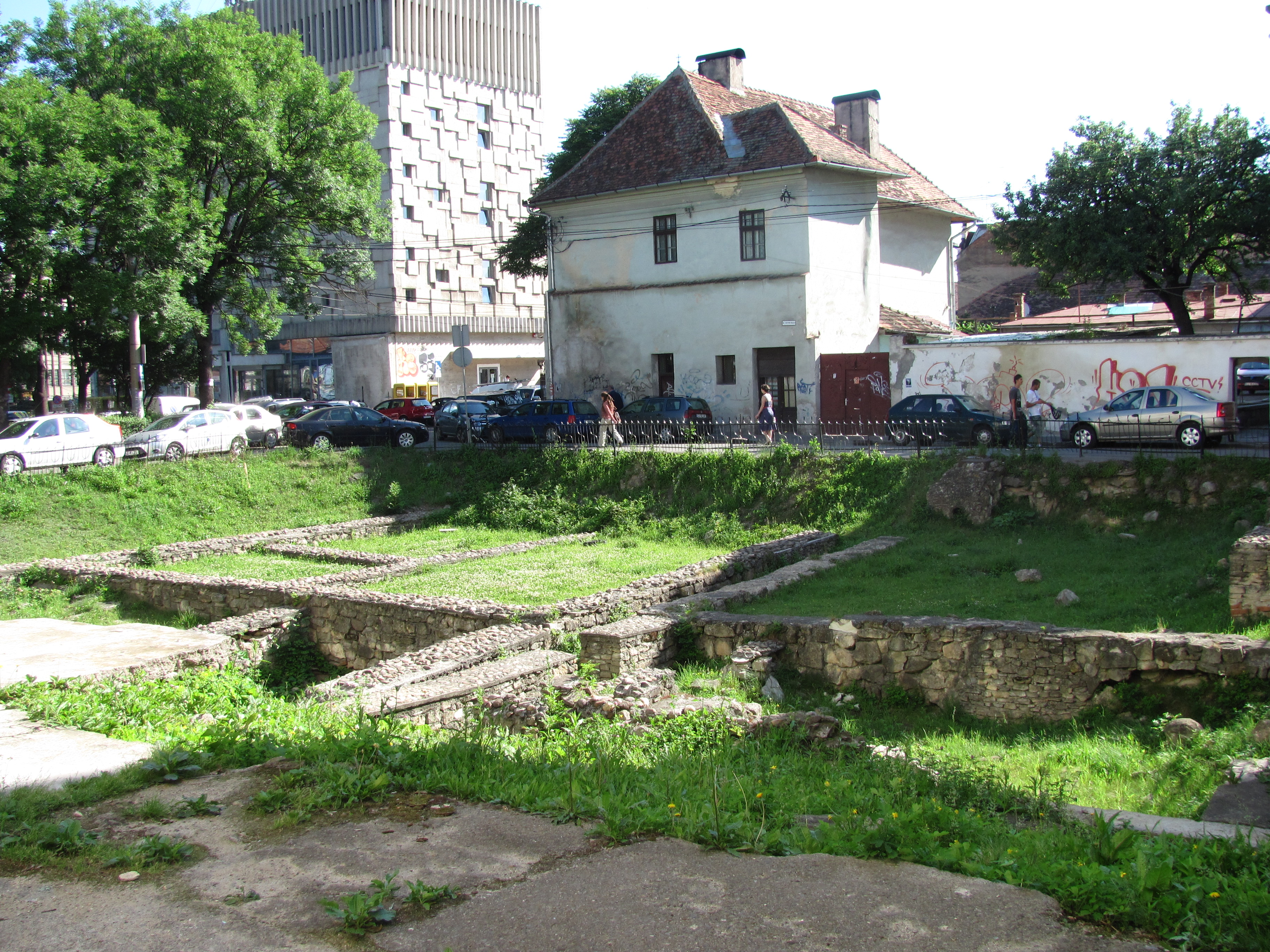
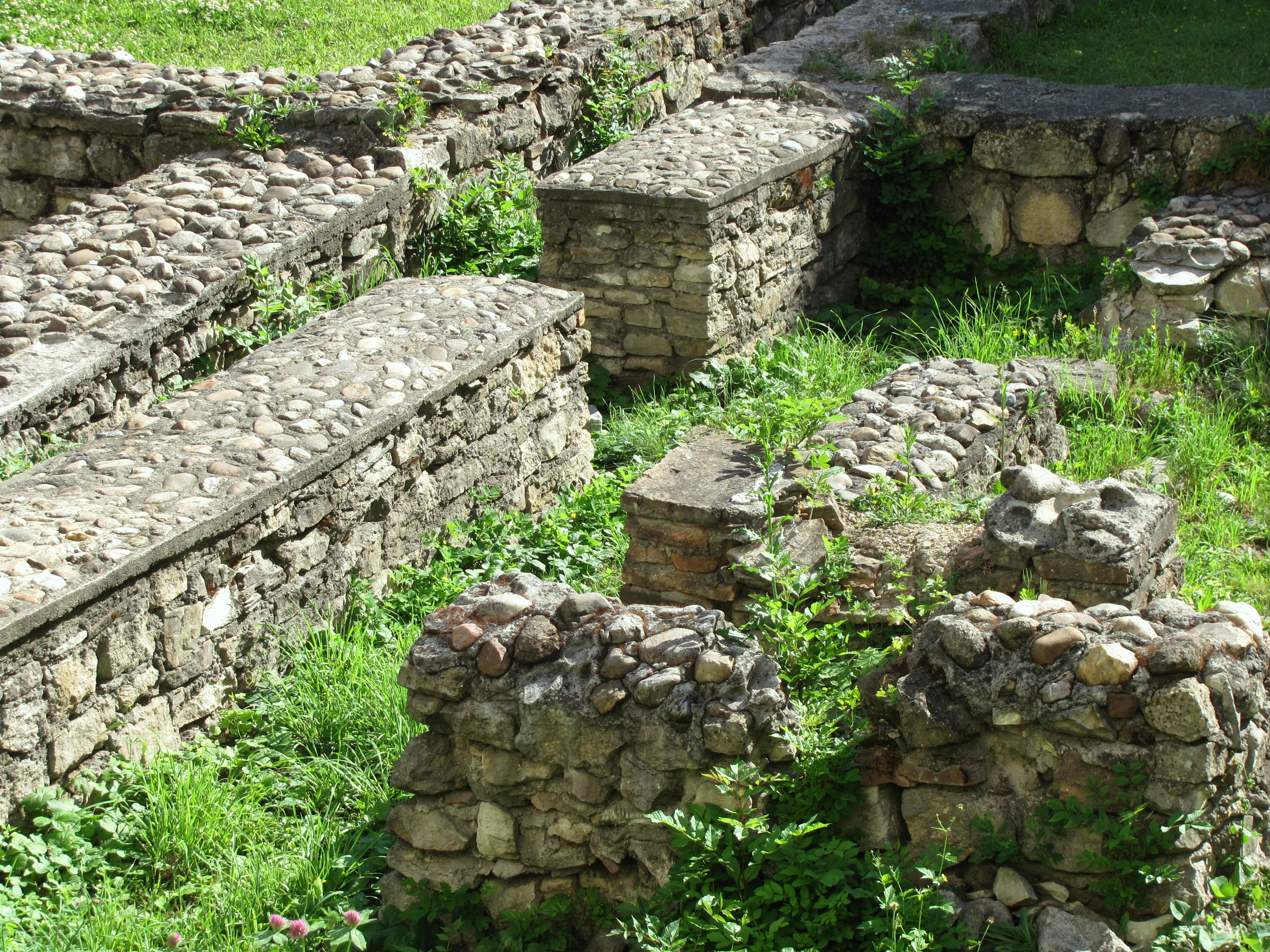
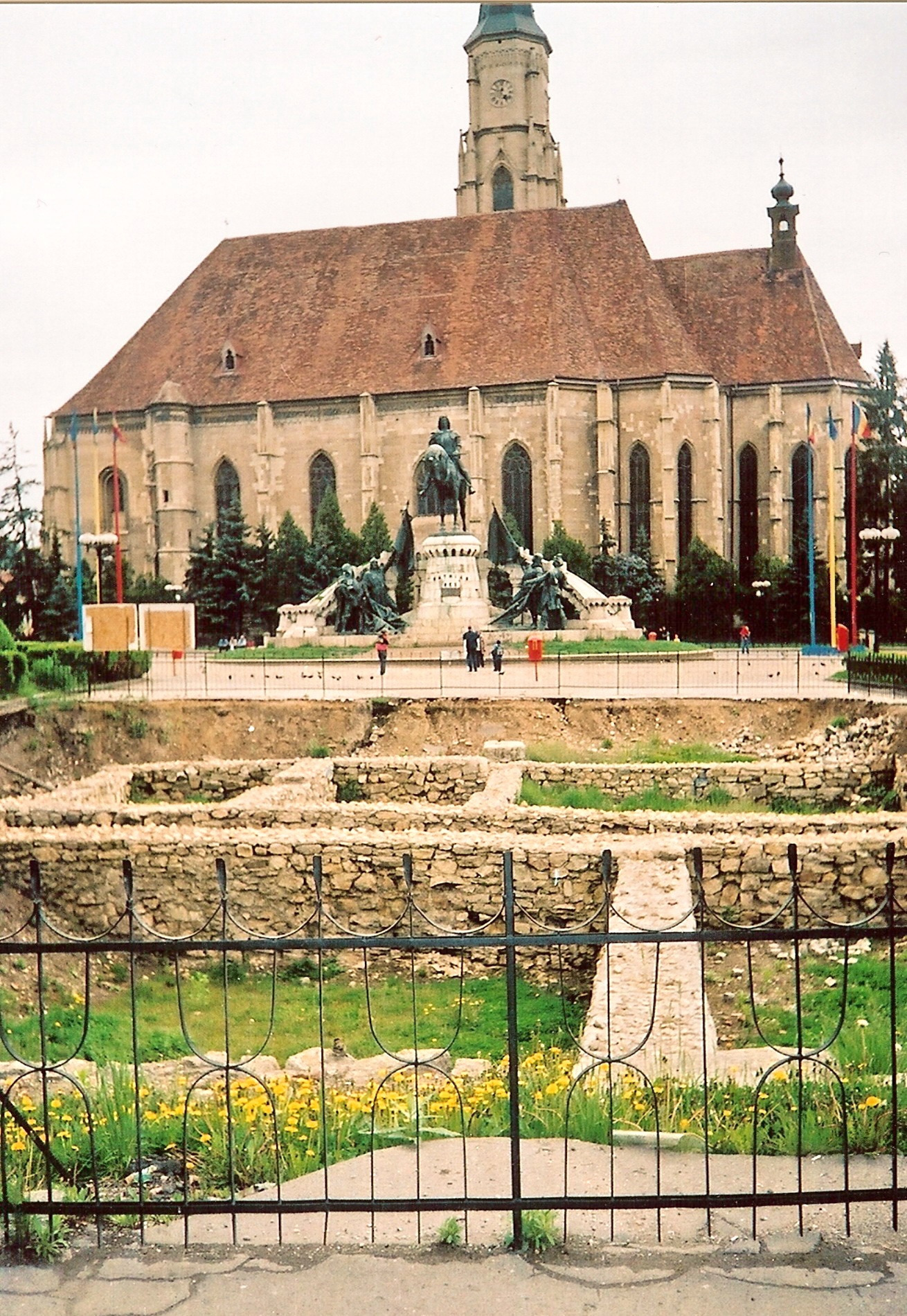
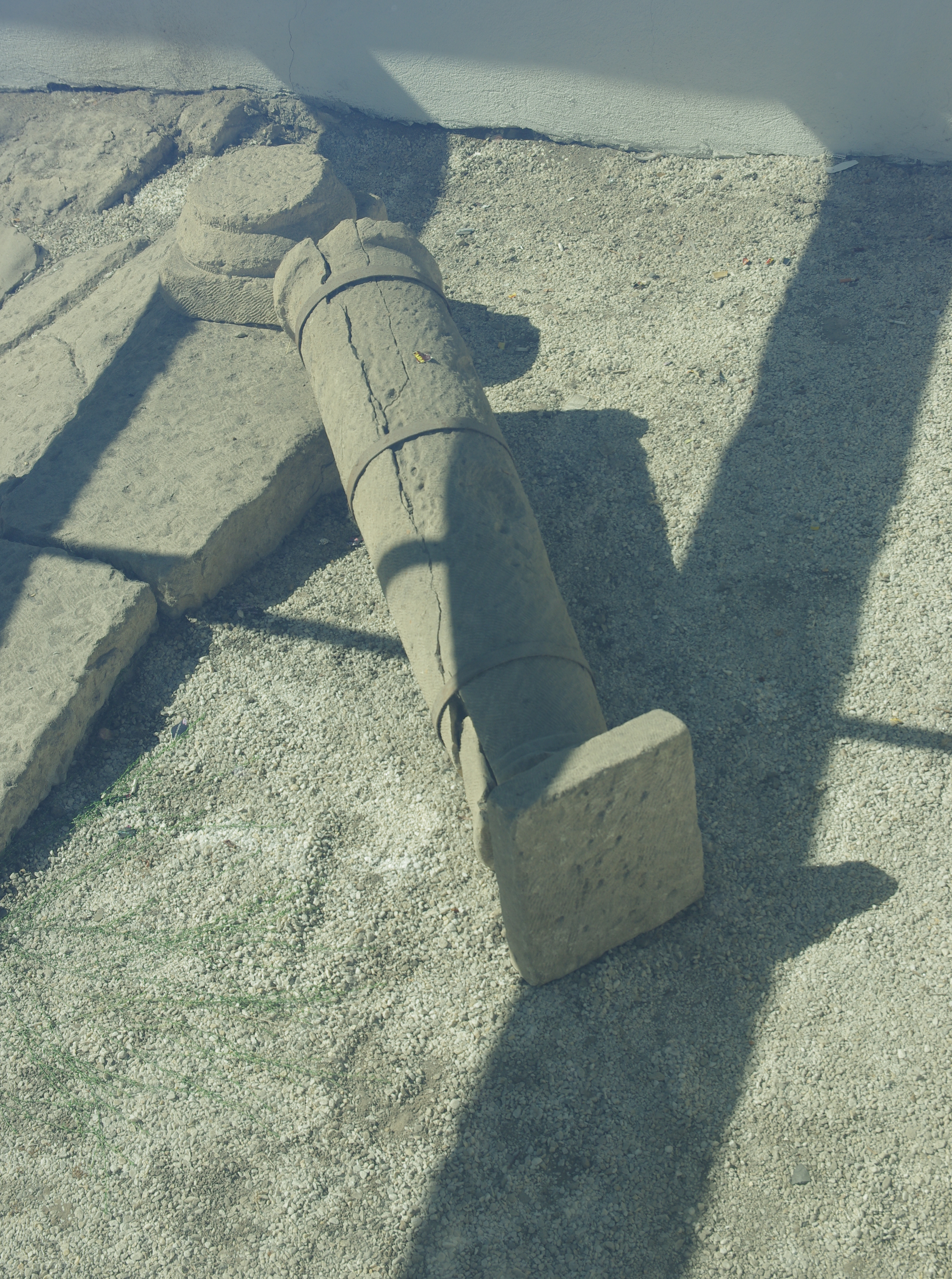

#### Drobeta

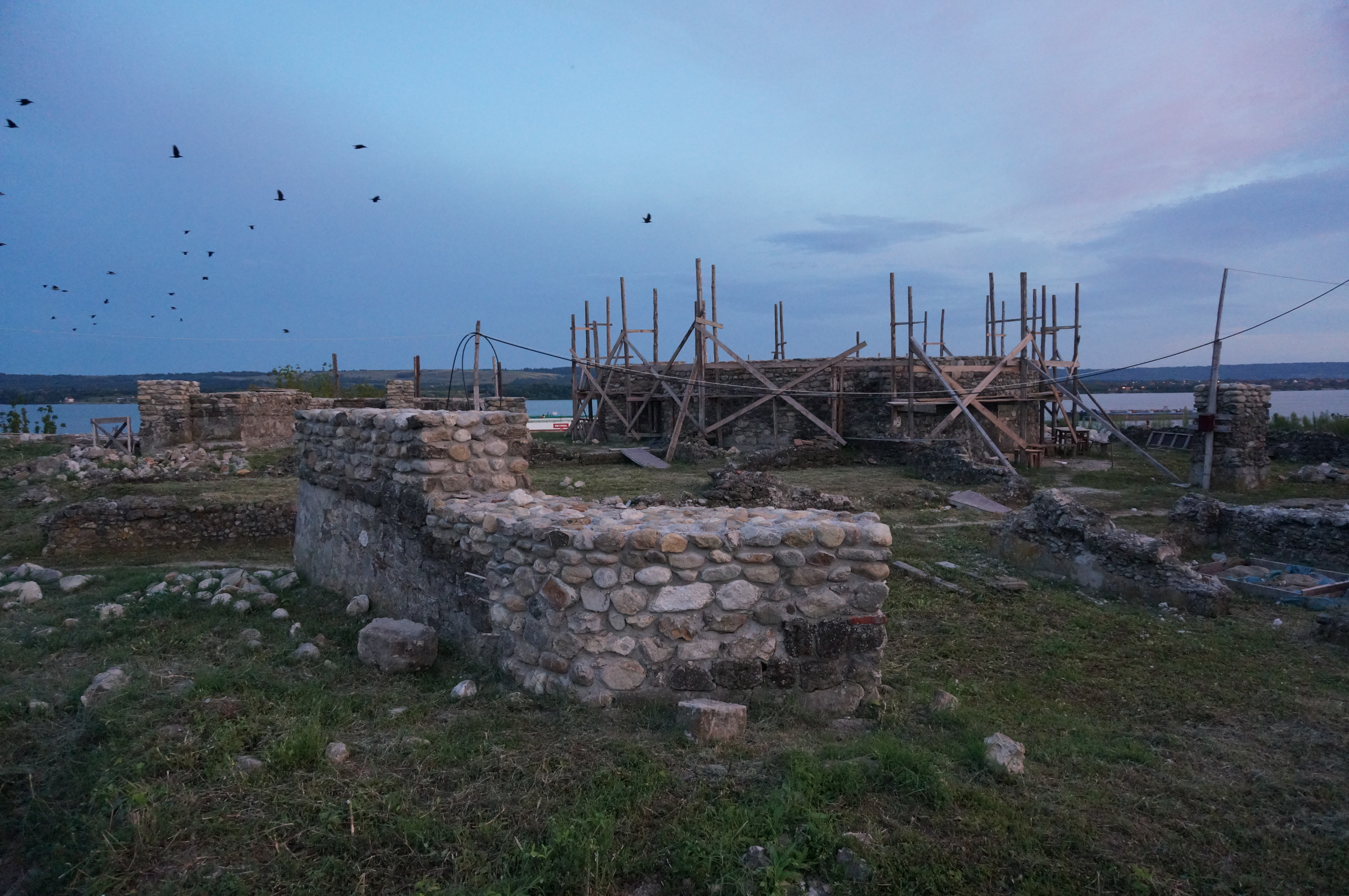
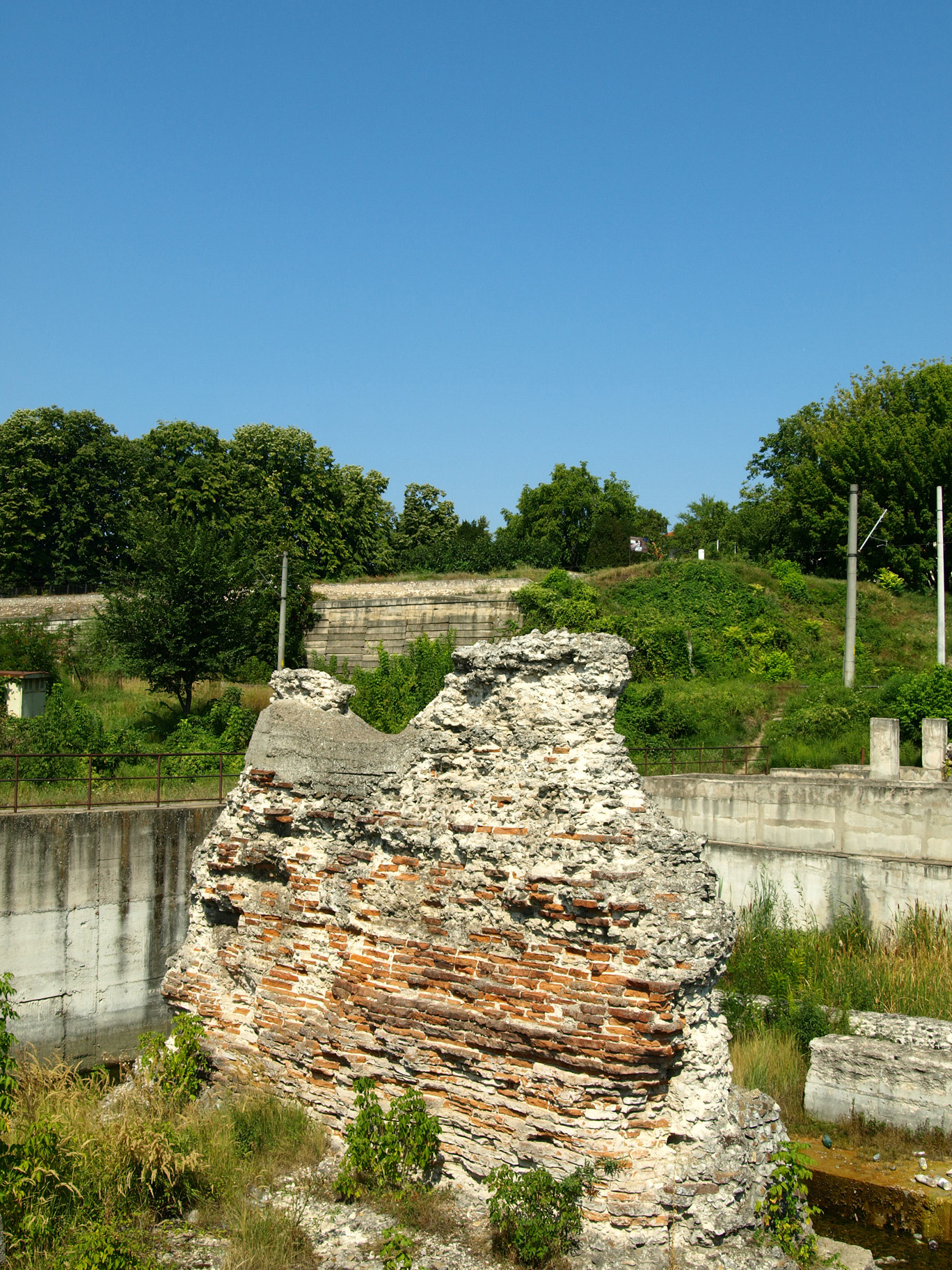
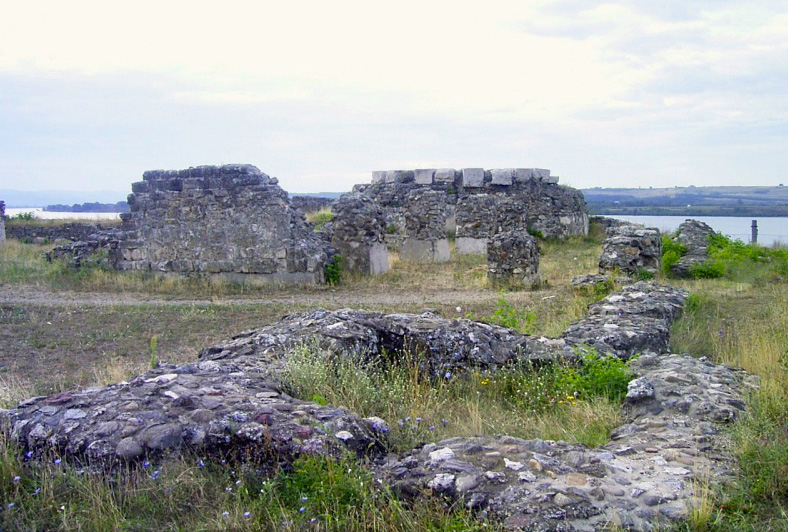

#### Tibiscum

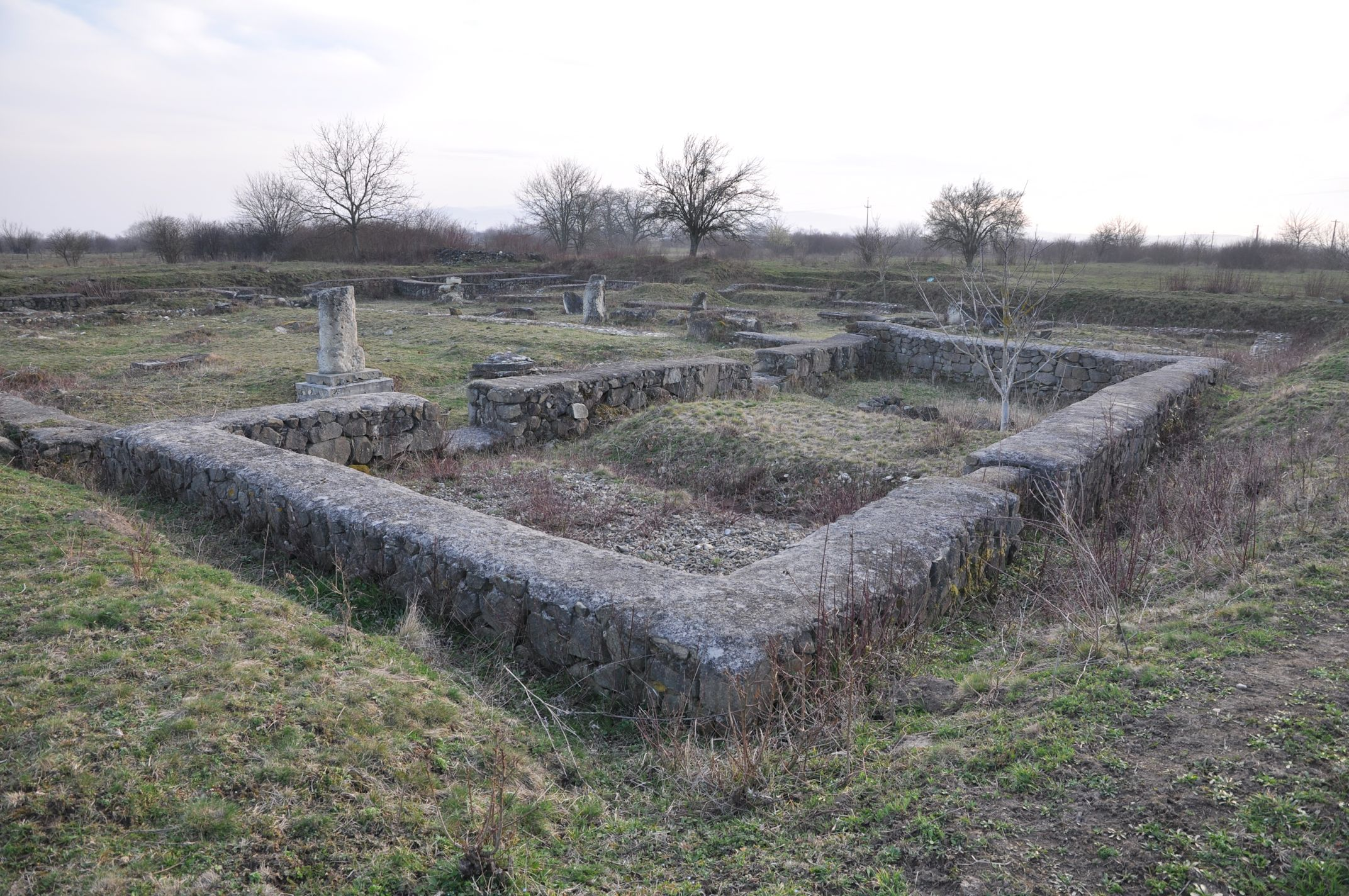
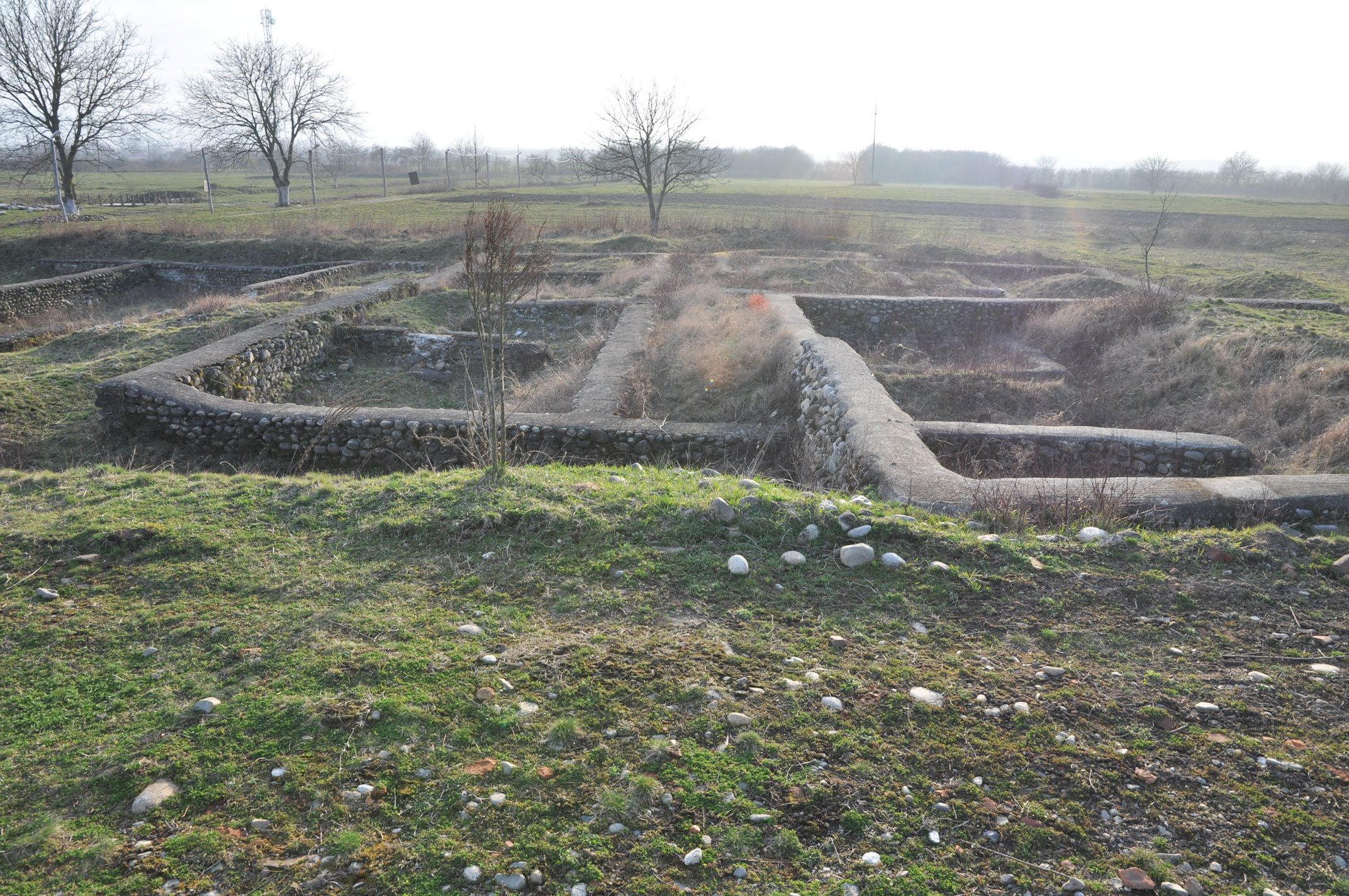

#### Potaissa

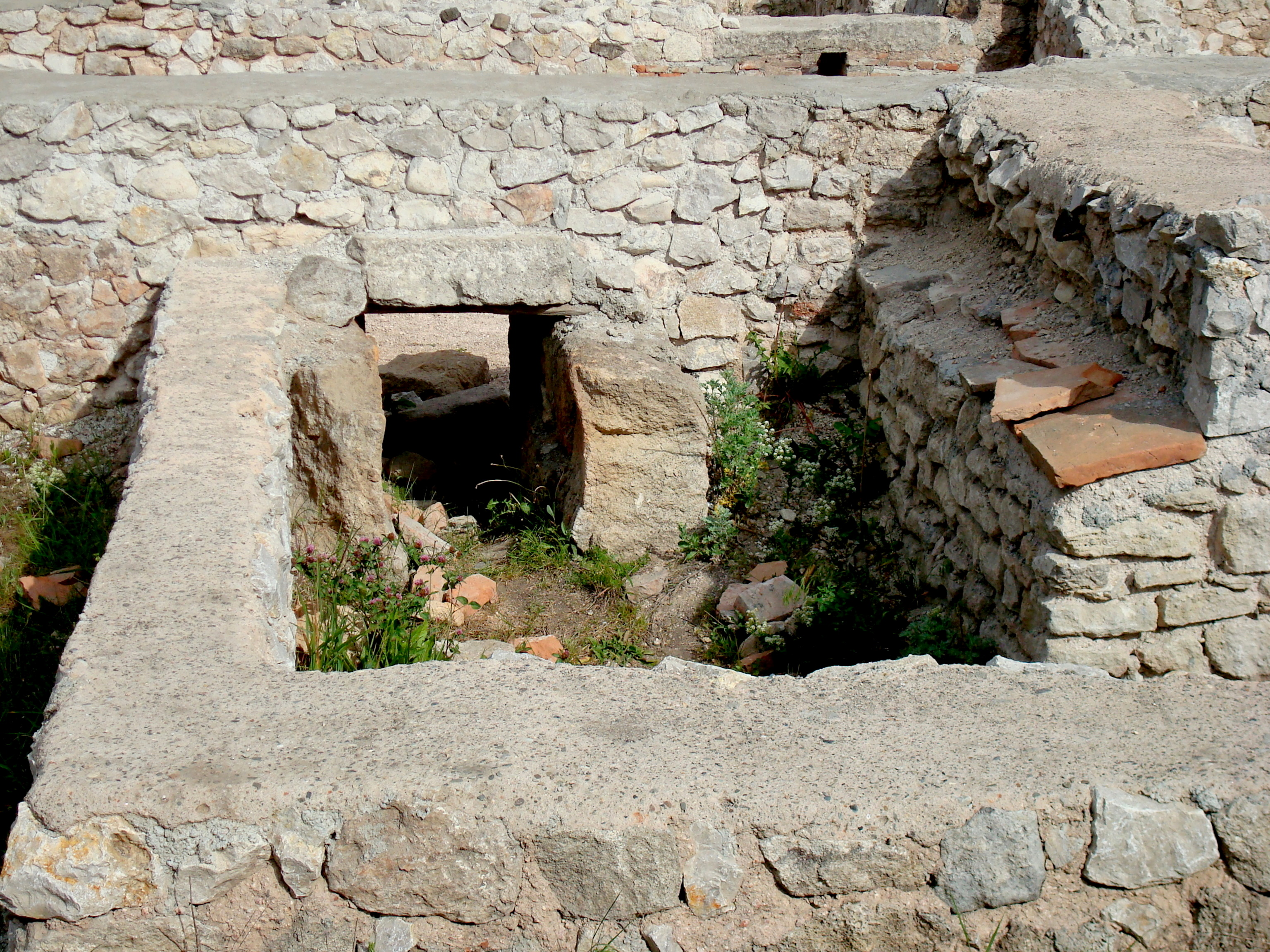
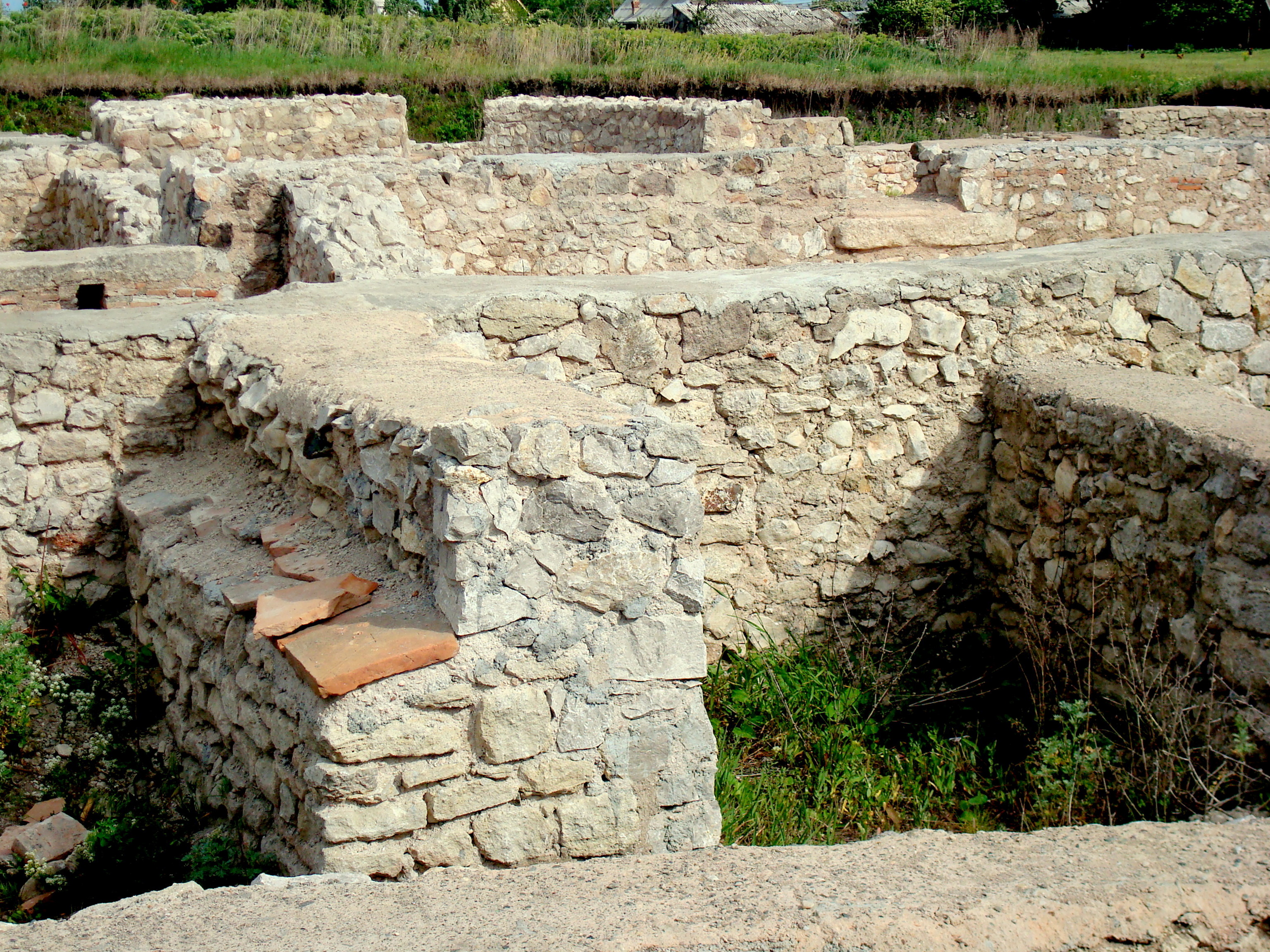
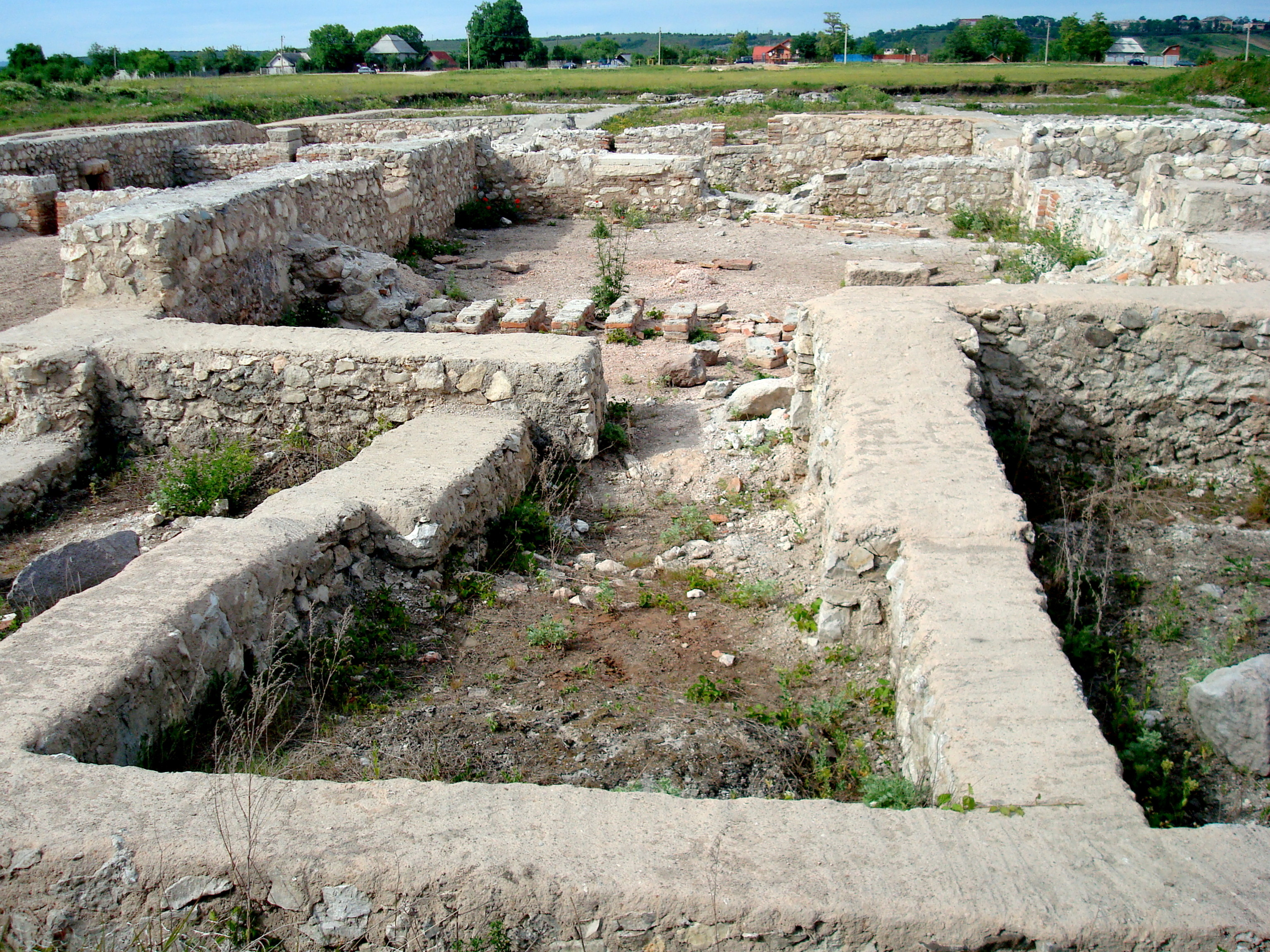

#### Porolissum

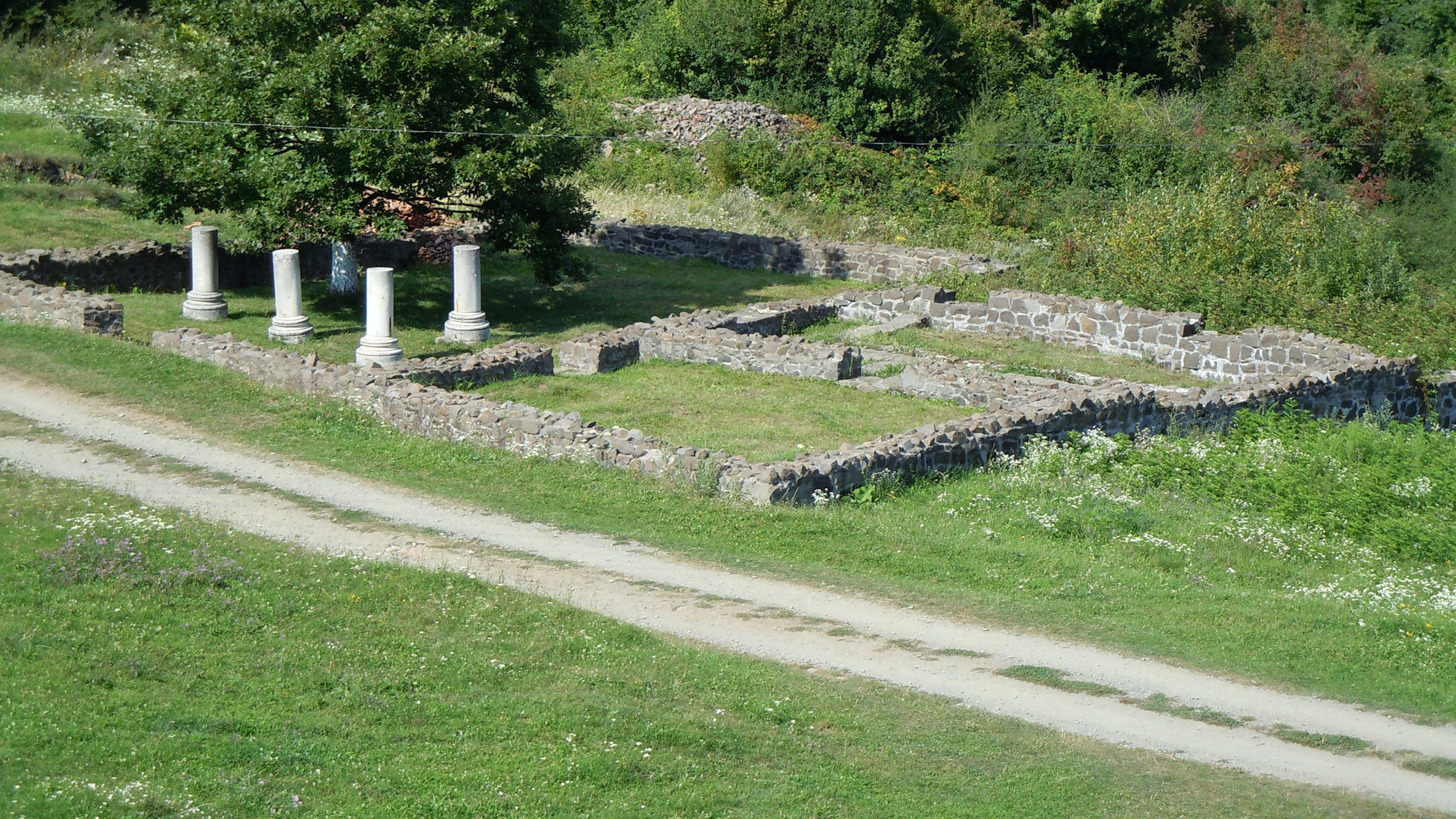
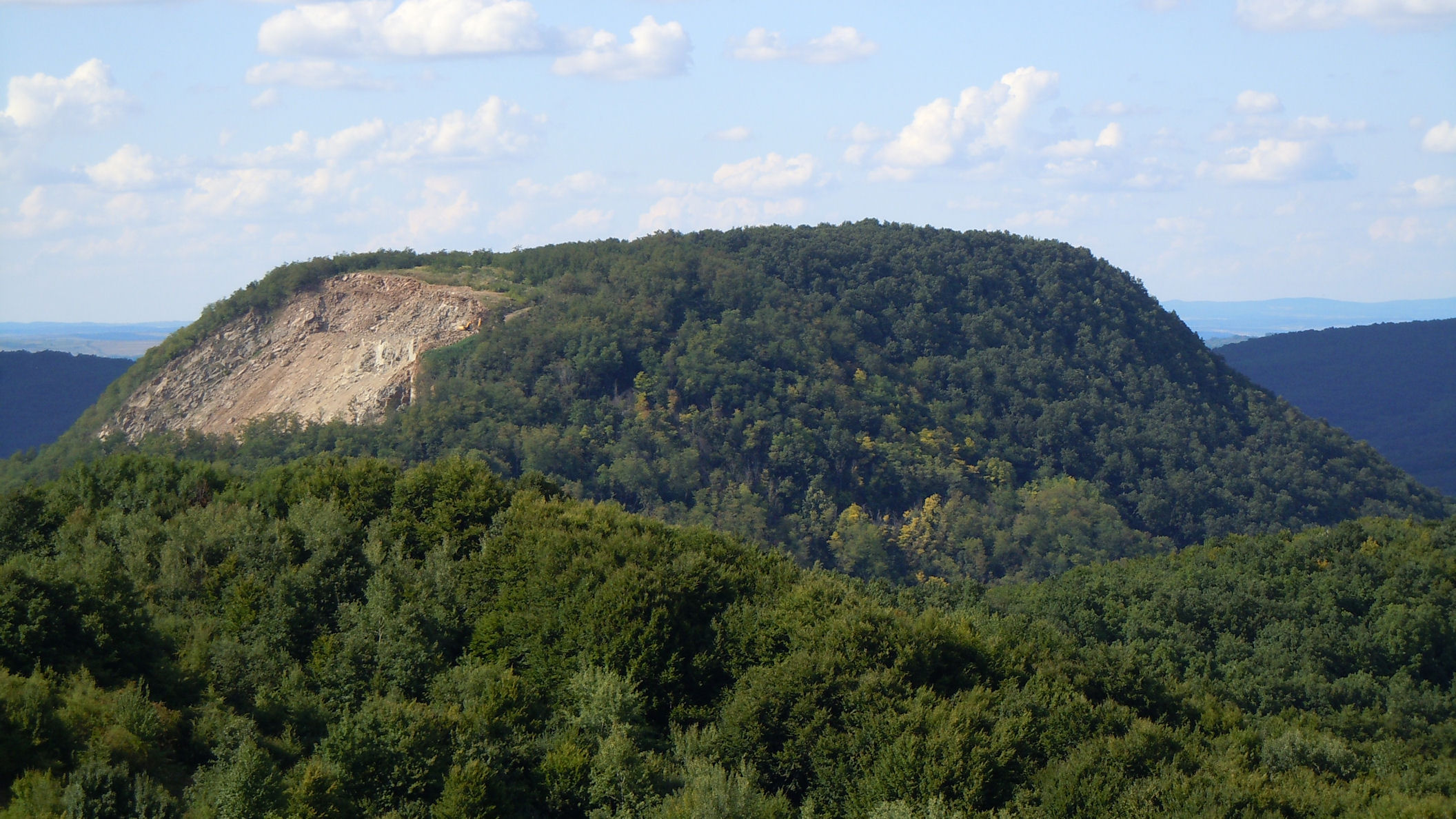
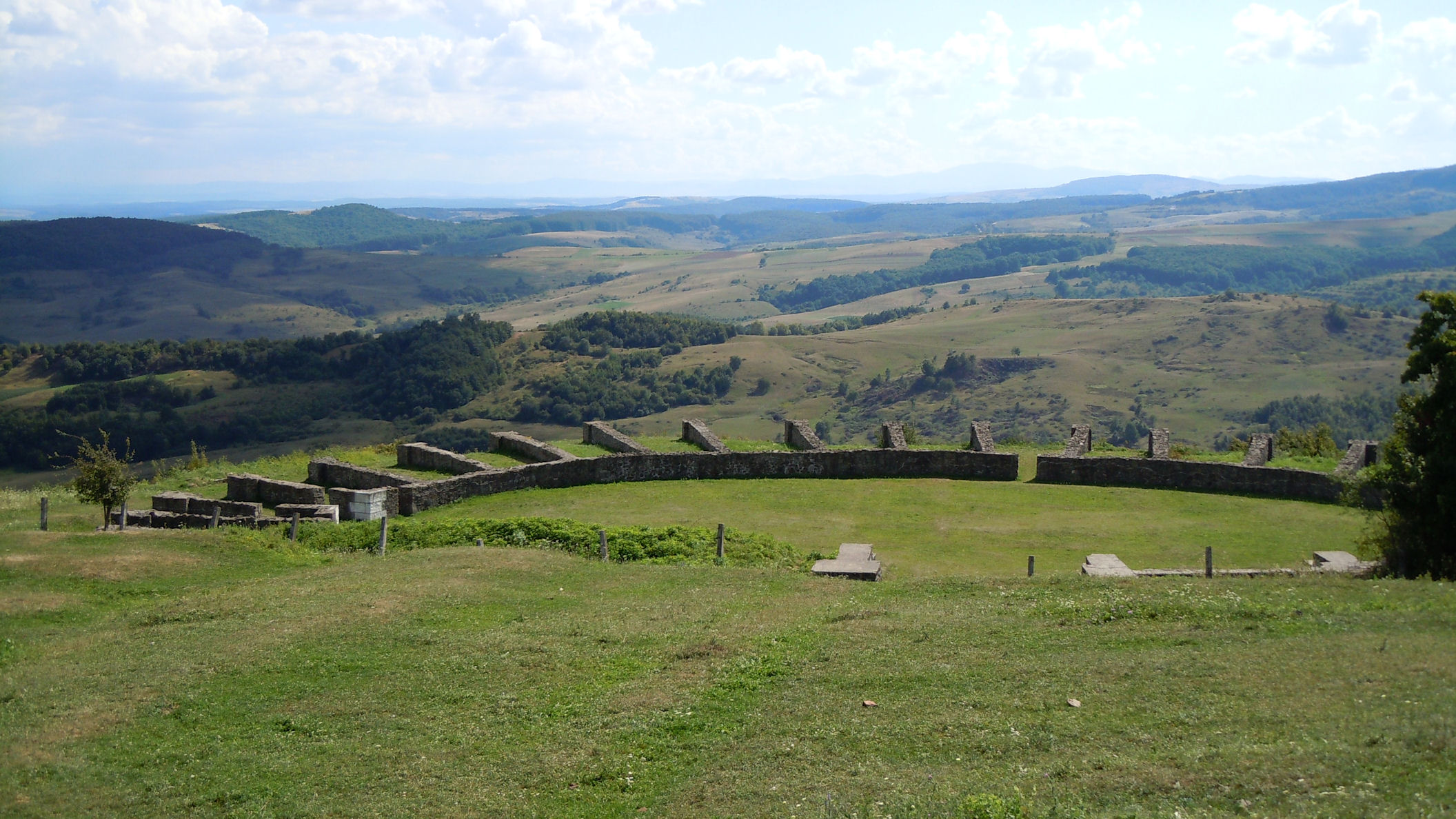
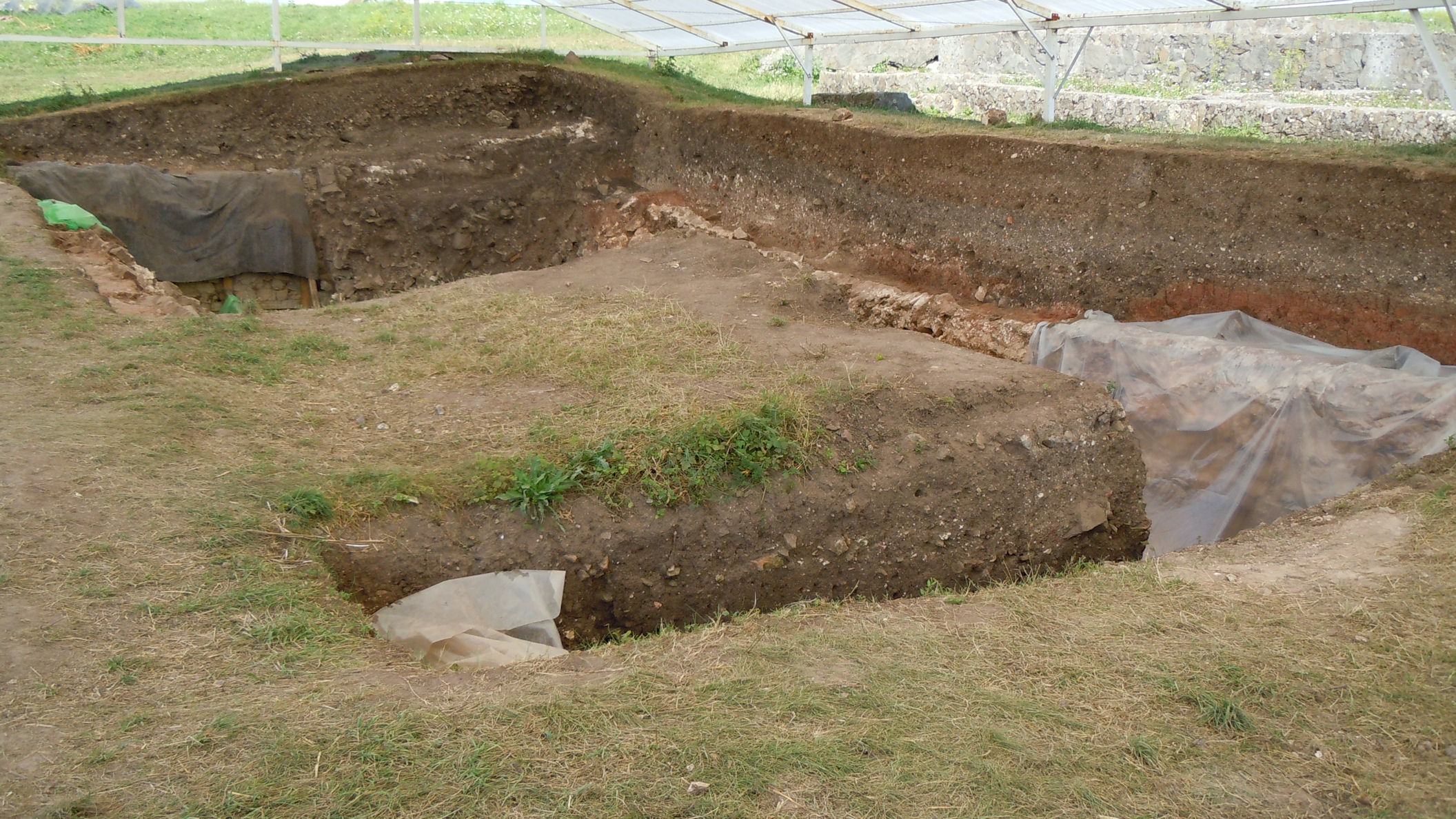
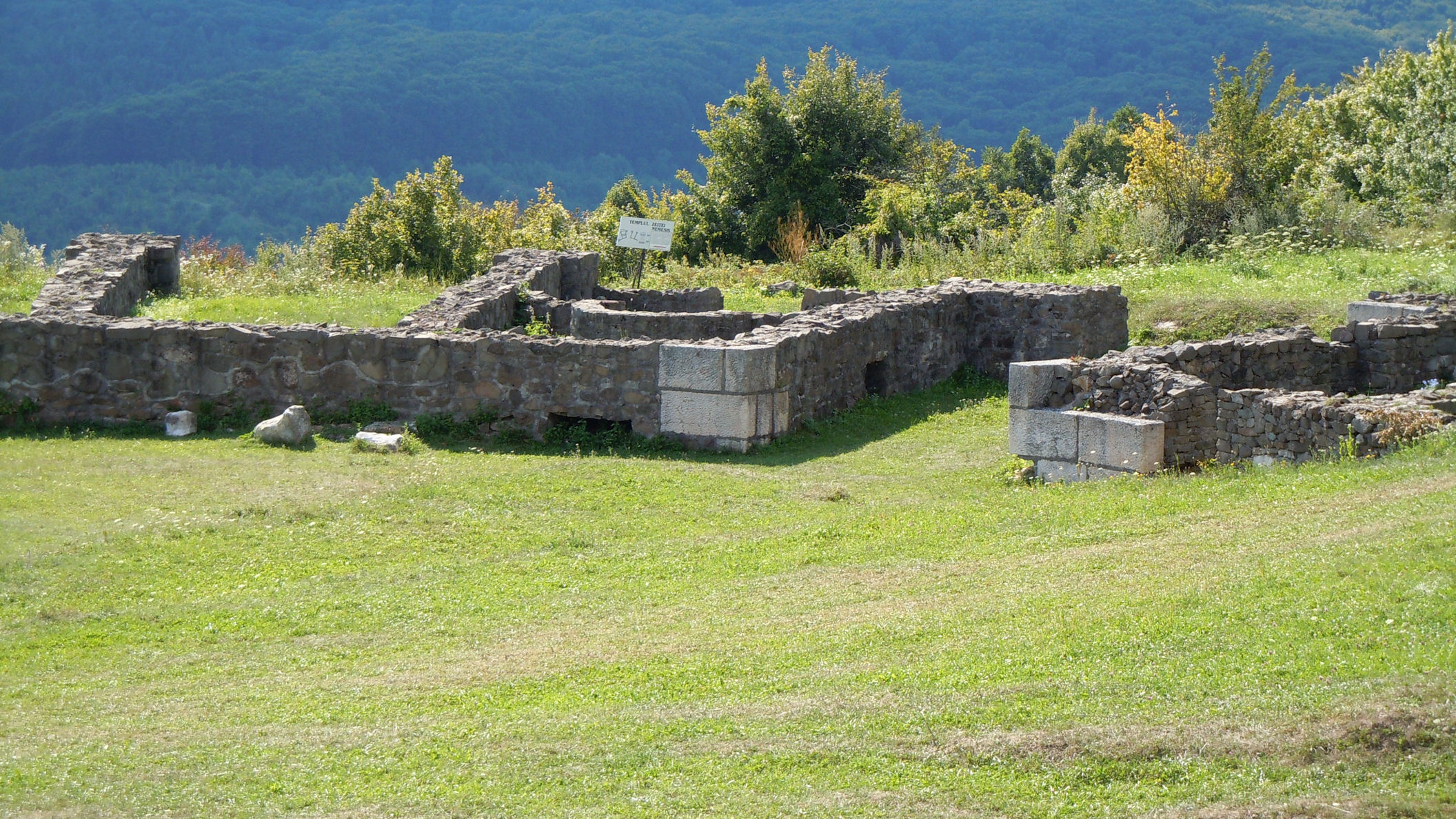
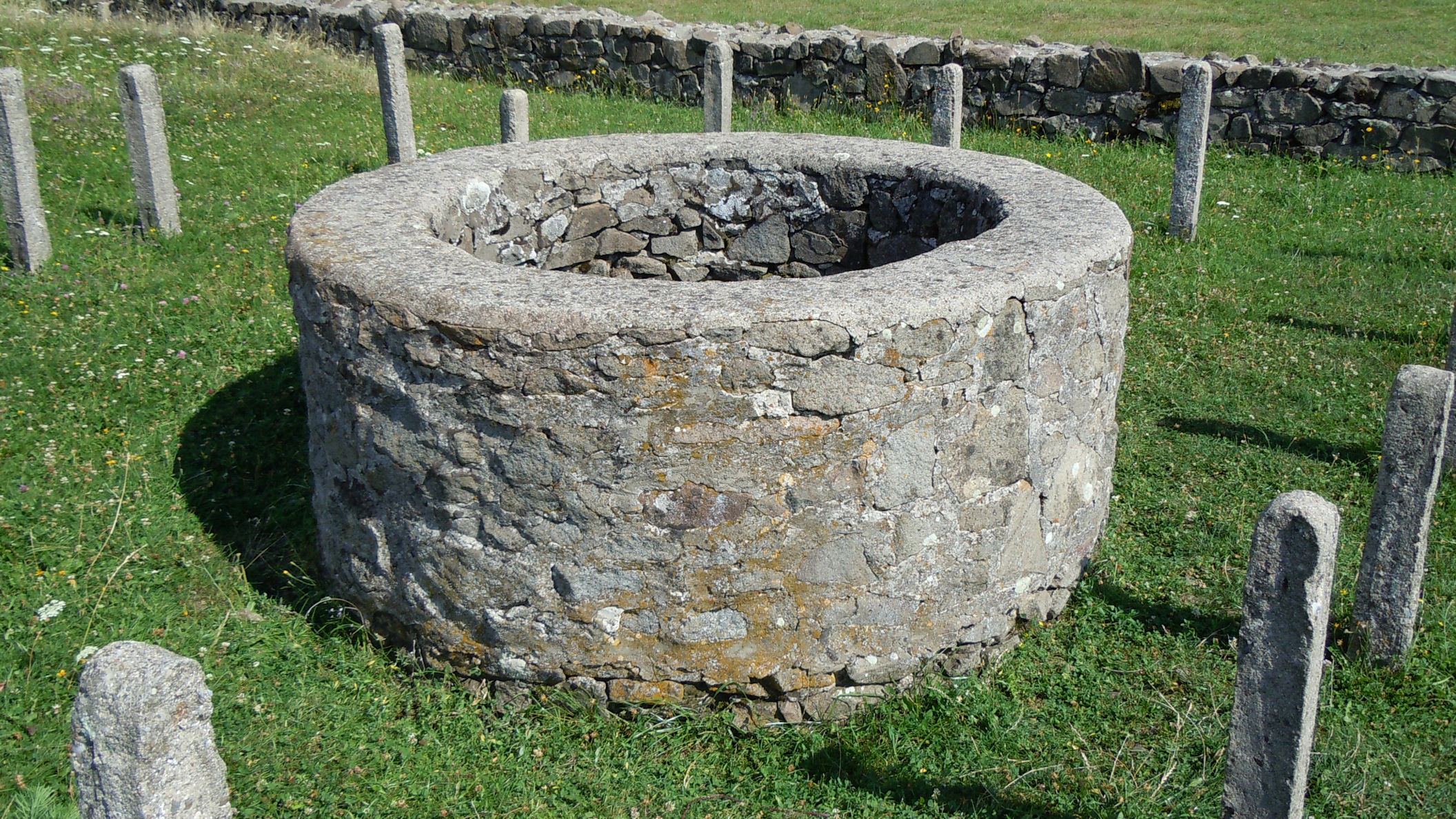
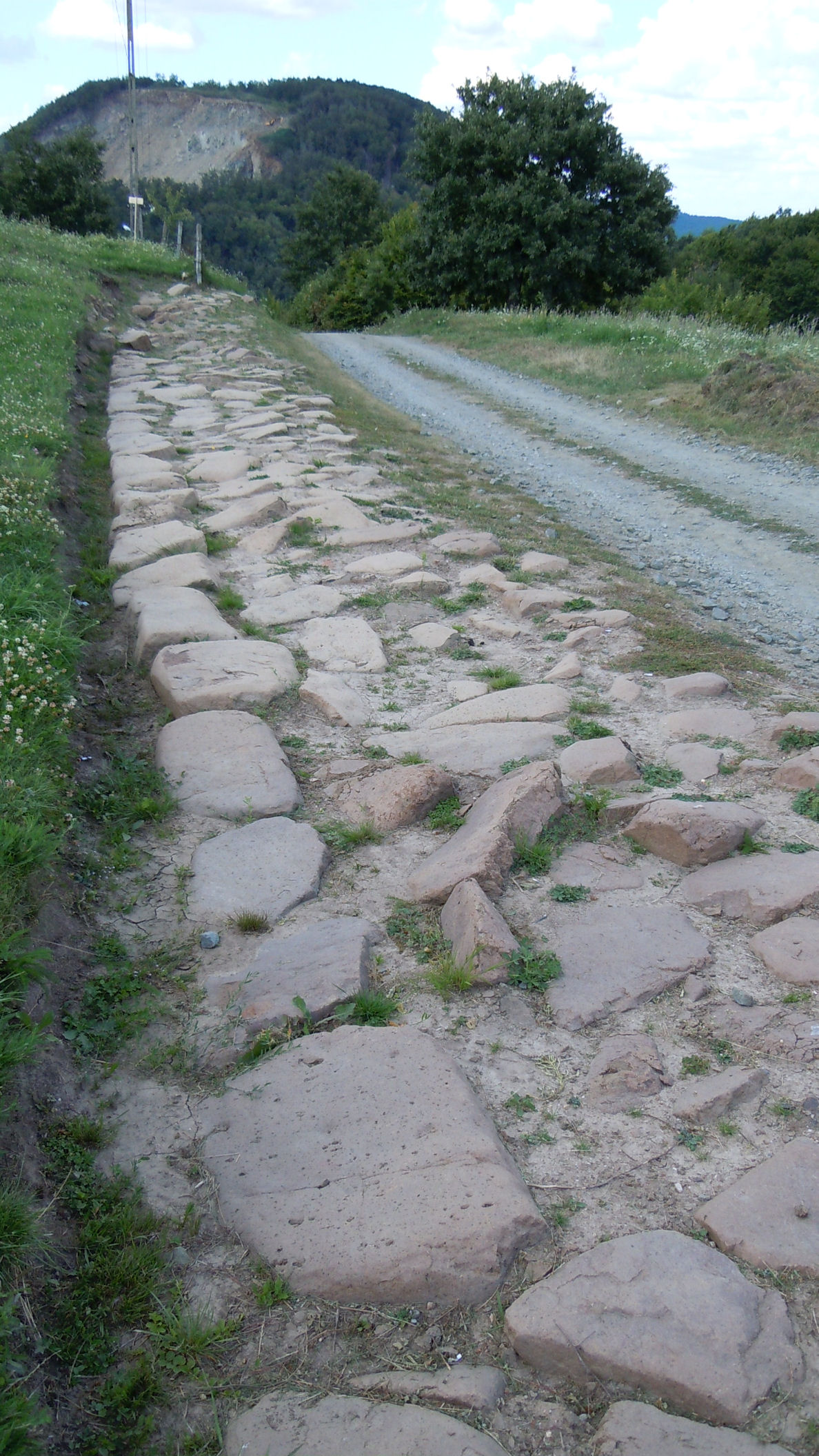

### Orașele

#### Sarmizegetusa
Au existat trei tipuri de așezări:
Urbane:
- coloniae-colonii
- municipia-municipii

Rurale:
- vici-sate
- pagi-comune

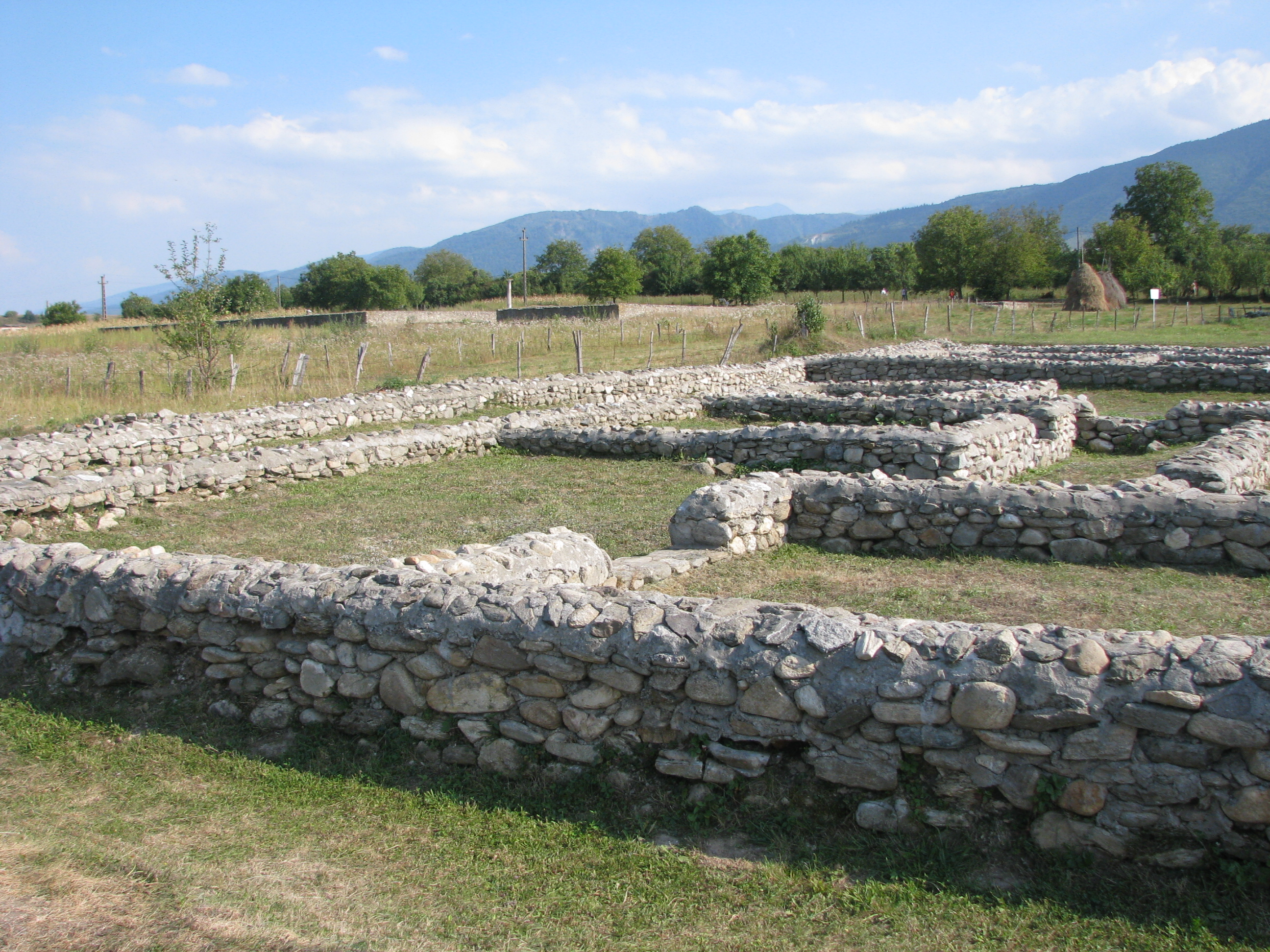
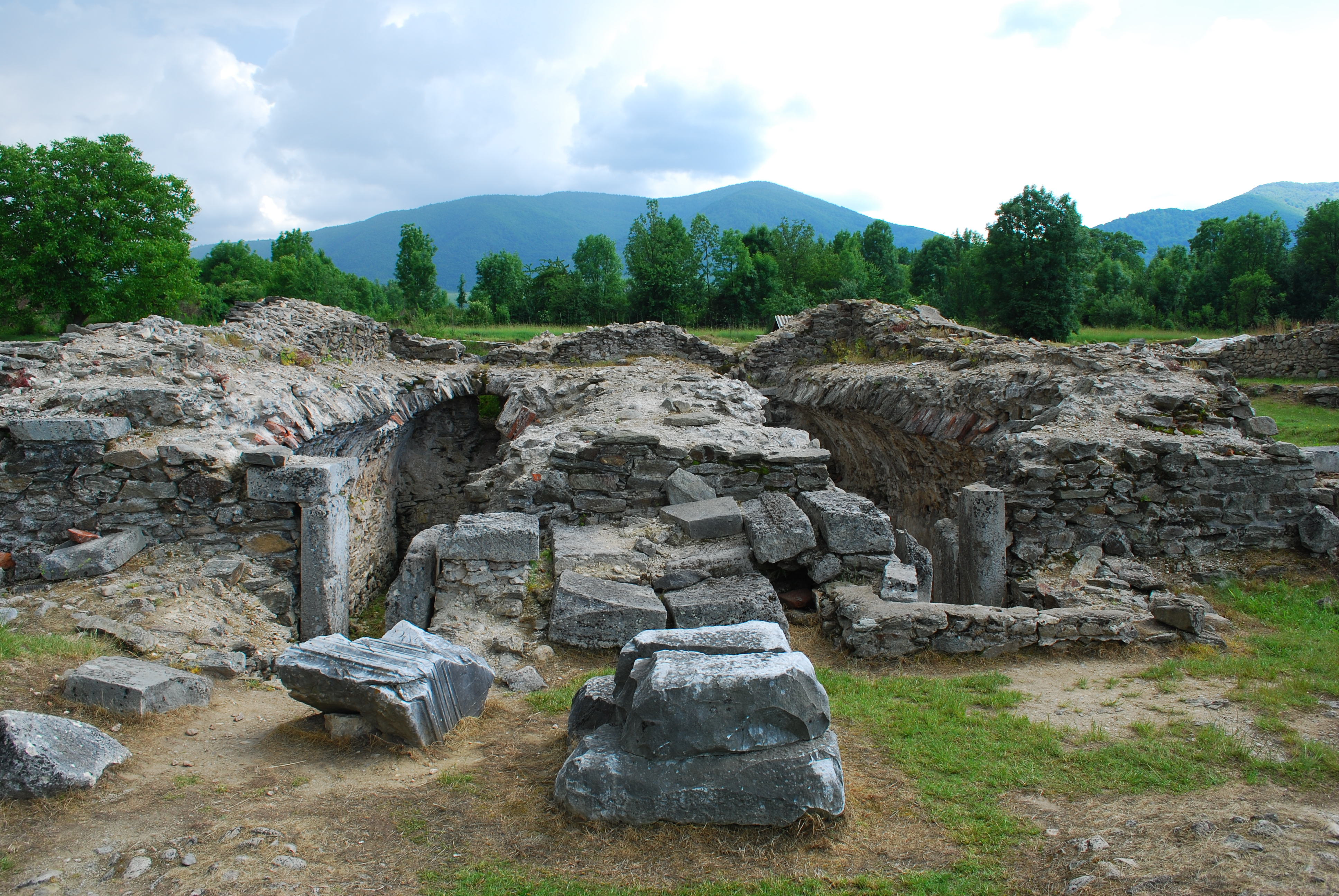
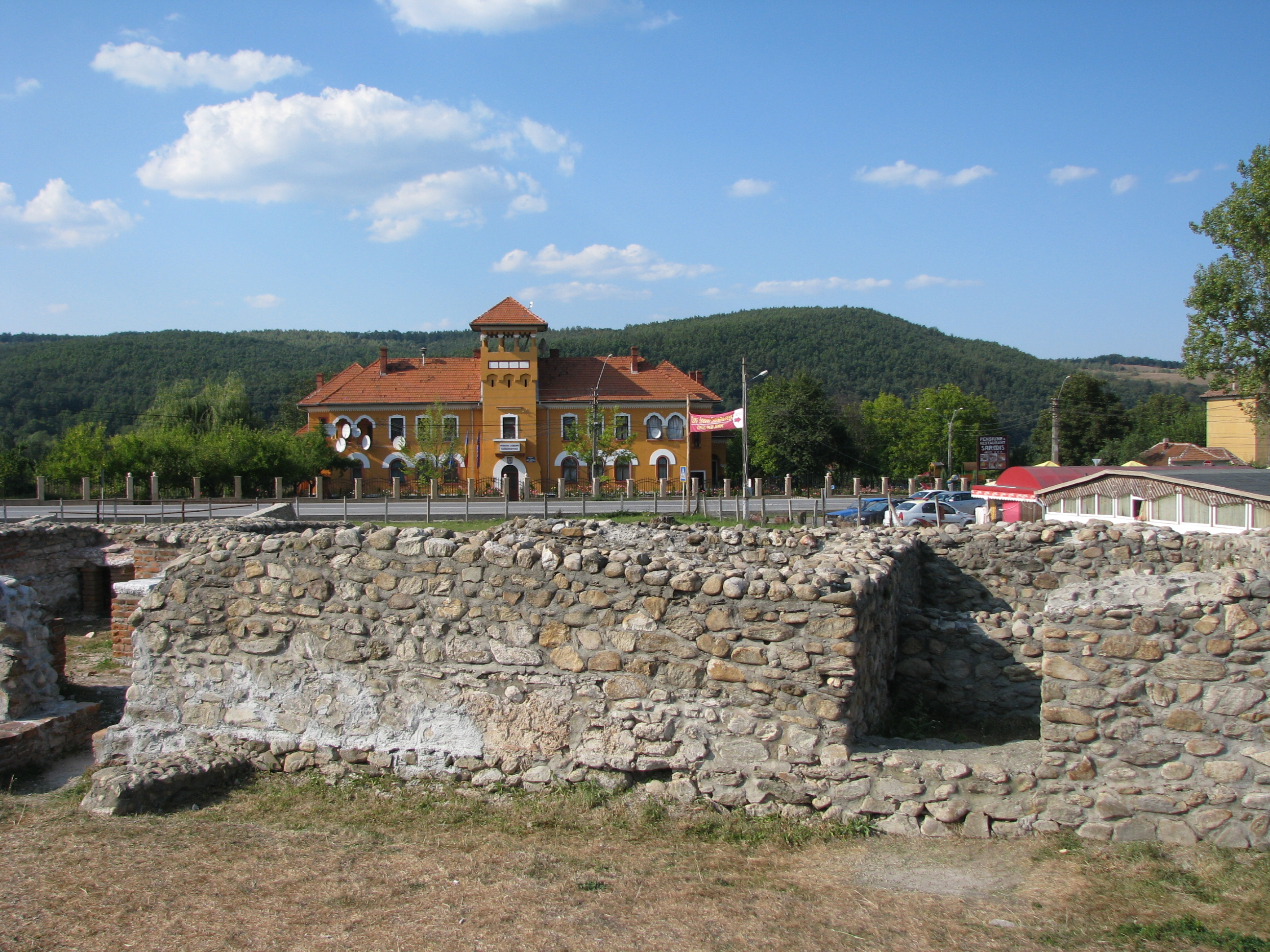
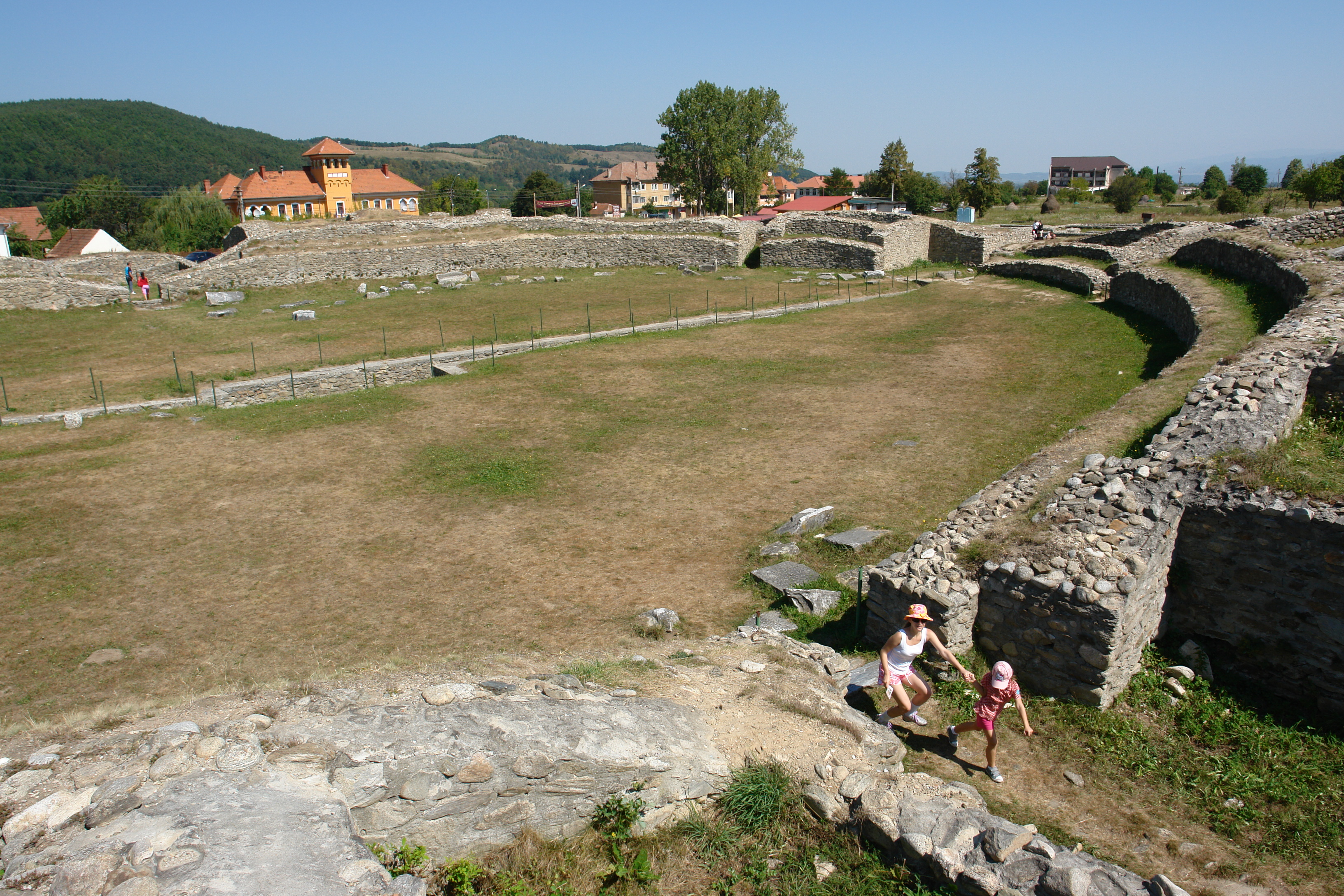
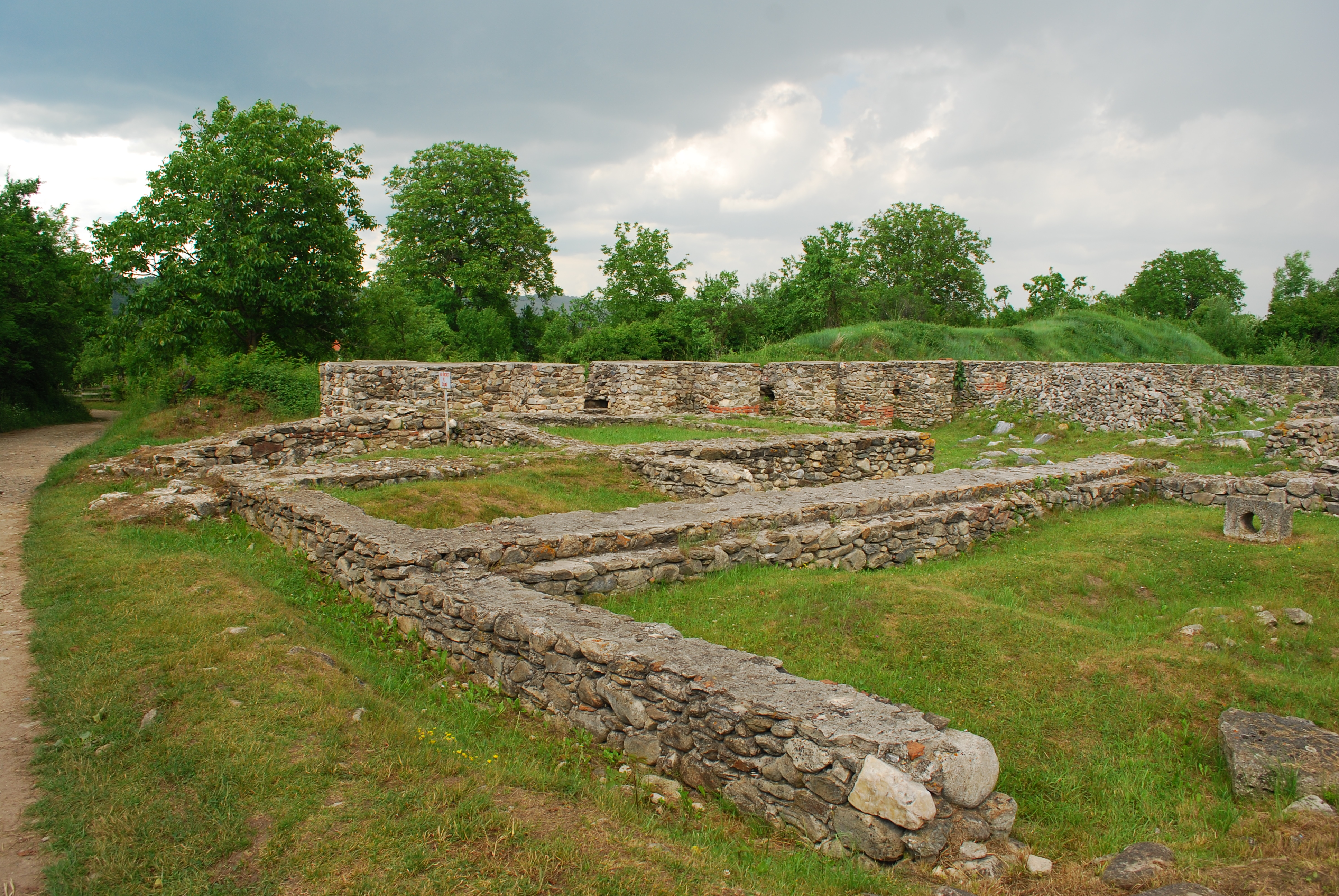
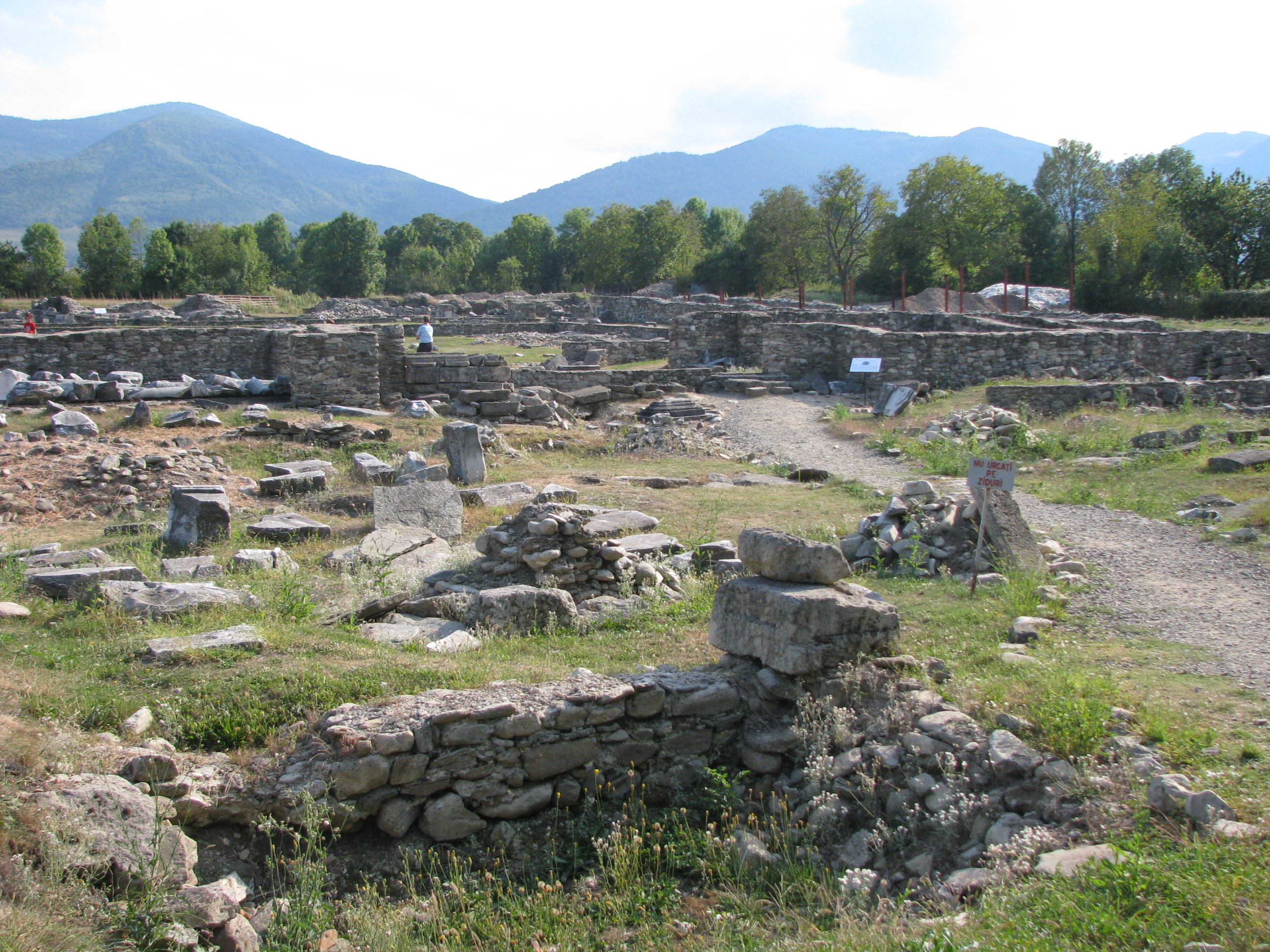
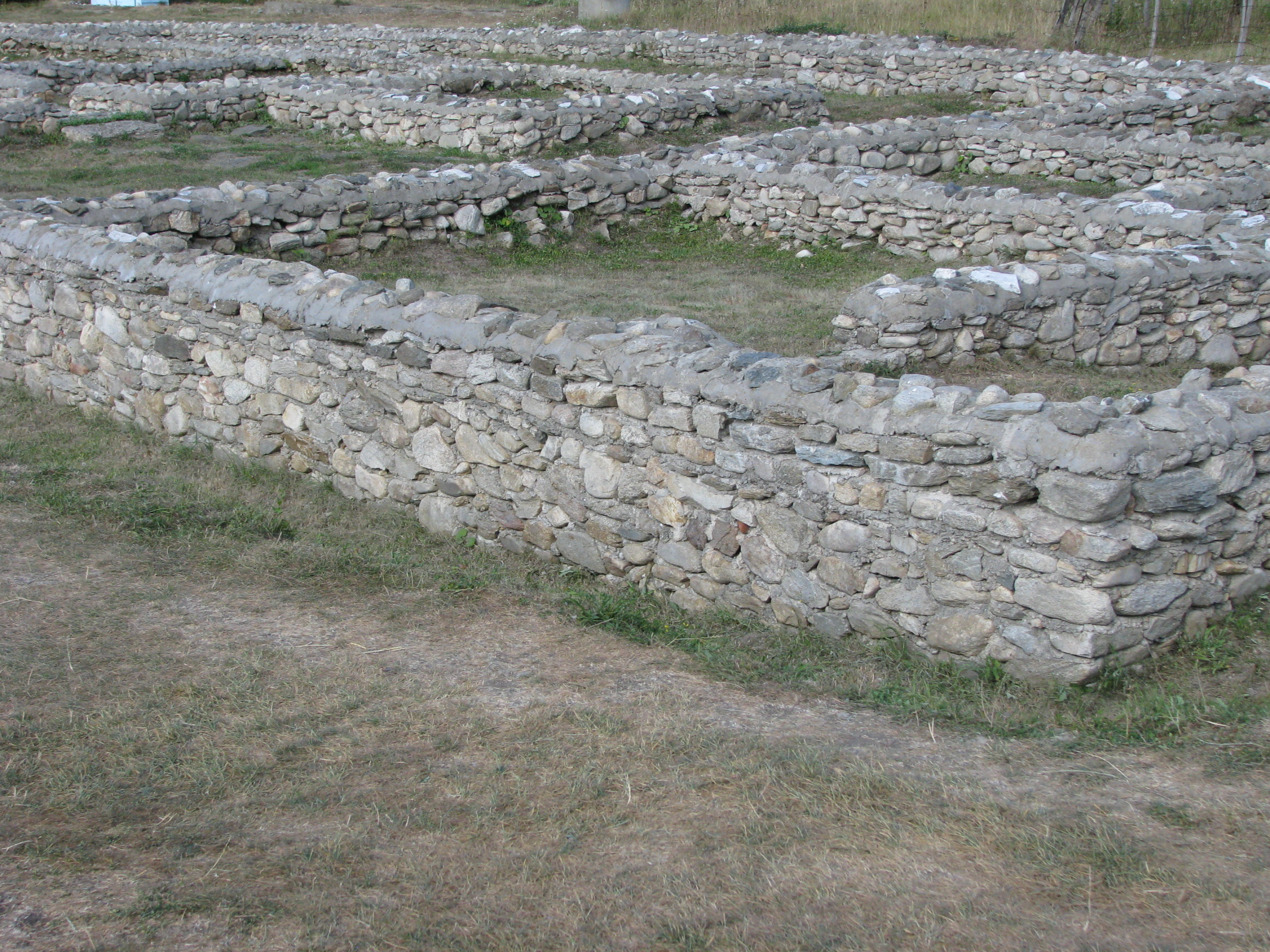
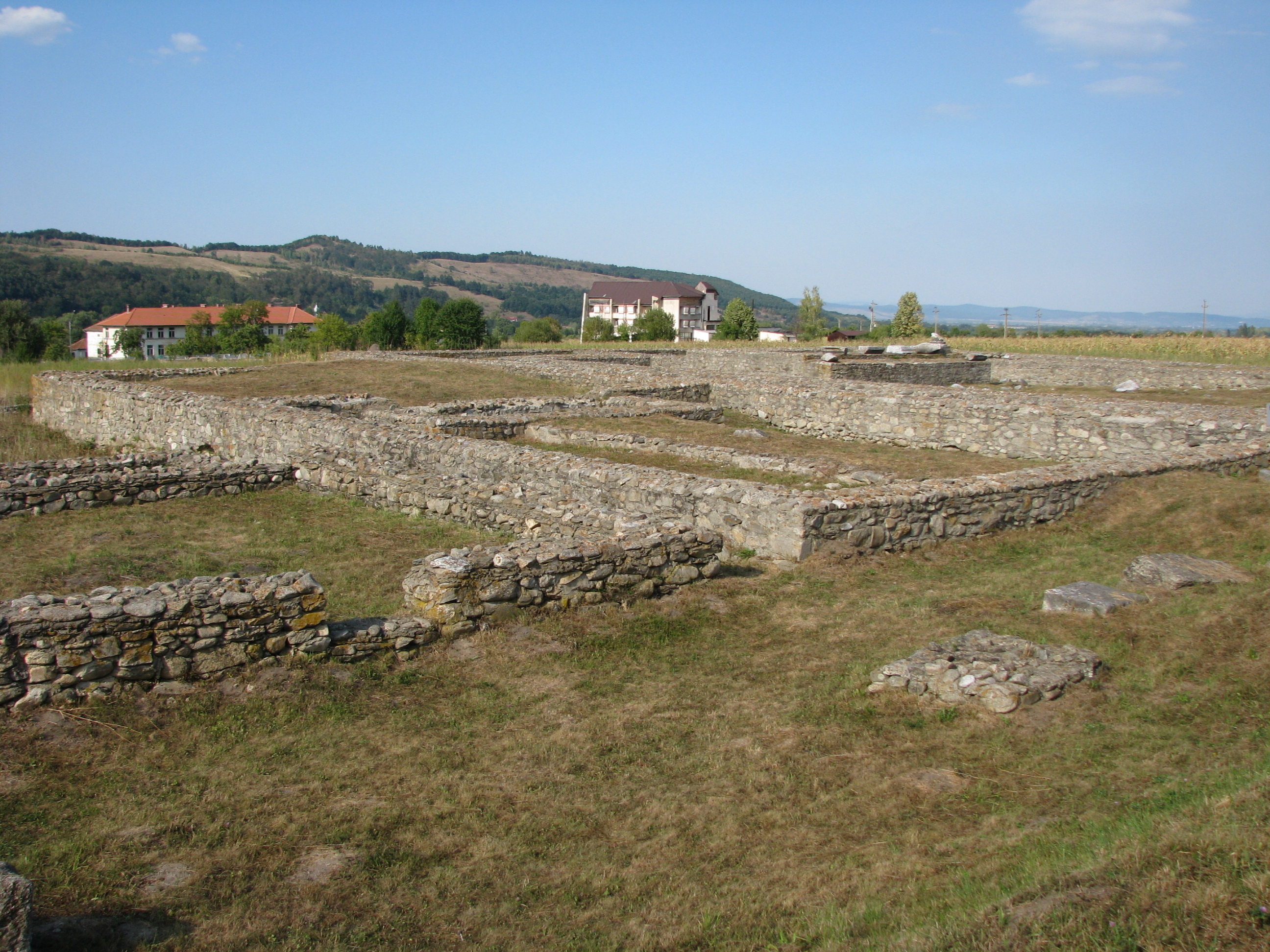
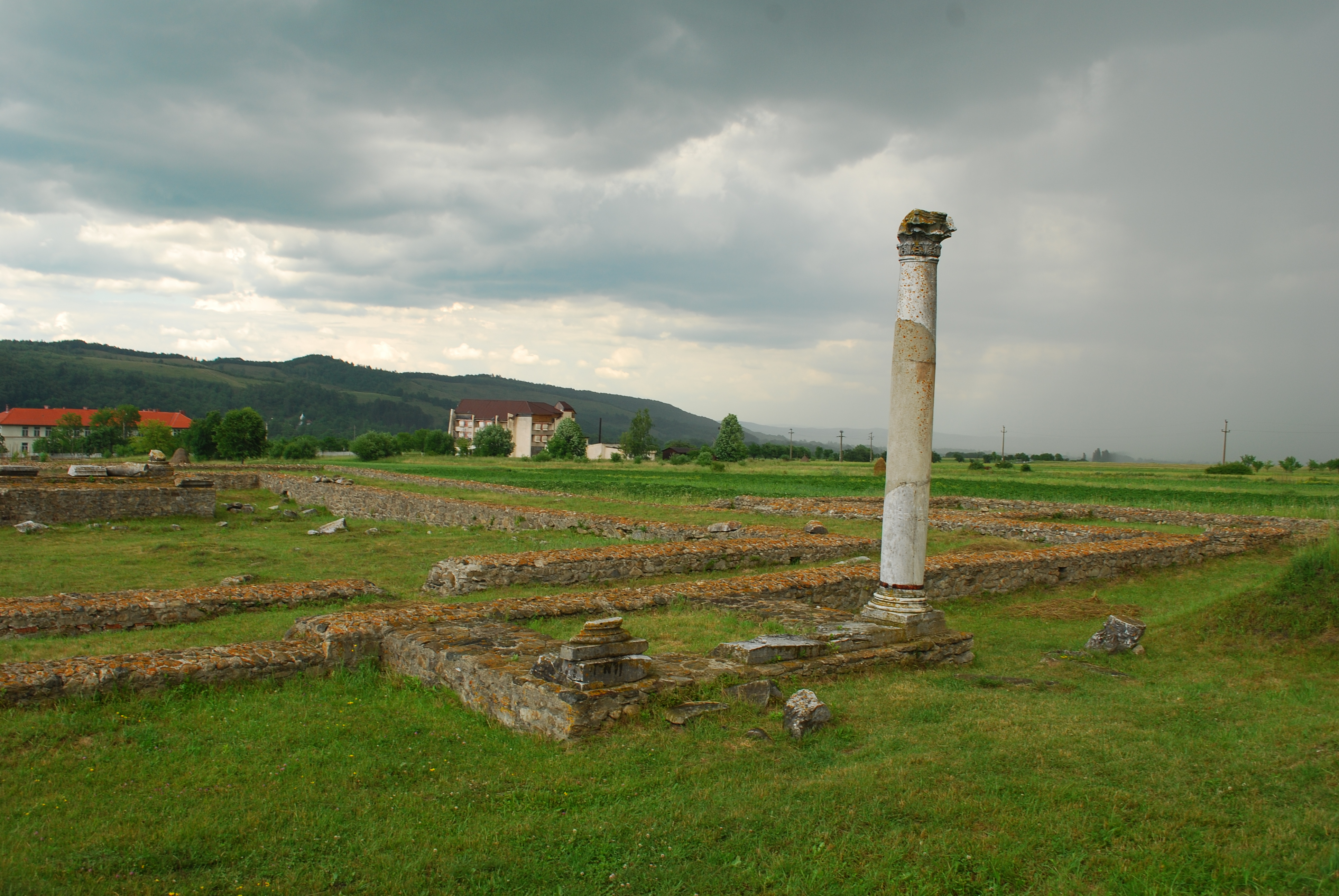
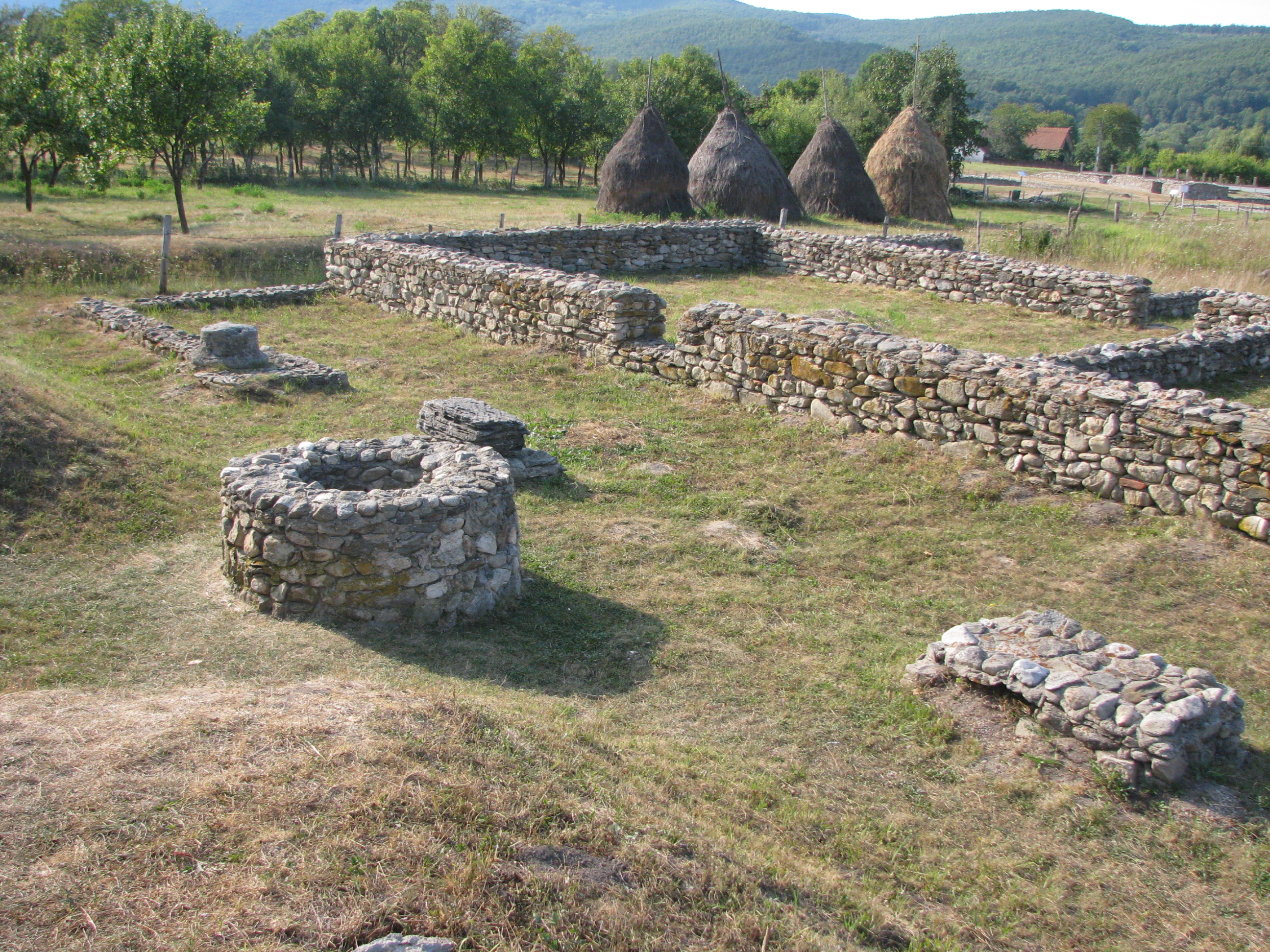

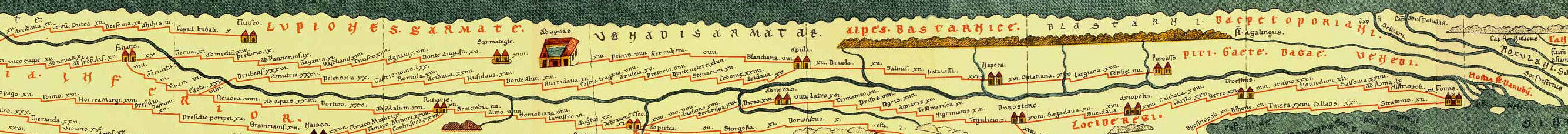
Dacia romană, așa cum apare ea în Tabula Peutingeriana

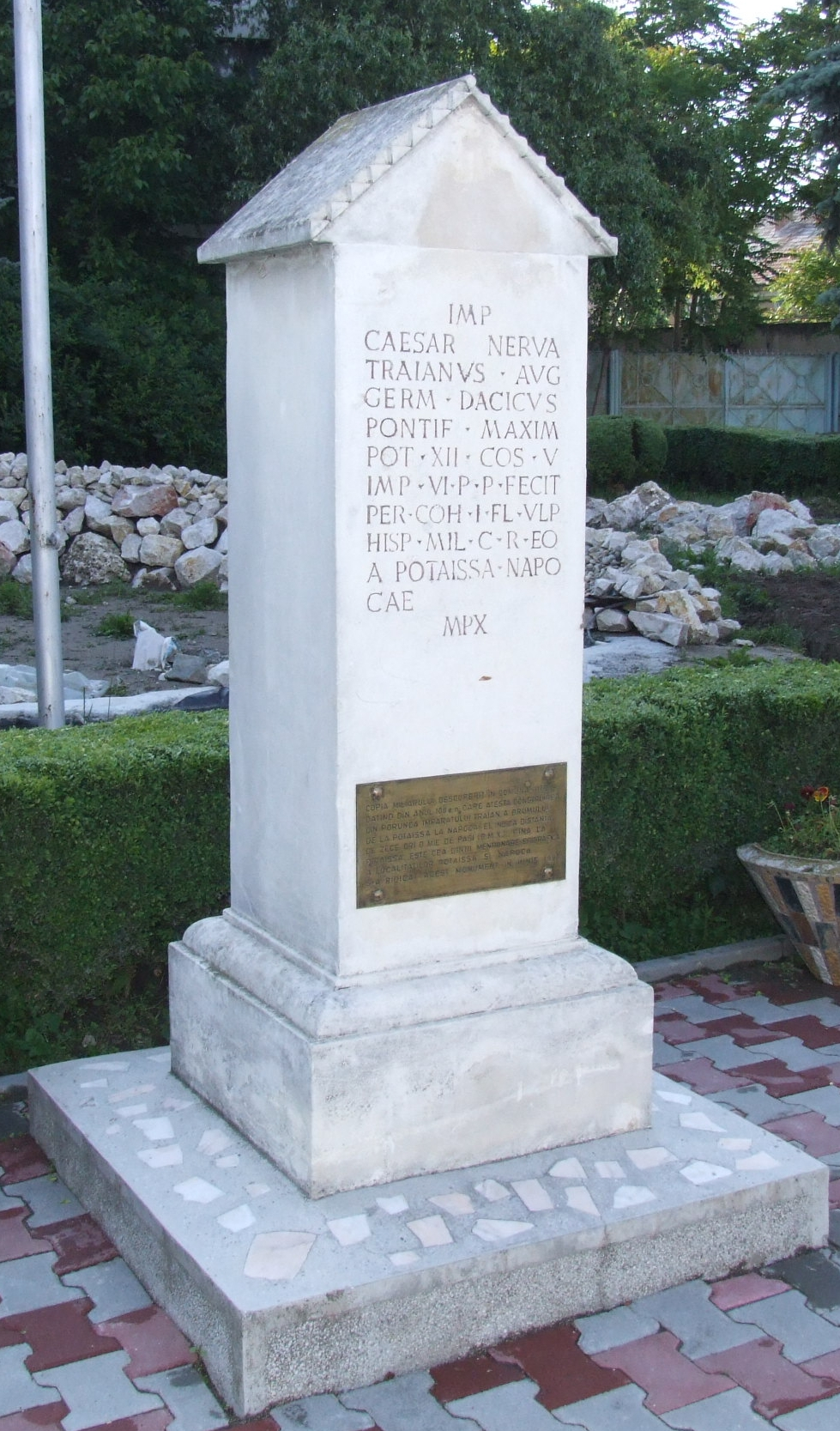
Milliarum of Aiton, copie modernă ridicată în Turda, Romania în 1993

Coloniile erau alcătuite din cetățeni romani cu drepturi depline de alegere a înalților demnitari la Roma și beneficiind de sufragii și de "honorum". Unele colonii făceau parte din Italia, fiindu-le conferite privilegii de a nu plăti dări directe. Coloniile constituiau centre puternice de romanizare. Municipiile erau orașe cu mai puține drepturi decât coloniile, iar locuitorii lor reprezenta sub raport juridic un stadiu intermediar între peregrini și coloniști. Puteau fi ridicate la rangul de colonii, după cum satele puteau deveni municipii. Unele municipii aveau multe drepturi, altele mai puține. Romanii provocau o emulație și dădeau un impuls al acțiunii de asimilare.
Conducerea era orânduită după modelul roman. Există un ordo decurionum-consiliu municipal și diverși magistrați. Dregătorii erau doi în colonii și patru în municipii. Răspundeau de întreagă conducere a orașelor, îndeplineau deciziile luate în consiliul decurionilor, judecau procesele. Alți magistrați erau edili însărcinați cu îngrijirea clădirilor publice, cu poliția orașului, cu întreținerea străzilor, aprovizionarea publică, organizarea spectacolelor, alții erau questori care se ocupau cu finanțele. Toți magistrații erau aleși din rândul cetățenilor înstăriți, aceștia fiind plătiți prin remunerație.
Ptolemeu atestă 44 de orașe în Dacia. Unele ajung la rang superior de colonii precum Ulpia Traiana Sarmizegetusa Regia, Napoca, Apulum, Drobeta, Romula, Potaissa, Malva. Alte orașe nu dobândesc decât titlul de municipii ca Dierna, Tibiscum, Ampelum, Porolissum.

### Așezările rurale
Pagi erau comune mari, situate pe teritoriul unei colonii romane. Vici erau simple așezări rurale. Erau conduse de unul sau doi magistrați sau de un prefect. Dintre așezările rurale din Dacia cele mai importante erau Alburnus Maior, Micia, Aquae, Salinae, Sucidava. Sunt sate ale căror nume roman nu este cunoscut, dar au fost descoperite: Cristești, Lechinta de Mureș, Obreja.

## Economia

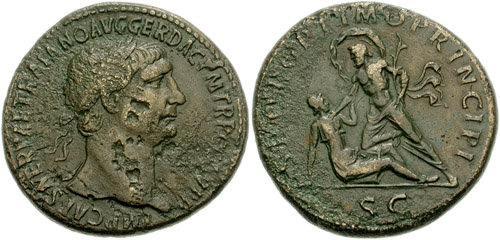
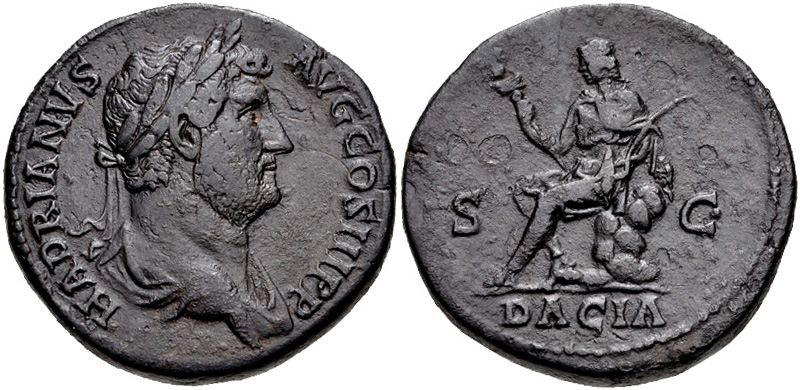
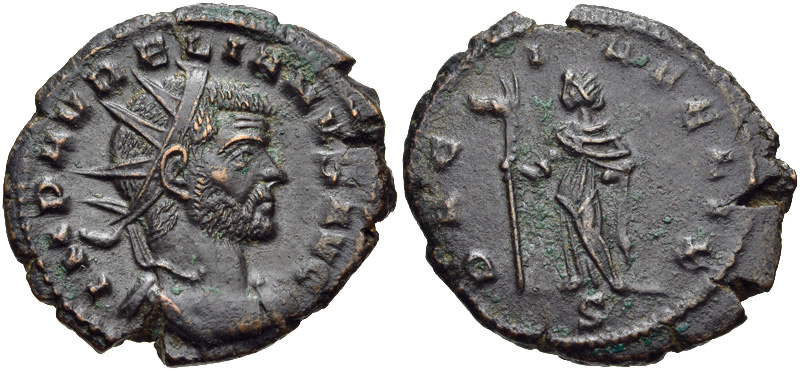

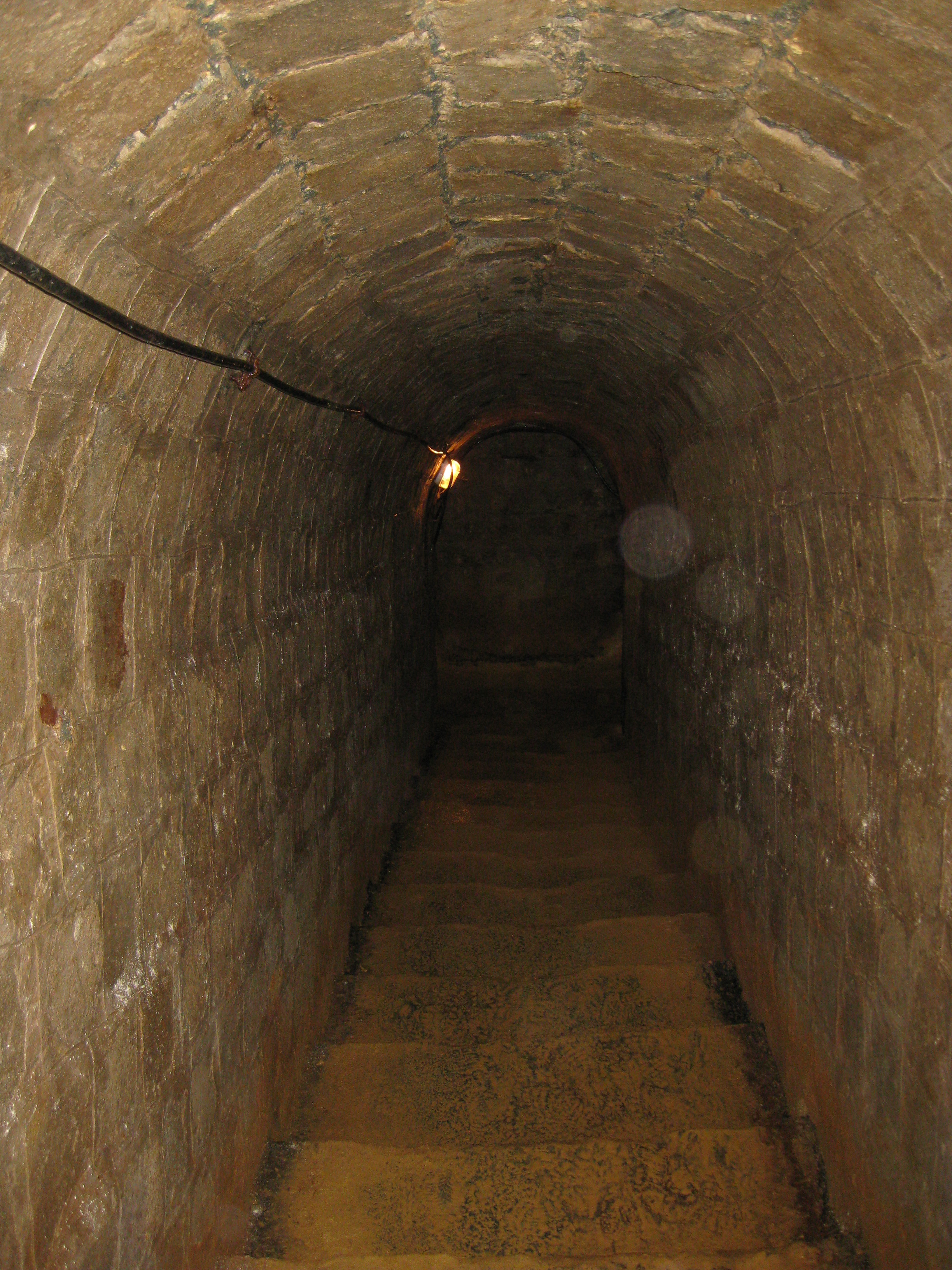
Roșia Montana

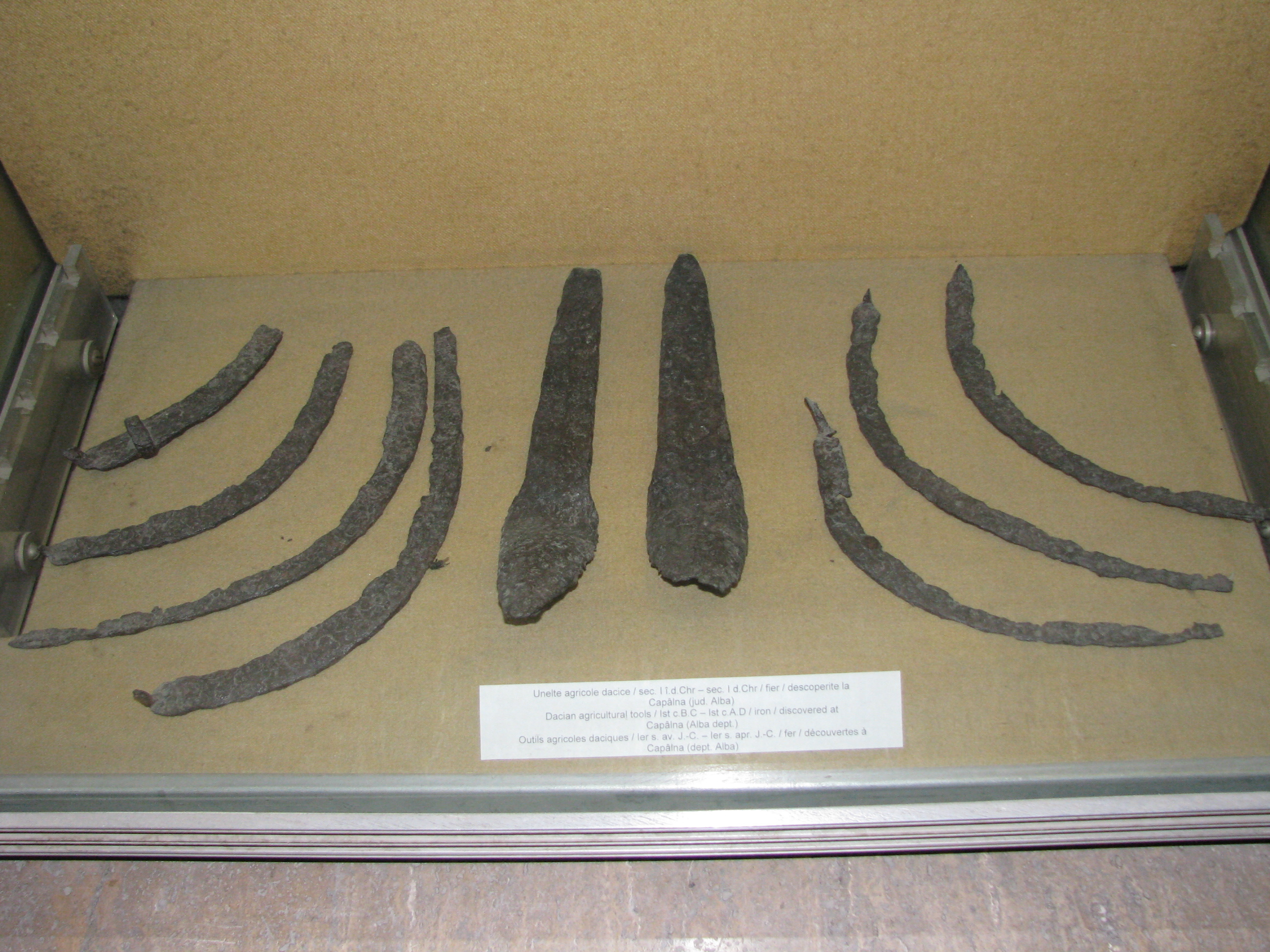
Unelte agricole

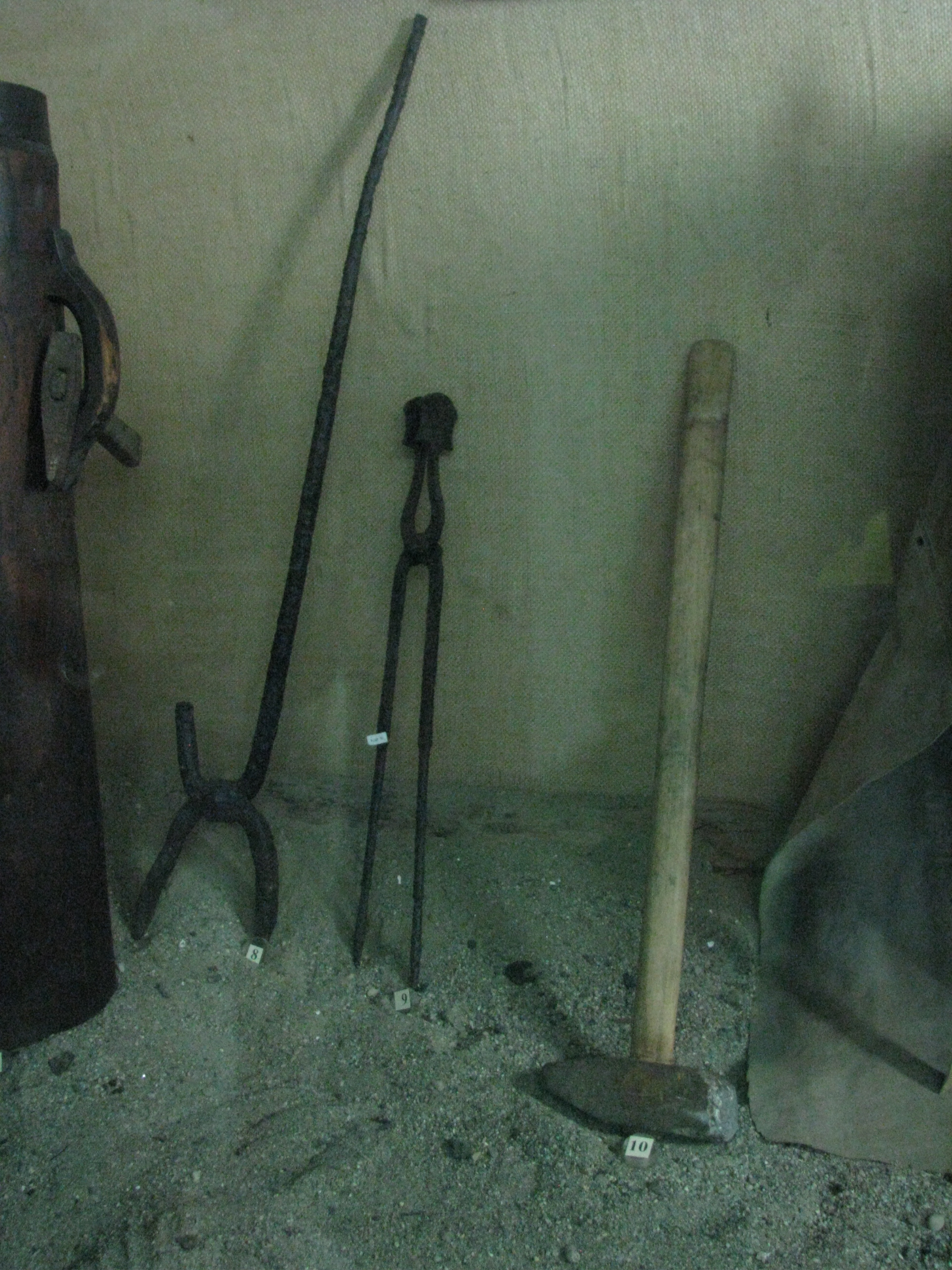
Unelte

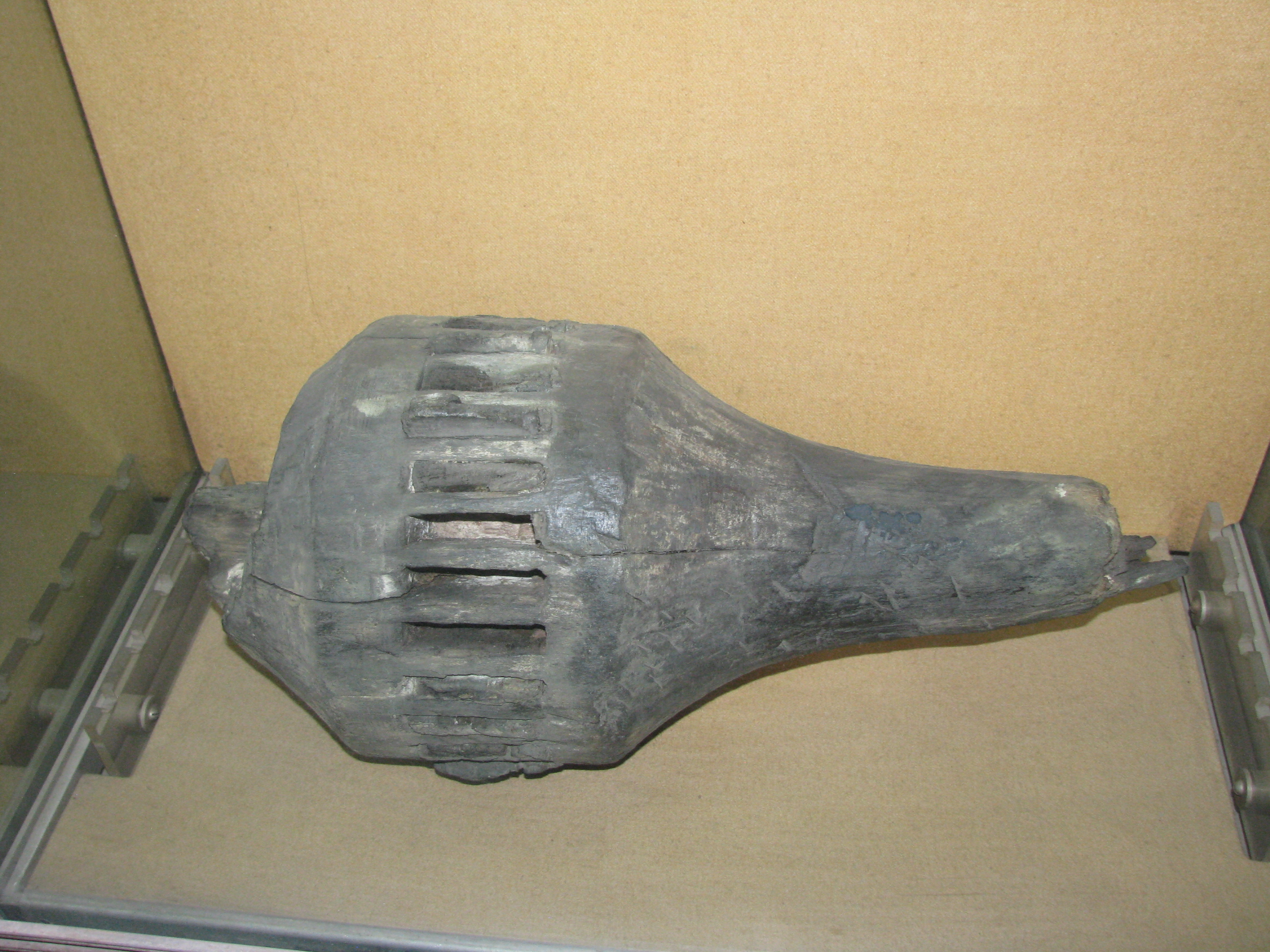
Unealta pentru minerit, Ocna Mureș

Deși a continuat viată economică din timpul lui Decebal, importul și exportul fiind aproape aceleași ca în epoca anterioară, s-au produs o serie de schimbări în domeniile economice tradiționale și în noile activități economice înregistrate în nouă provincie imperială. Dintre vechile cetăți getice niciuna nu a fost recunoscută de romani.
Principalele sectoare economice erau agricultura, creșterea animalelor, mineritul, meșteșugurile, comerțul și circulația monetară. Romanii au adus o forță de muncă specializată pentru valorificarea resurselor solului și subsolului. Cele mai bune pământuri aparțineau coloniștilor. Erau frecvent întâlnite proprietăți mici și mijlocii, pe când cele de dimensiuni mari erau rare. În centrul marilor proprietăți se află villa rustică, având locuințe, magazine, ateliere, că cea de lângă Sarmizegetusa, descoperită la Ciumfaia. Se cultivau cereale, provincia fiind un grânar al trupelor ce staționau în provinciile alăturate. Se cultiva viță-de-vie. Pădurile erau exploatate. Creșterea animalelor era la fel de importantă. Întinse pășuni erau în proprietatea statului imperial roman ce erau oferite aristocrației. Pășunile și salinele, precum și comerțul cu sare erau arendate.
Erau extrase metale din munți, mai ales aur din minele de aur din Munții Apuseni, prin galerii și puțuri, se obținea aur și din nisipul râurilor, prin spălare. Minele de aur erau exploatate direct de către statul roman fiind o proprietate imperială. În galerii lucrau sclavi și oameni liberi. Din Dalmația au venit chiar specialiști în minerit pentru a exploata Baia de Criș, Brad, Baia de Arieș, centrul lor fiind la Alburnus Maior-Roșia Montană. Administrația minelor de aur avea sediu la Ampelum-Zlatna, condusă de un procurator aurarium, ajutat de o armata de funcționari subalterni. Erau exploatate argintul și plumbul din mine de aramă de la Micia. Fierul era extras de la Ghelar și Teliuc. Se extrăgea piatră de carieră că marmură din Bucova, calcar de la Călan, andezit de la Deva. Sarea era extrasă din Ocna Mureșului, Ocna Dejului, Cojocna.
Metalurgia fierului și bronzului, prelucrarea fierului și a lemnului, olăritul, țesutul se dezvoltă. Meșteșugarii se grupau în asociații profesionale numite collegia, cel mai cunoscut fiind colegiul făurarilor-collegium fabrum, din care făceau parte dulgherii, olarii și zidarii. Mai erau colegii de aurari, postăvari, lemnari, pietrari, corăbieri, plutăși și purtători de lectică. Membrii unor colegii aveau rol de pompieri în orașe, fiind împărțiți în decurii și organizați în colegii de tip paramilitar. Centre importante erau și așezările rurale, ca Micia unde era prelucrată piatră, Cristești-centru de olărit. Erau des întâlnite cărămidăriile și atelierele de opaițe și statuete.
Producția meșteșugărească și agricultura s-au intensificat, ceea ce a dus la dezvoltarea unui comerț intens. Numeroși negustori de origine orientală sunt atestați în inscripții. Existau și un schimb cu celelalte provincii romane și în afară pe lângă comerțul intern. Dacia trimitea aur extras din mine la Roma, iar în provincii trimiteau cereale, sare, miere, ceară, lemn, țesături, piei, primind în schimb stofe, untdelemn, vinuri superioare și articole de lux.

## Religia și cultura

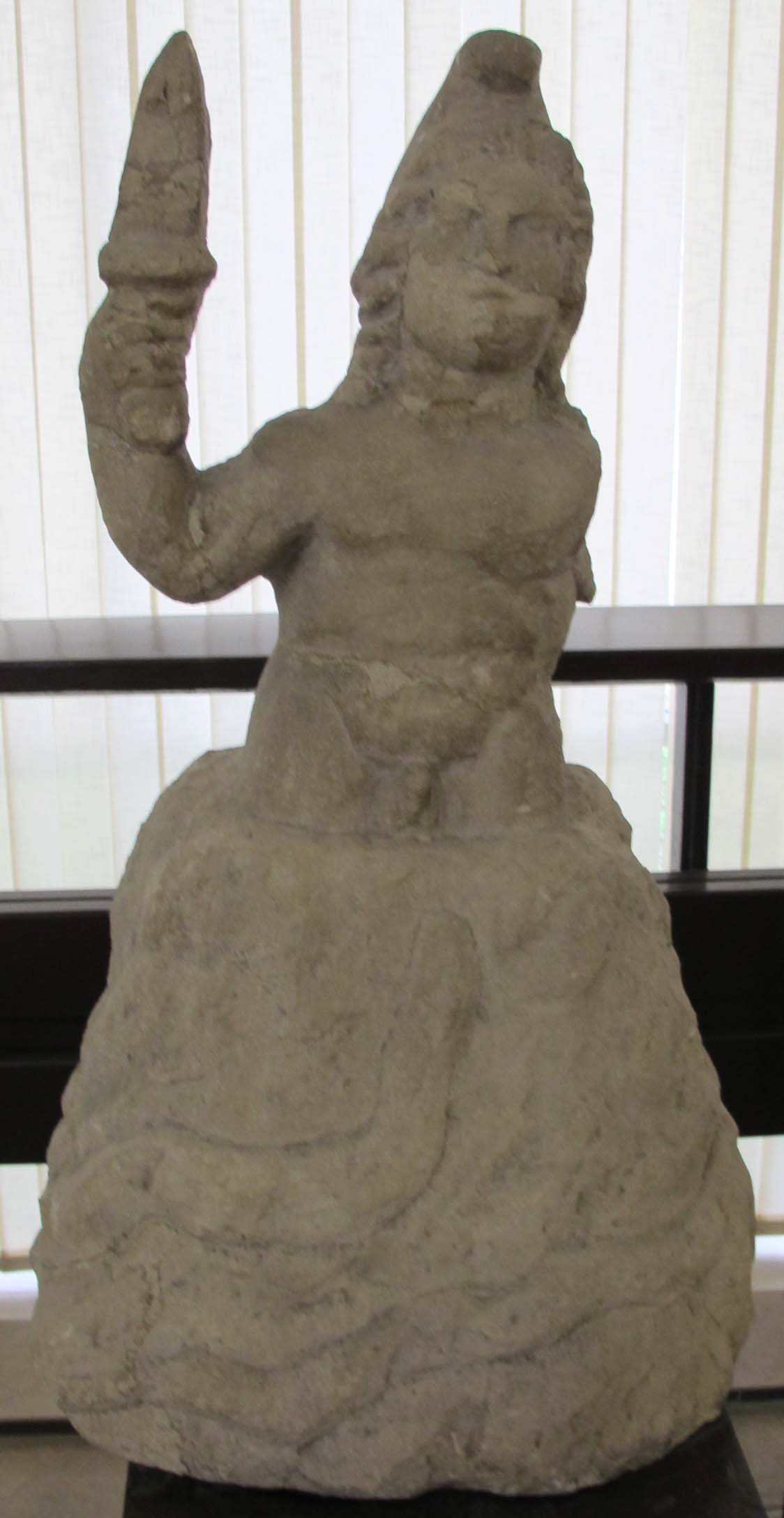
Mithra de la Apulum

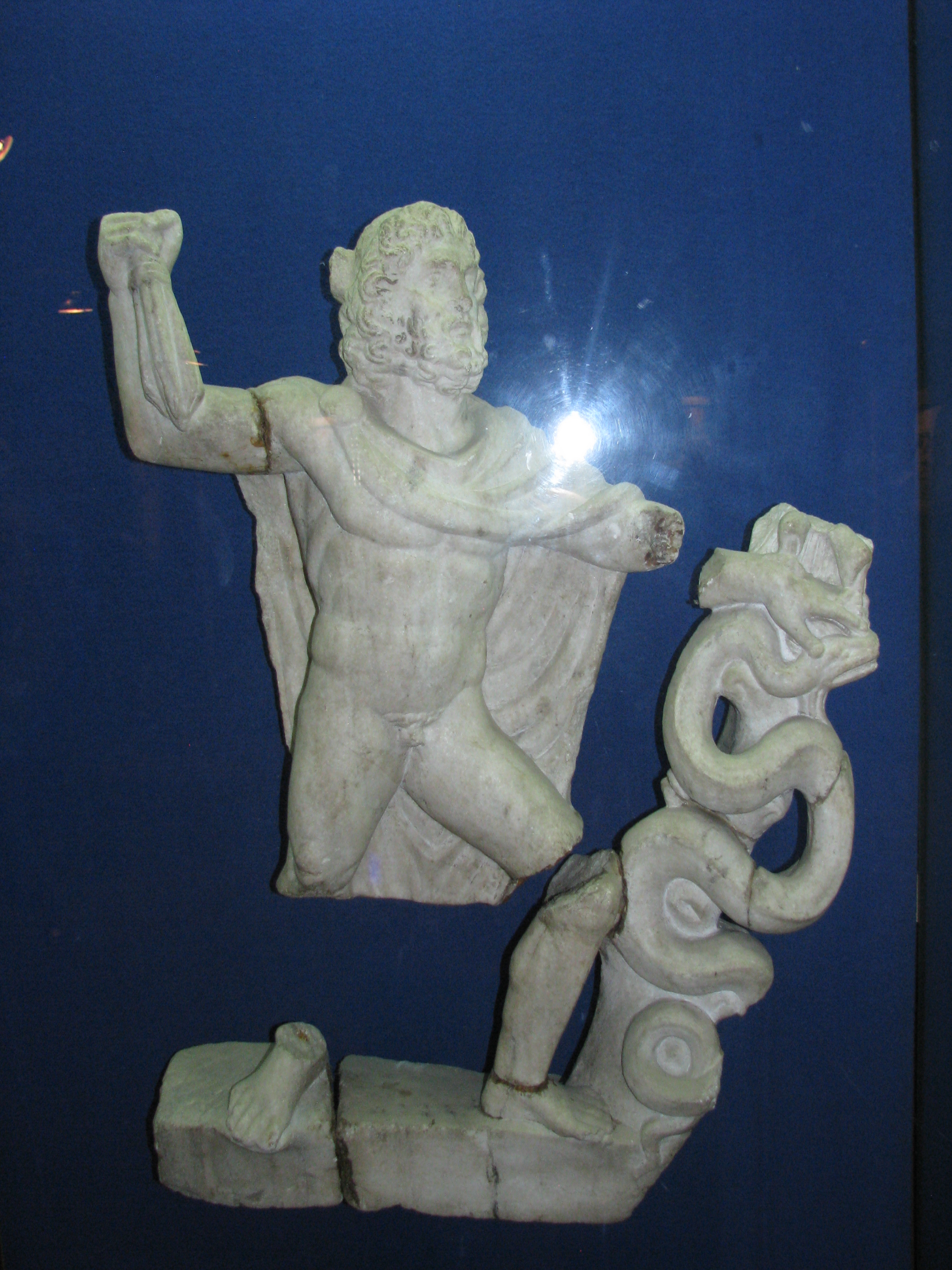

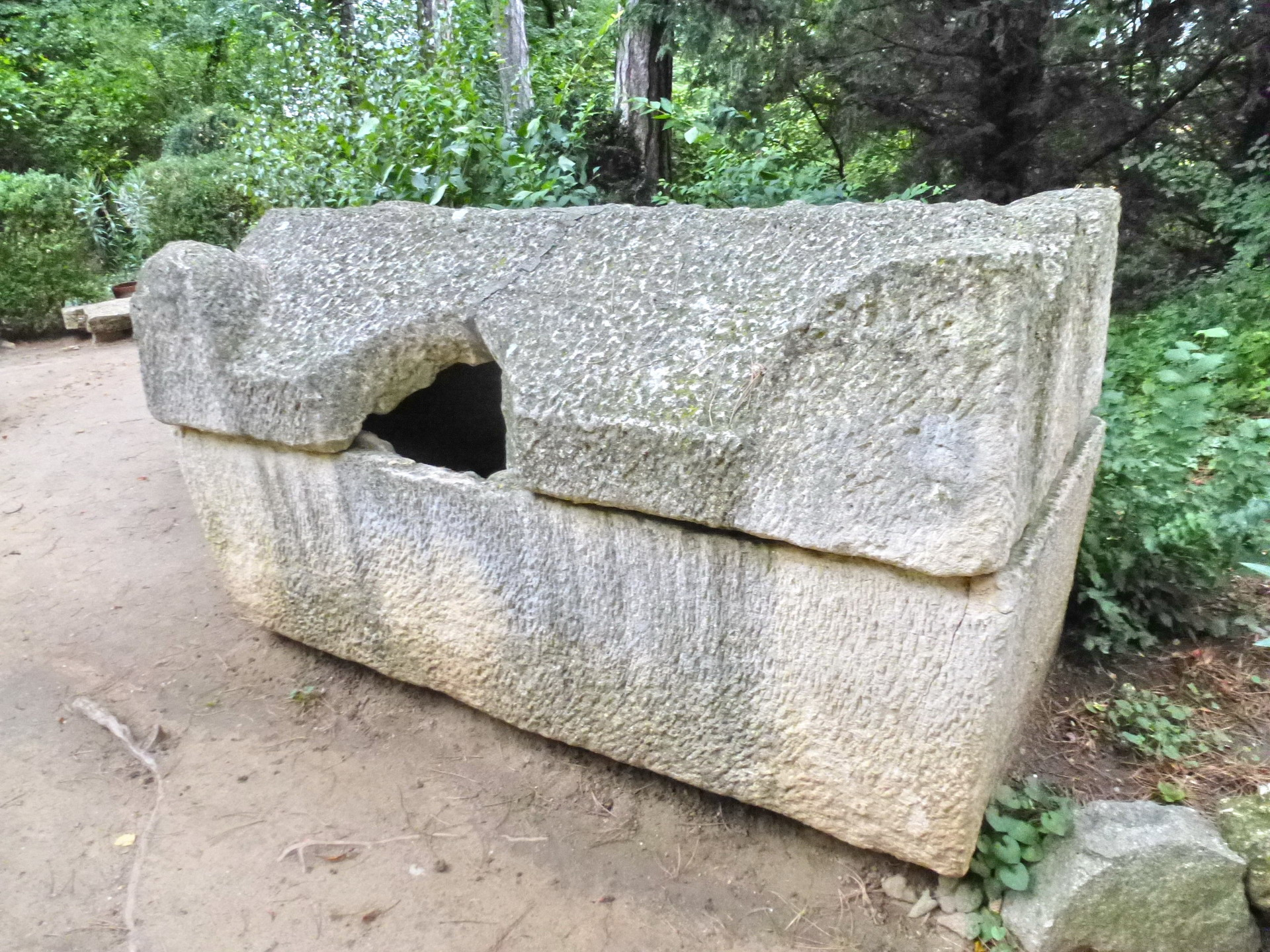
Sarcofag daco-roman din Cluj-Napoca, Gradina Botanica

Conform inscripțiilor și monumentelor artistice descoperite, locuitorii provinciei romane venerau o varietate extraordinară de divinități:
- Jupiter - zeul suprem
- Junona (Iunona) - soția lui Jupiter, zeița nașterilor, căsătoriei, protectoarea Romei
- Minerva - zeița înțelepciunii și a meșteșugurilor
- Mercur - zeul comerțului, solul zeilor
- Apollo - zeul luminii, al soarelui și al prezicerilor
- Venus - zeița frumuseții și a dragostei
- Silvanus - zeitate a câmpiilor și pădurilor
- Liber și Libera - zeități ale vegetației
- Bacchus - zeul vinului
- Diana - zeița vânătorii
- Mithra - zeul Soarelui nebiruit (de origine persană), principiul binelui în lupta cu principiul răului

Se manifestă sincretismul, fenomen ce constă în contopirea divinităților similare, dar de origine diferită într-una singură. Este răspândit cultul lui Iupiter Dolichenus, divinitate sincretică născută din contopirea romanului Iuppiter cu semiticul Baal din orașul Doliche din Asia Mică. Sunt adorate divinități neromane cu nume romane (interpretatio romana), ca Diana Augusta, Hercules Invictus, Liber și Libera. Era răspândit cultul cavalerilor danubieni, divinități iliro-traco-dace. De asemenea, era venerat cultul lui Augustus și al împăratului aflat la domnie. La Ulpia Traiana a fost descoperit un palat al ordinului religios-politic al Augustalilor.
Erau construite clădiri tipice arhitecturii romane: temple, amfiteatre, edificii, băi publice, vile suburbane și rustice. Au fost descoperite urme ale unor temple în orașe și sate, precum și a unor amfiteatre pentru luptele de gladiatori la Sarmizegetusa, Porolissum și Micia. S-au descoperit băi publice în orașe și în castrele de la Bivolari, Bumbești, Copăceni. O baie romană era alcătuită din multe săli, una cuprinzând bazinul cu apă rece, o altă în care venea, printr-un sistem de tuburi aerul cald și o sală cu pături unde oamenii se odihneau după îmbăiere. Erau și săli de așteptare și vestibule.
Au existat și influențe orientale: contraforții zidurilor, sarcofage de piatră în formă de casă cu acrotere de la capacele lor, leii funerari care să apere decedatul. Erau influențe occidentale: medalioane funerare cu portretele celor decedați, monumente în formă de trunchi de piramidă cu lături arcuite. S-au găsit statui artistice că cea a lui Venus de la Potaissa, capul de bronz al lui Decius de la Sarmizegetusa, fragmentele unei statui ecvestre al împăratului Caracalla de la Porolissum, producții artistice din Italia și Grecia, opere ale meșteșugarilor autohtoni, statuete de lut ars. Erau sculptate geme, pietre semiprețioase ce erau purtate într-un inel, un atelier pentru gravarea gemelor fiind găsit la Romula și Porolissum. La Sarmizegetusa și la Apulum se atestă existența artei mozaicului.

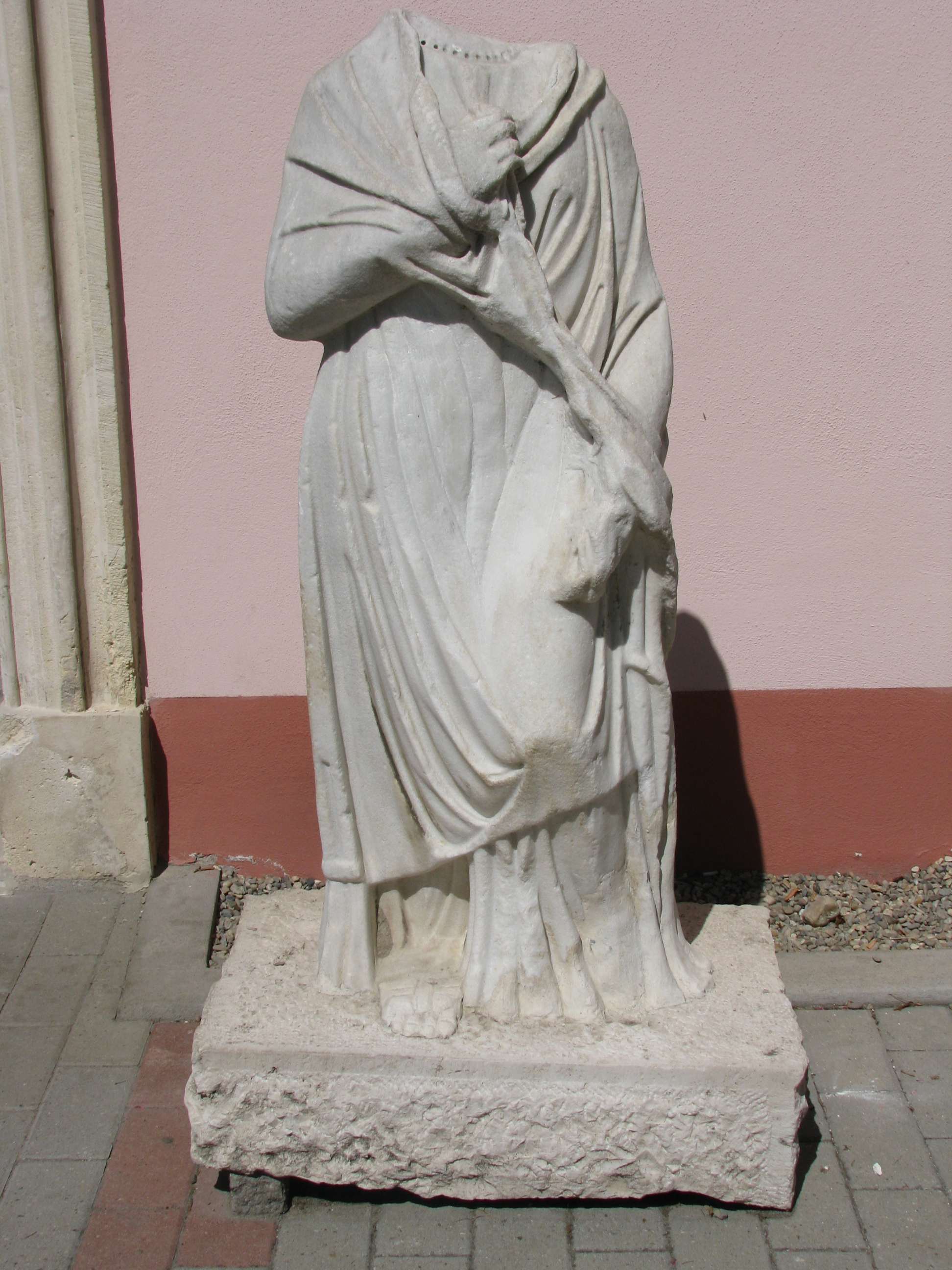
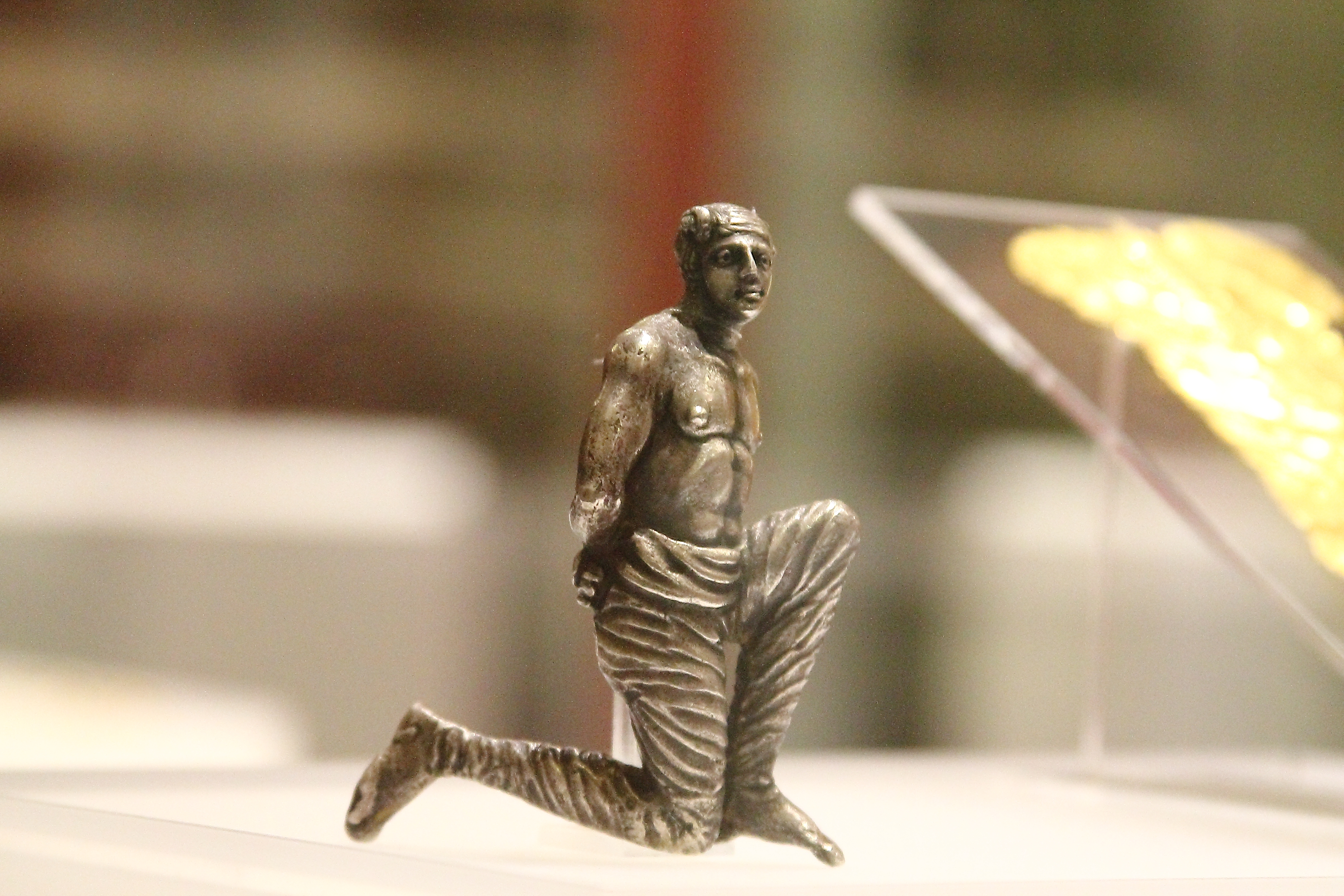
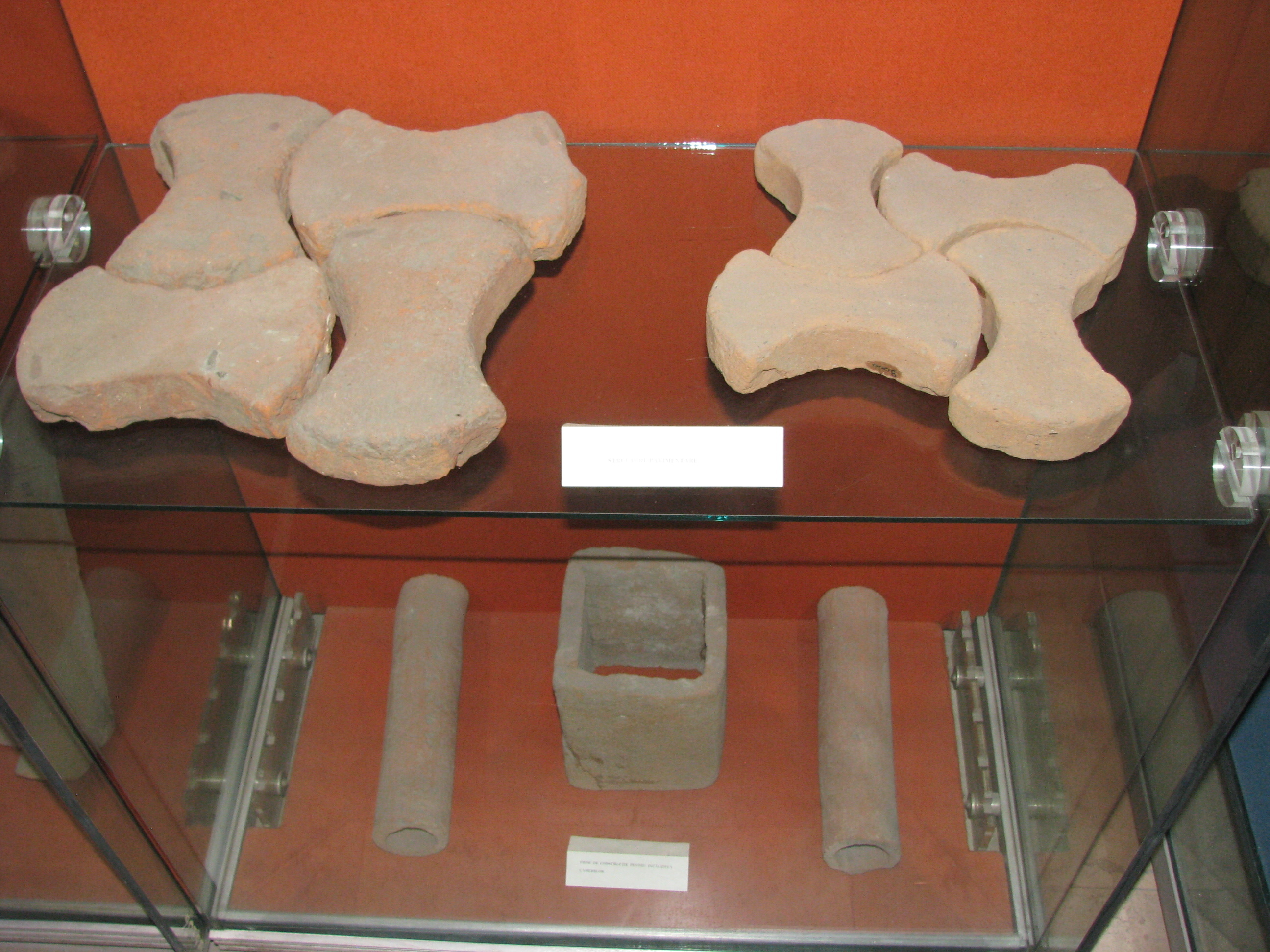
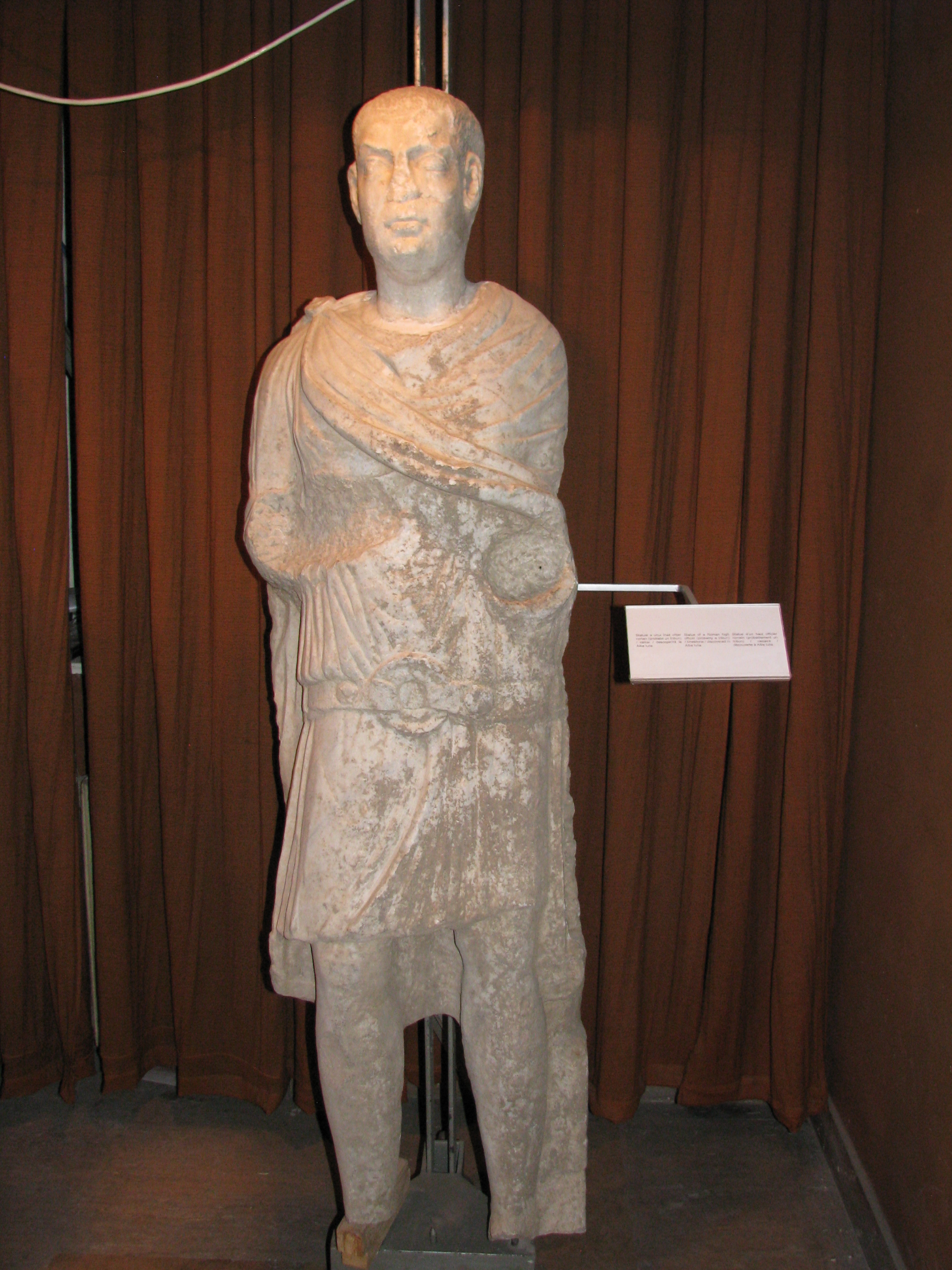
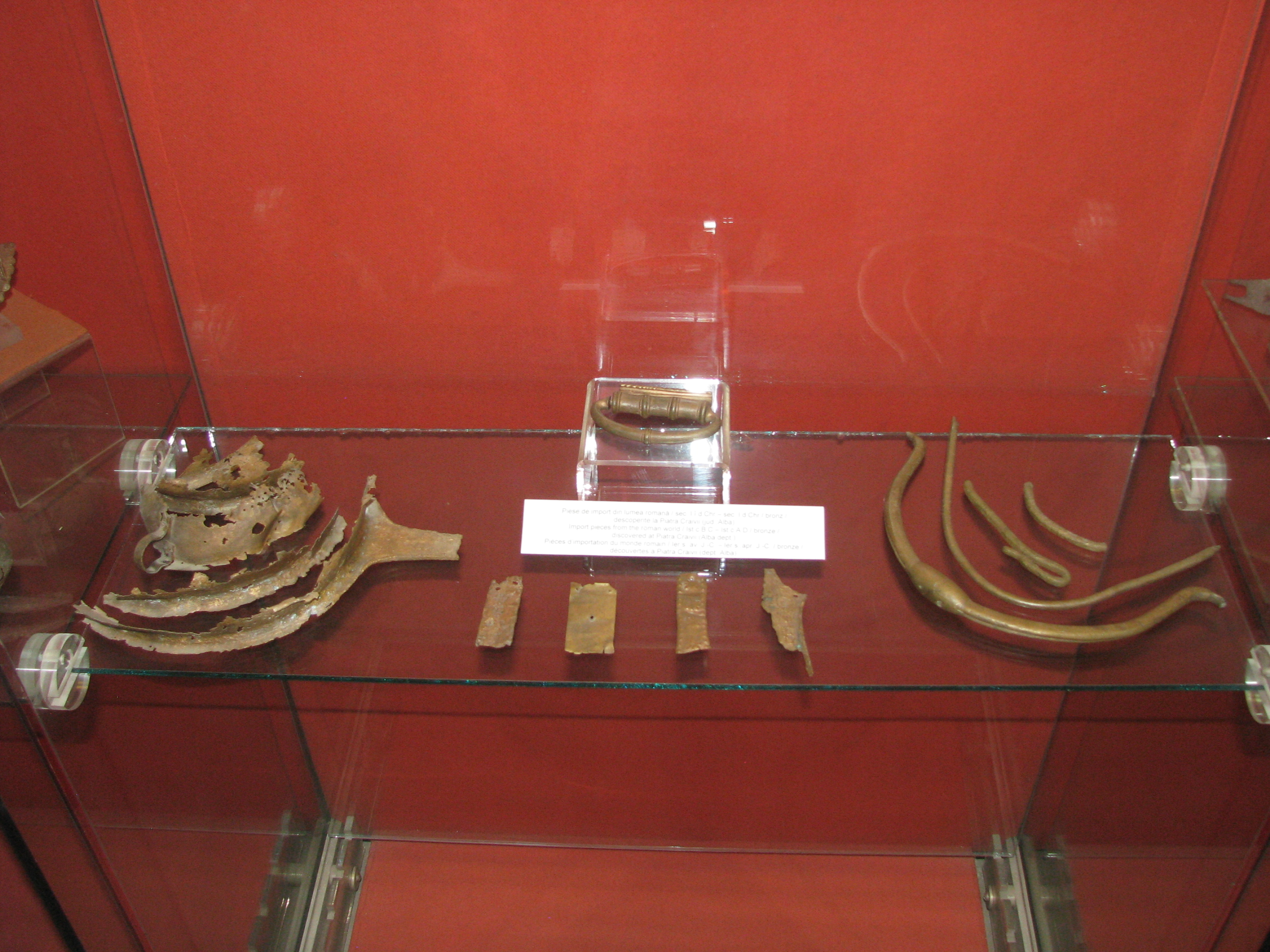
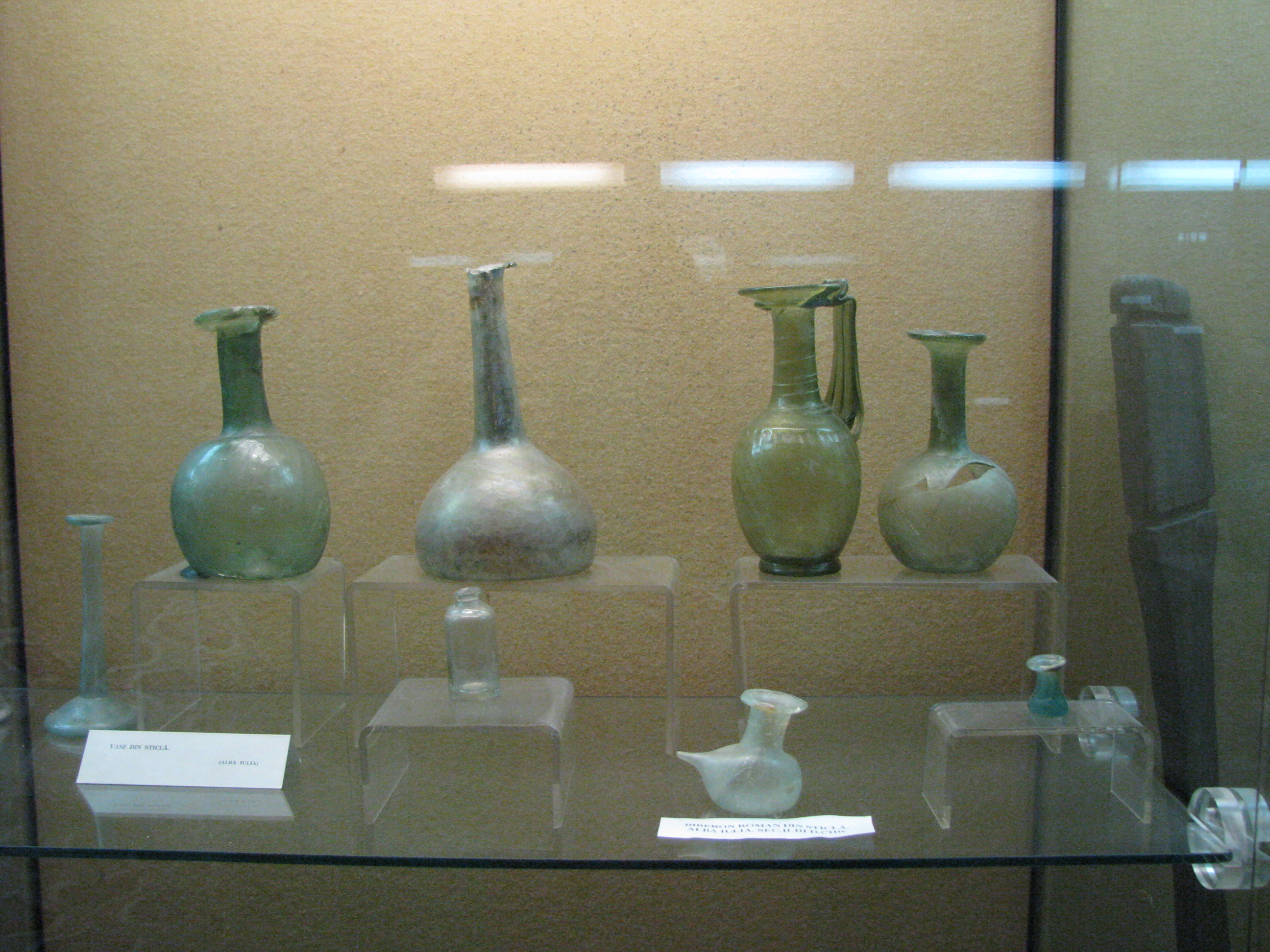
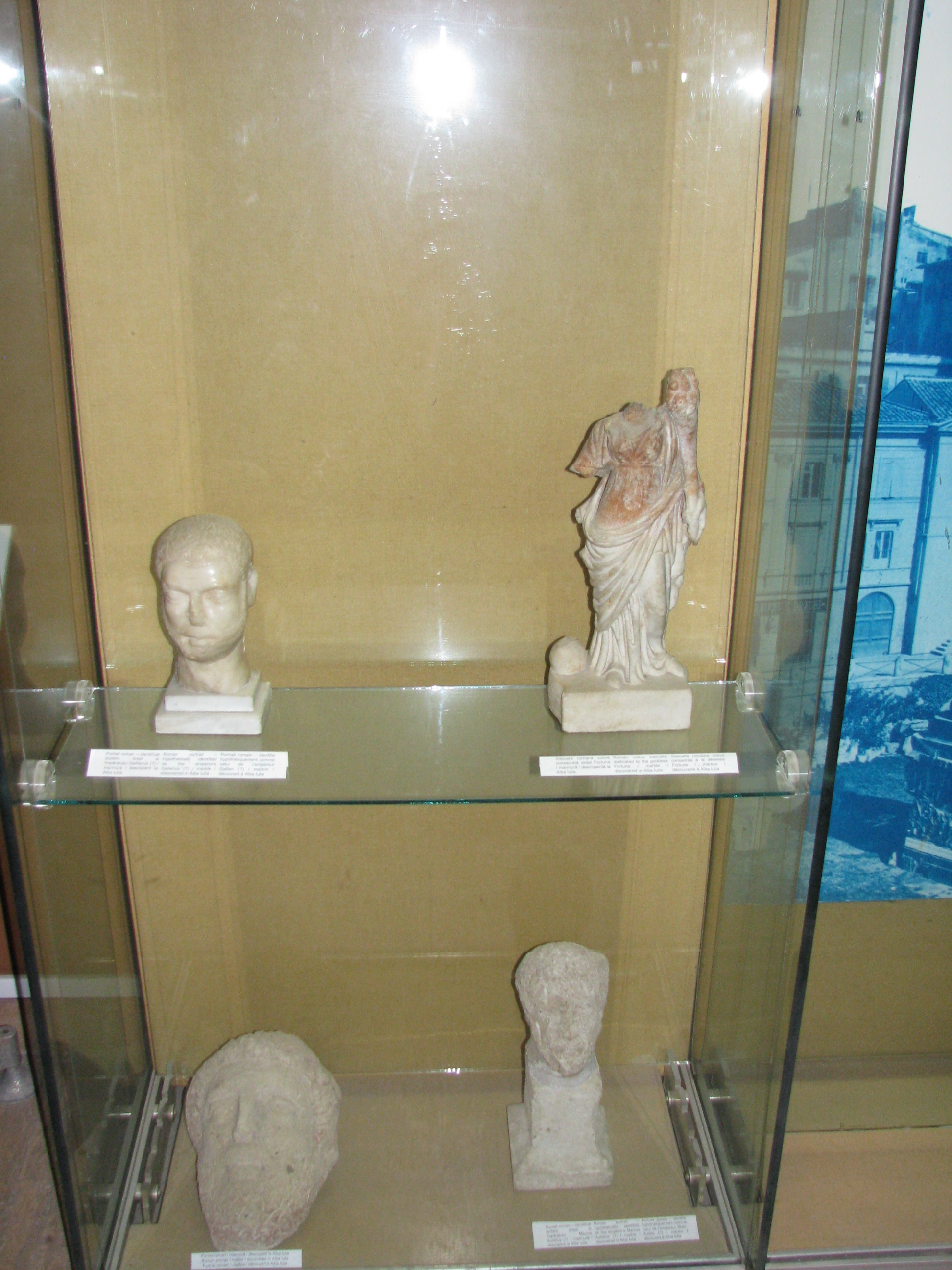
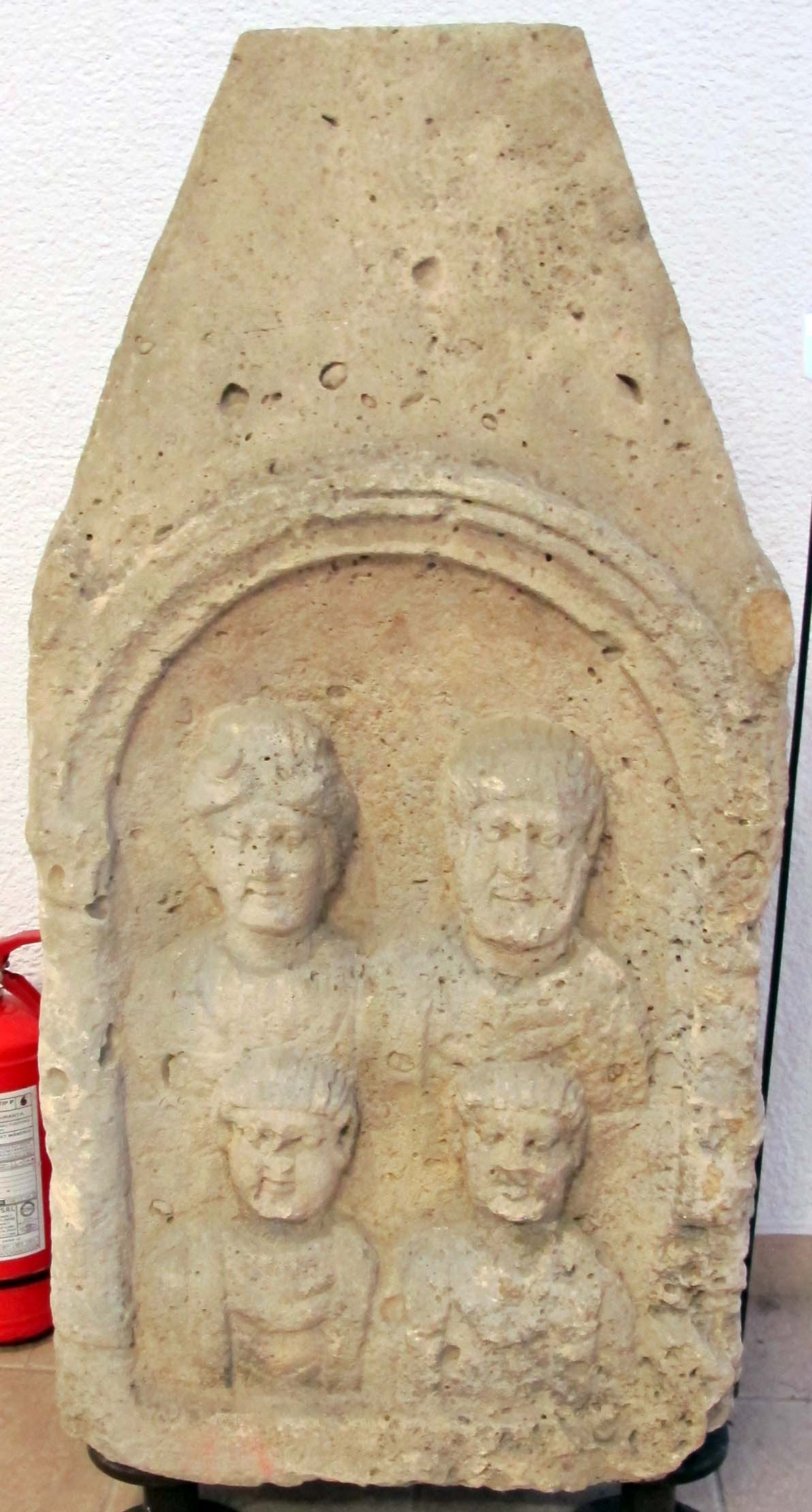
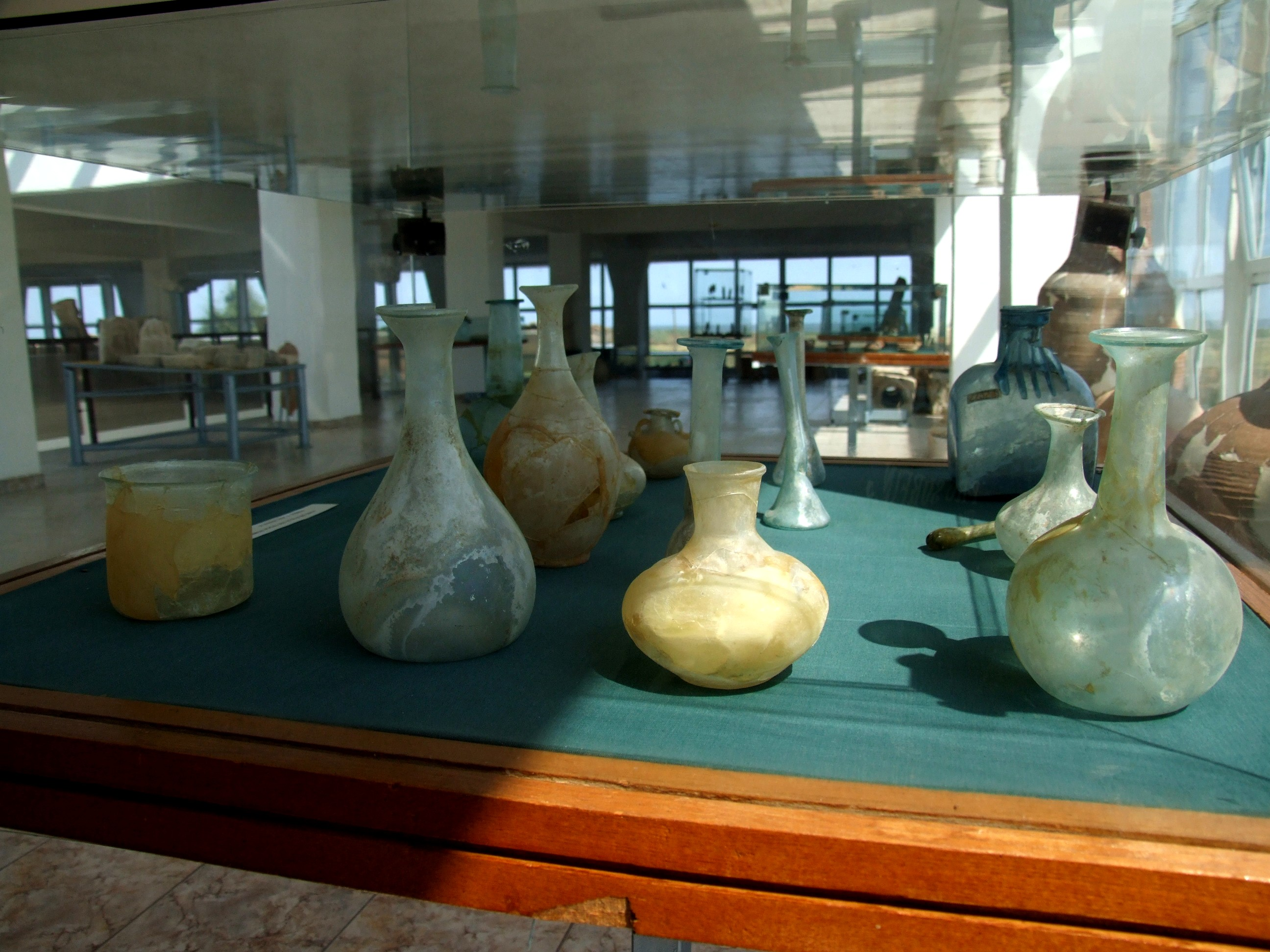
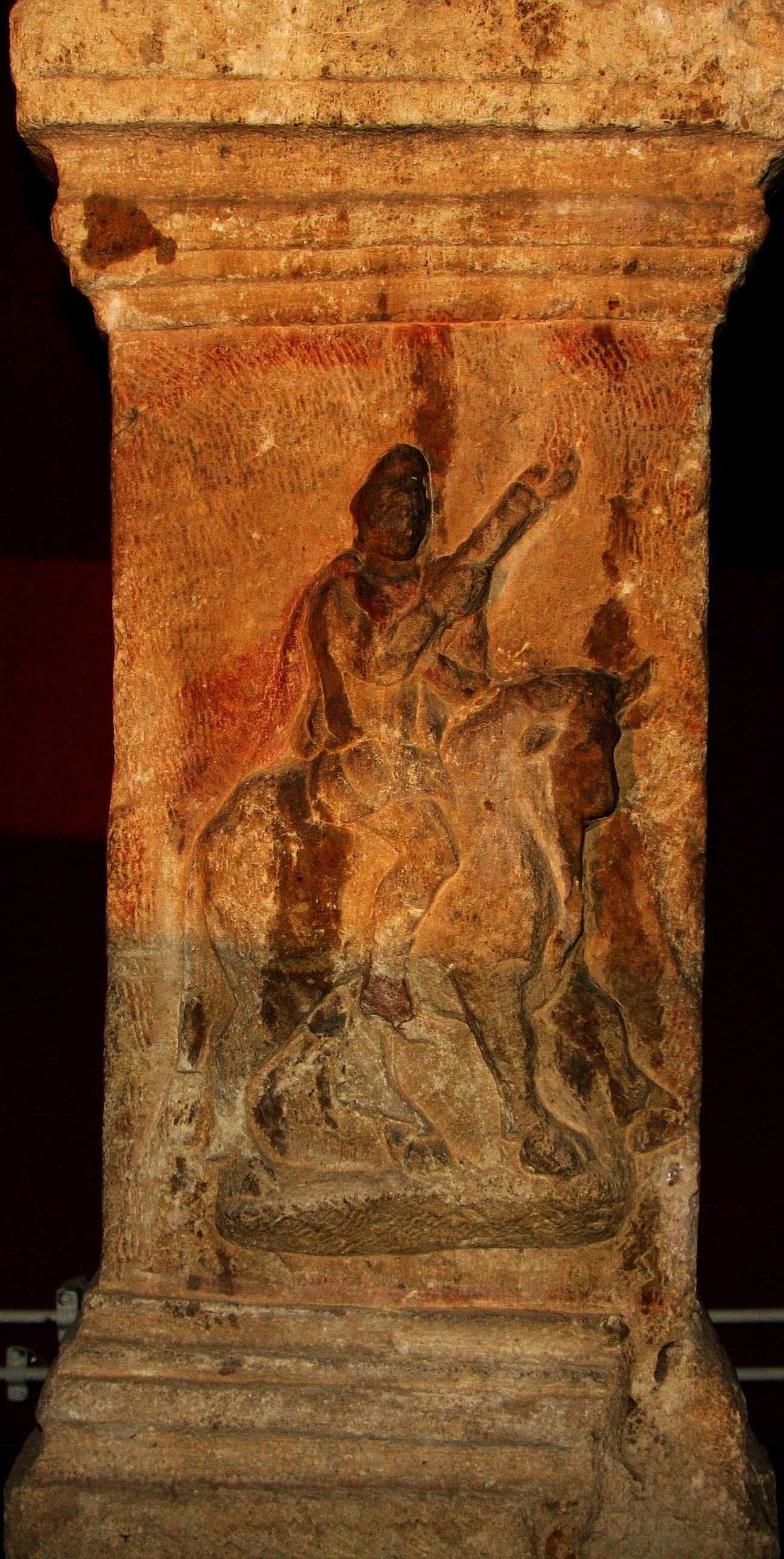
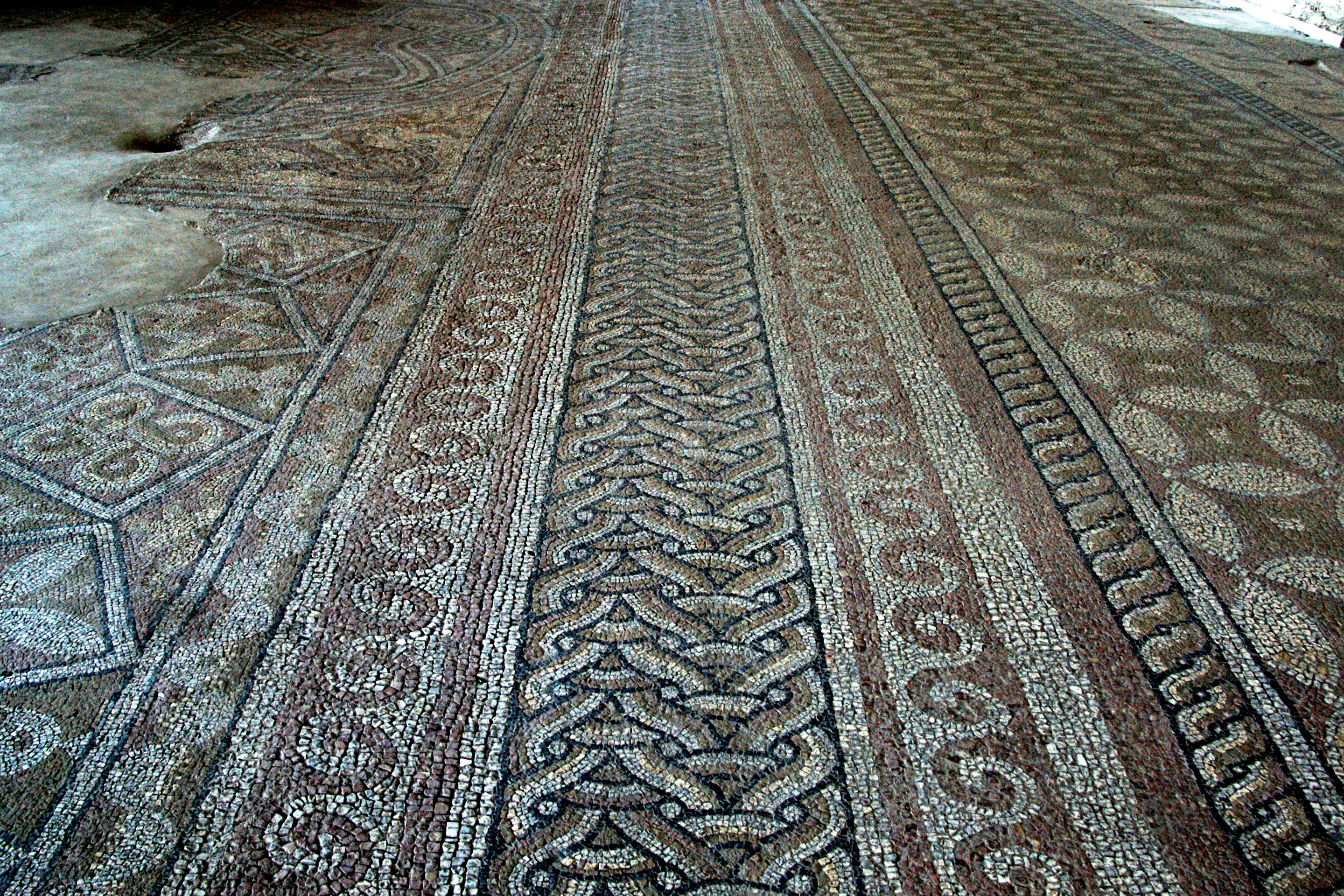
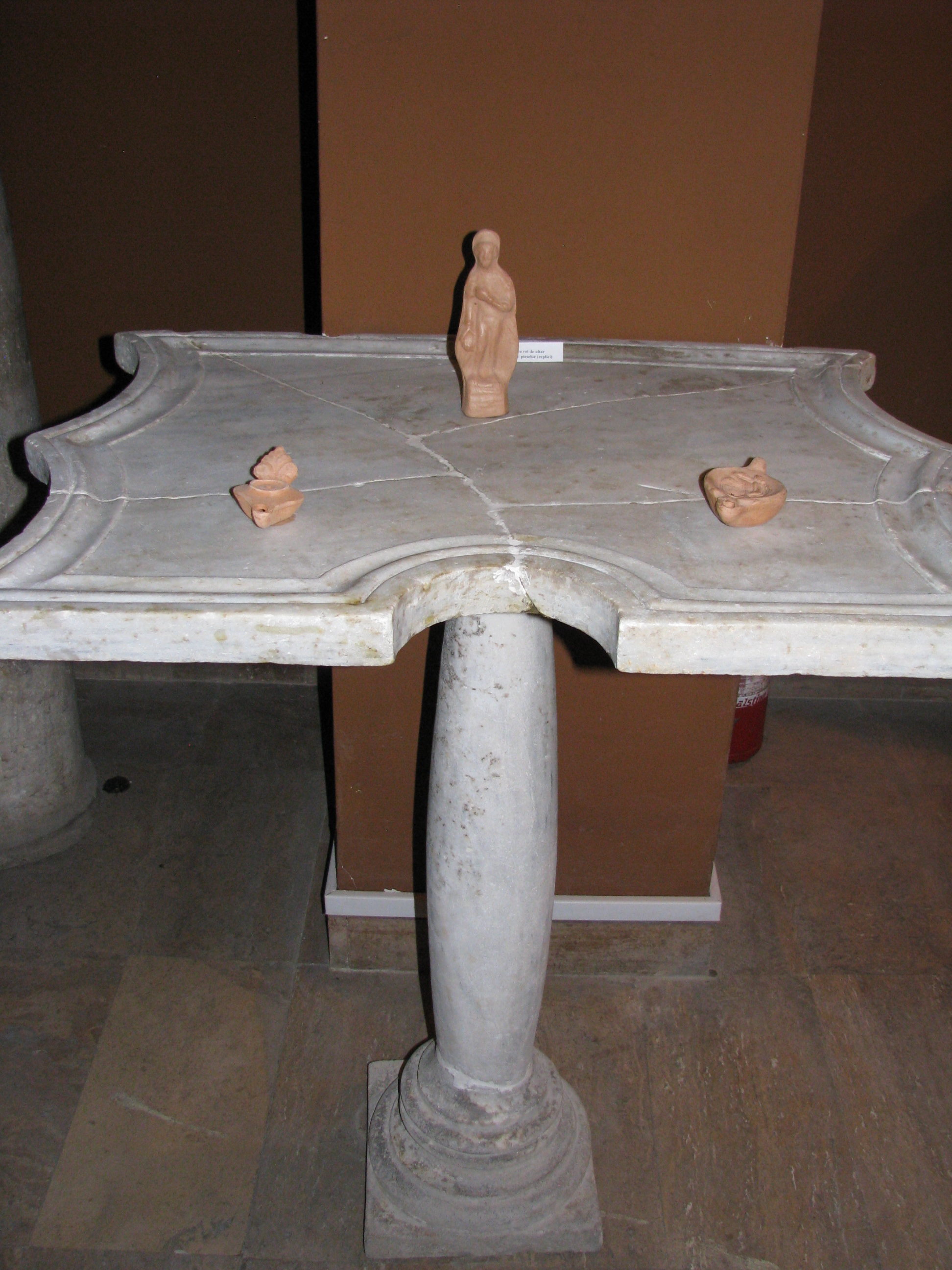
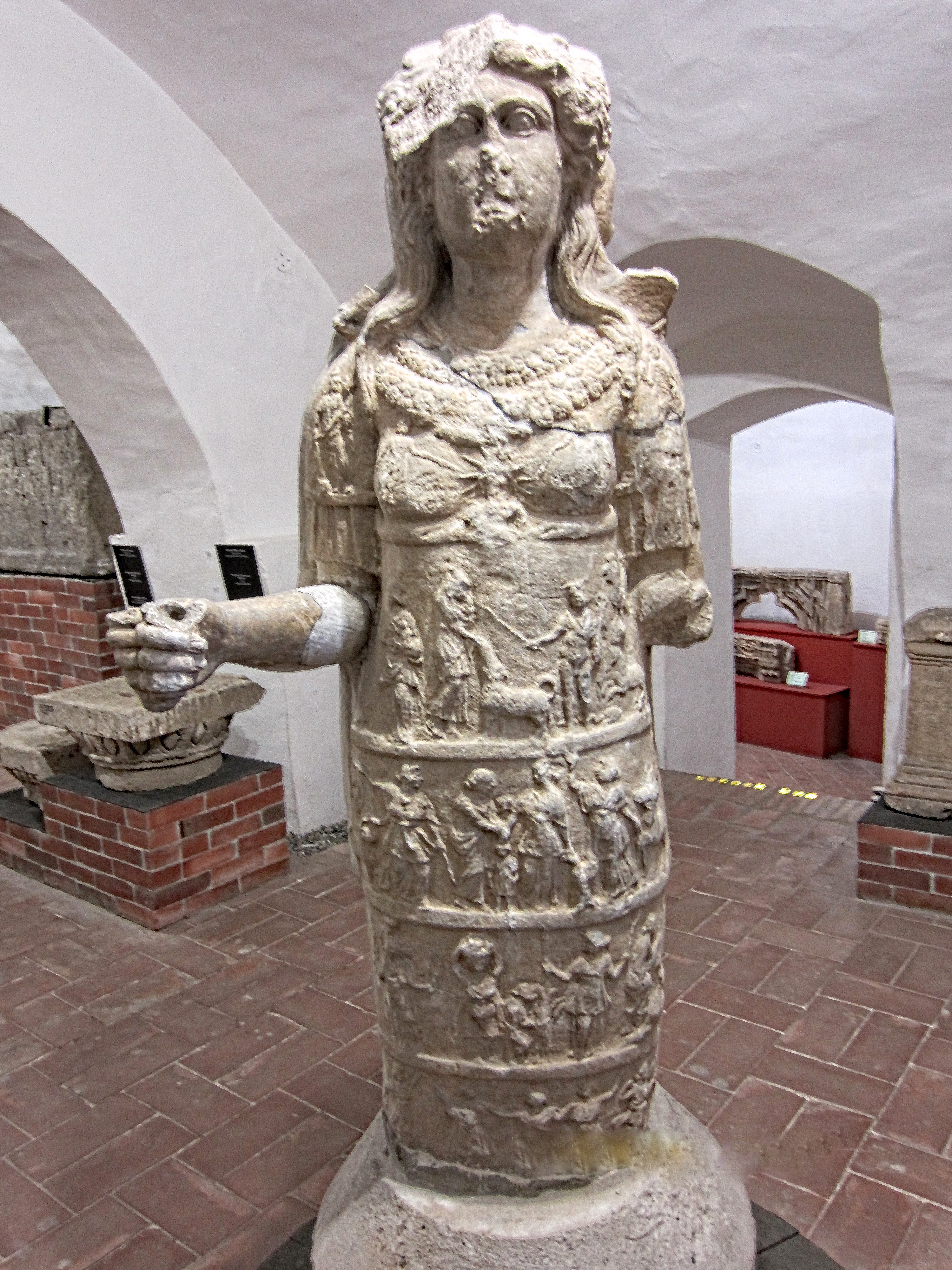
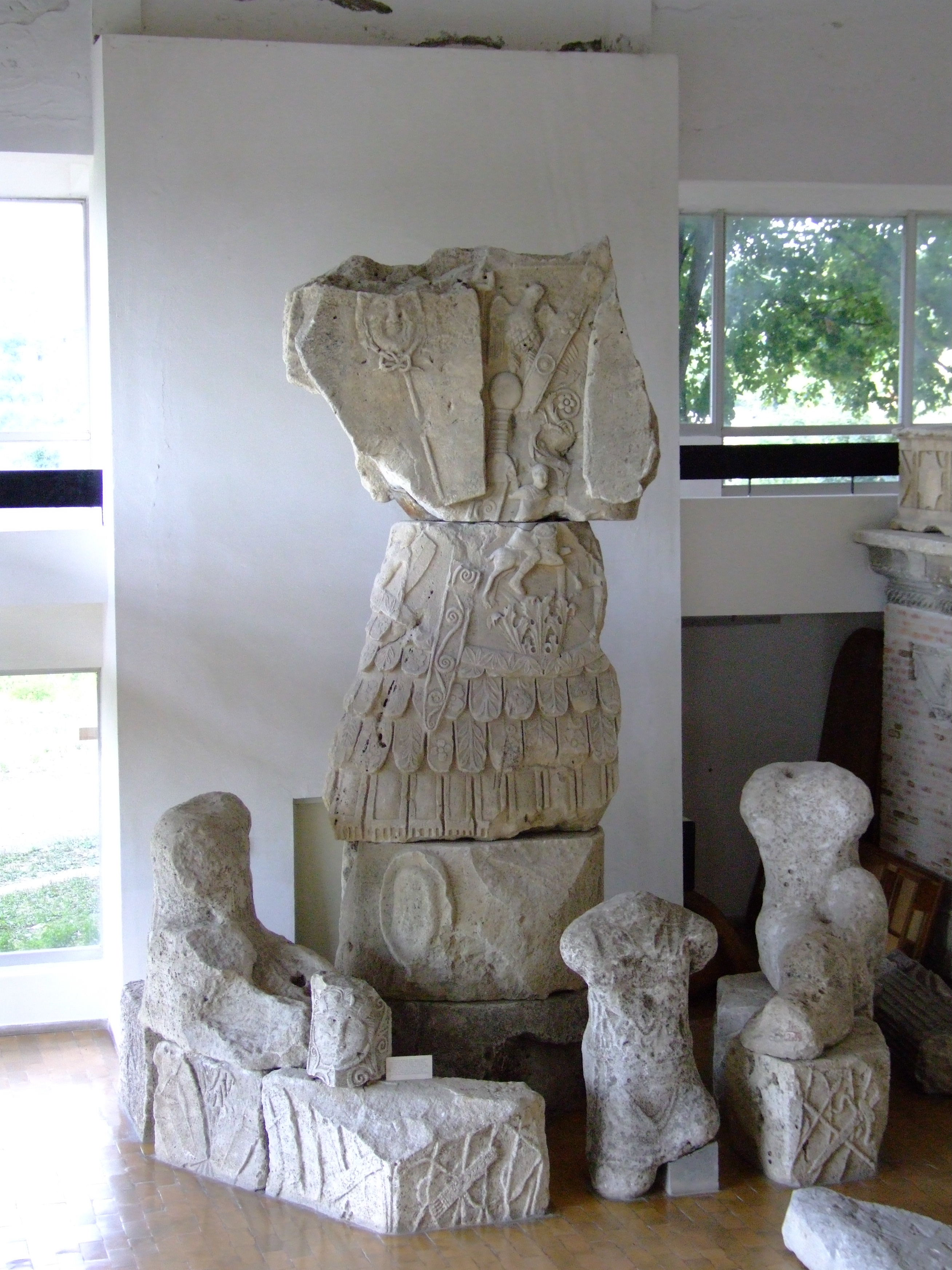
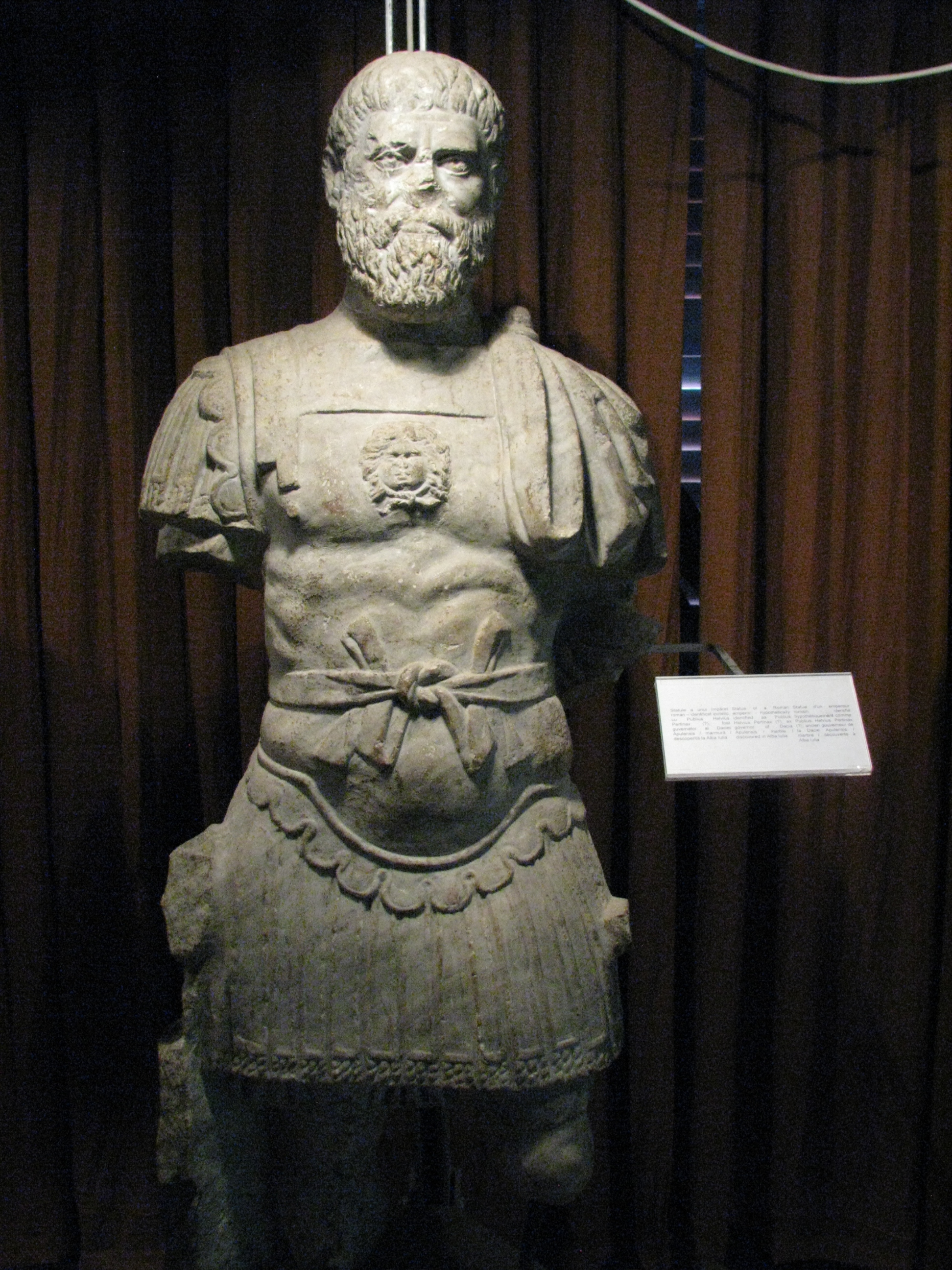

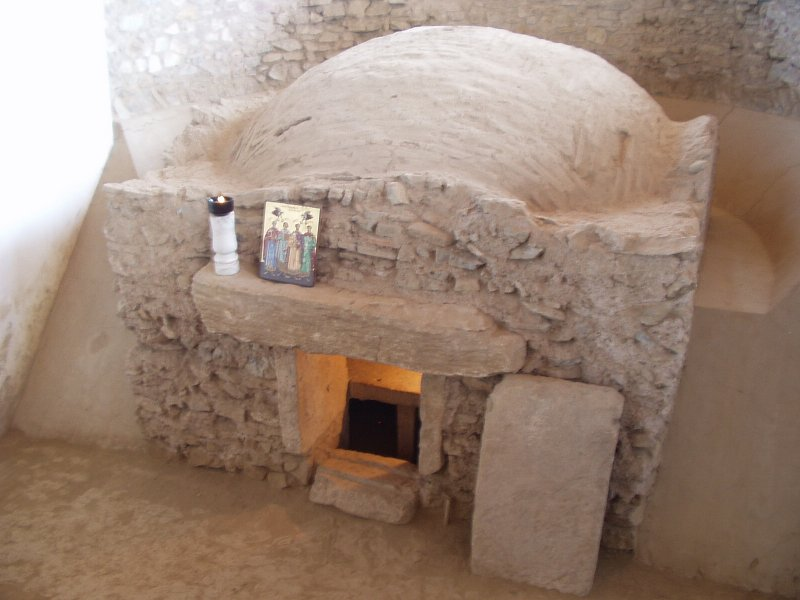
Mormântul de la Niculițel

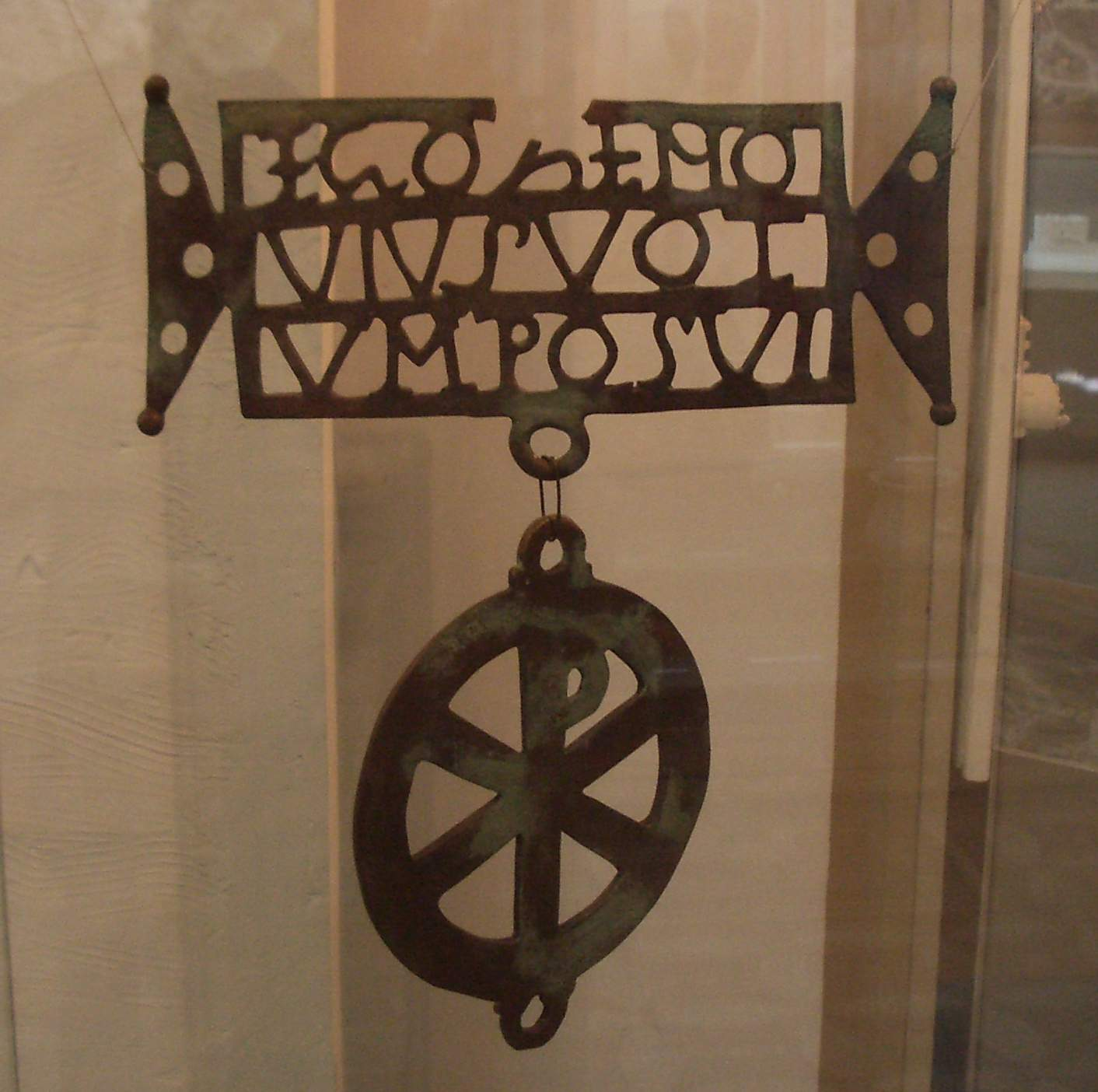
Donariul de la Biertan

Creștinismul a pătruns în spațiul carpato-danubiano-pontic din primul secol. Conform miturilor, însuși apostolul Andrei, unul dintre discipolii predicatorului galileean Isus, a predicat noua credința în Scytia Minor, în Dobrogea de azi. Creștinismul, persecutat de autoritățile imperiale în primele trei secole, a avut un rol decisiv în privința integrării populațiilor migratoare ce s-au stabilit pe teritoriul imperiului. S-au găsit dovezi literare și arheologice ce datează din secolul al IV-lea în spațiul nord-dunărean, ca gema de la Potaissa, Donariul de la Biertan, discul cu monograma lui Cristos, opaițe din bronz decorate cu semnul crucii, părți ale unui candelabru din bronz, ce atesta prezenta unor lăcașuri de cult. Pe ruinele fostului castru roman de la Porolissum sunt atestate biserici creștine. S-au găsit urme de bazilici la Sucidava și la Morisena. S-au găsit locașuri de cult ce indicau existenta unor preoți si ierarhi. S-au găsit marturii lingvistice ce atestau astfel răspândirea creștinismului, păstrându-se cuvinte ca "basilica", "credința", "lege", "cruce", "înviere" etc. În Scytia Minor, creștinismul a luat avânt mai repede decât în Dacia, Dobrogea rămânând în componenta imperiului mult timp, permițând existenta vieții urbane și a structurilor religioase. La primul Sinod ecumenic a participat un episcop din Tomis, în anul episcopului Betranion. În secolul al V-lea sunt atestați episcopii: Timotim, Timotei, Iona si Alexandru, primii doi participând la cel de-al doilea sinod ecumenic. În secolul al VI-lea s-au construit 14 episcopii în Dobrogea, în principalele orașe ale provinciei.

## Declinul

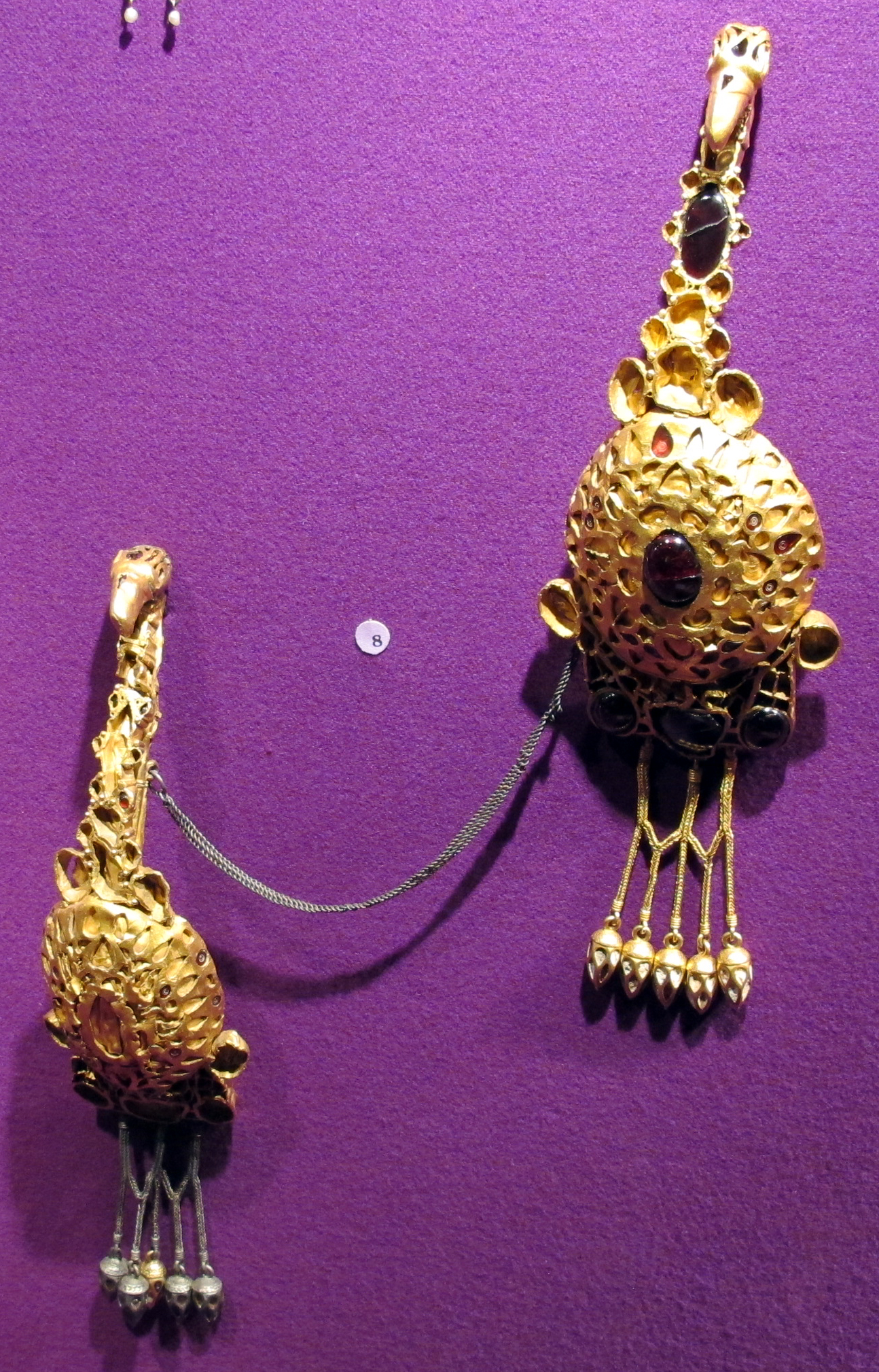
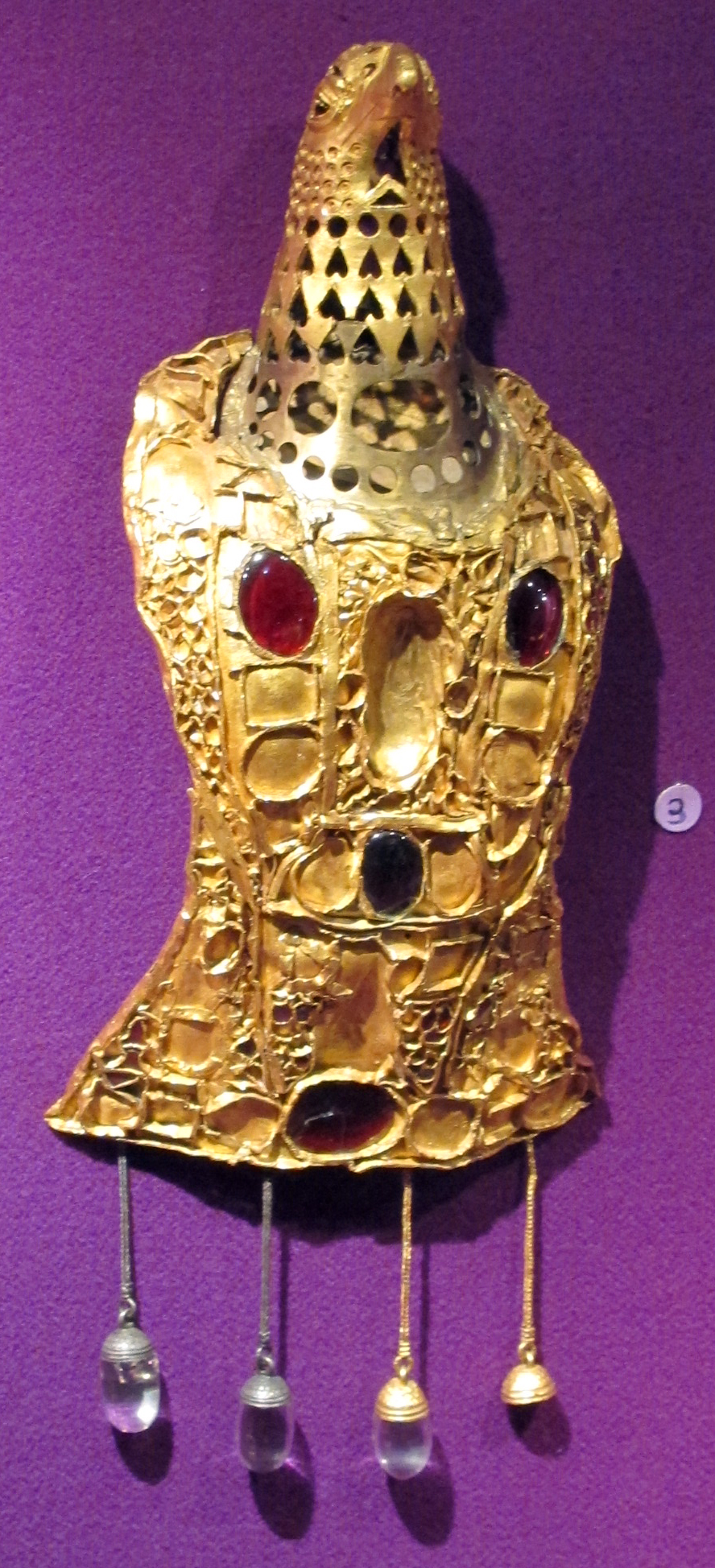
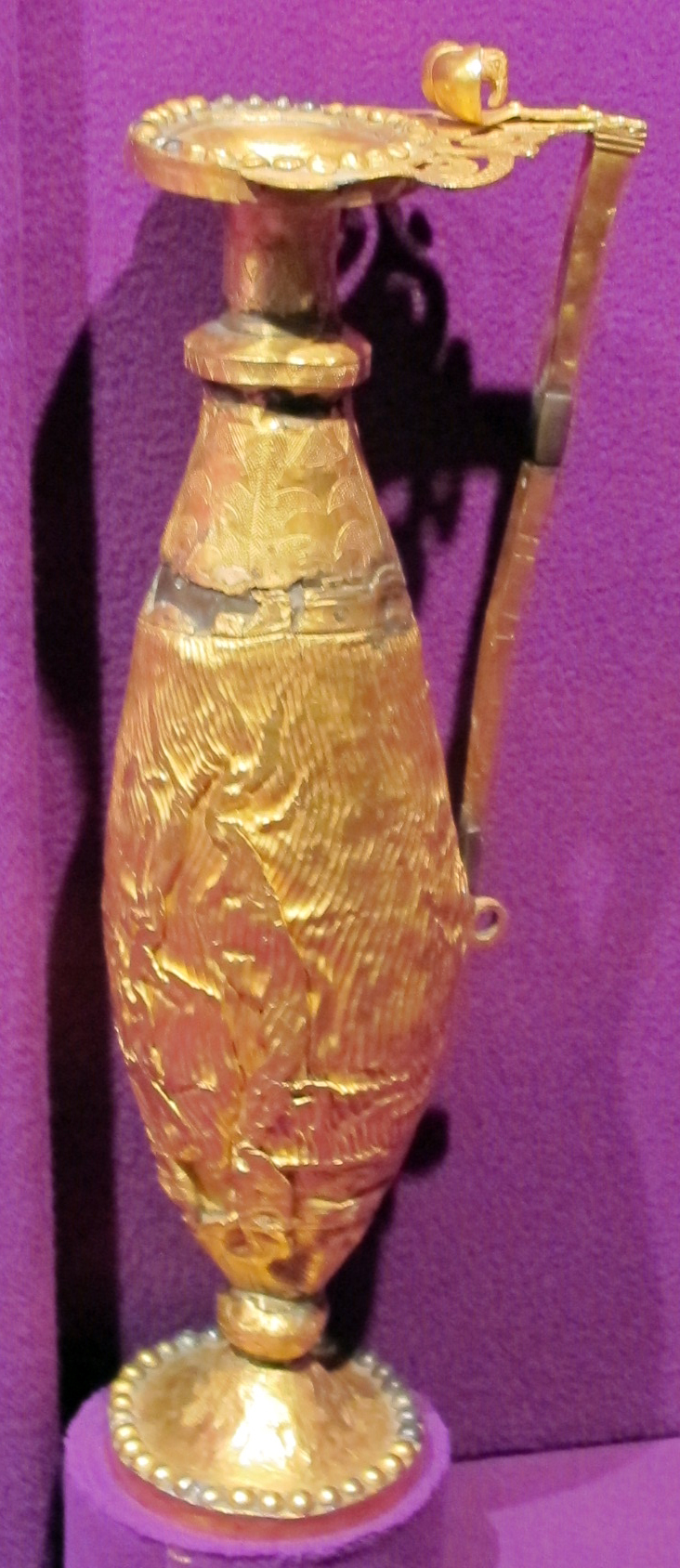
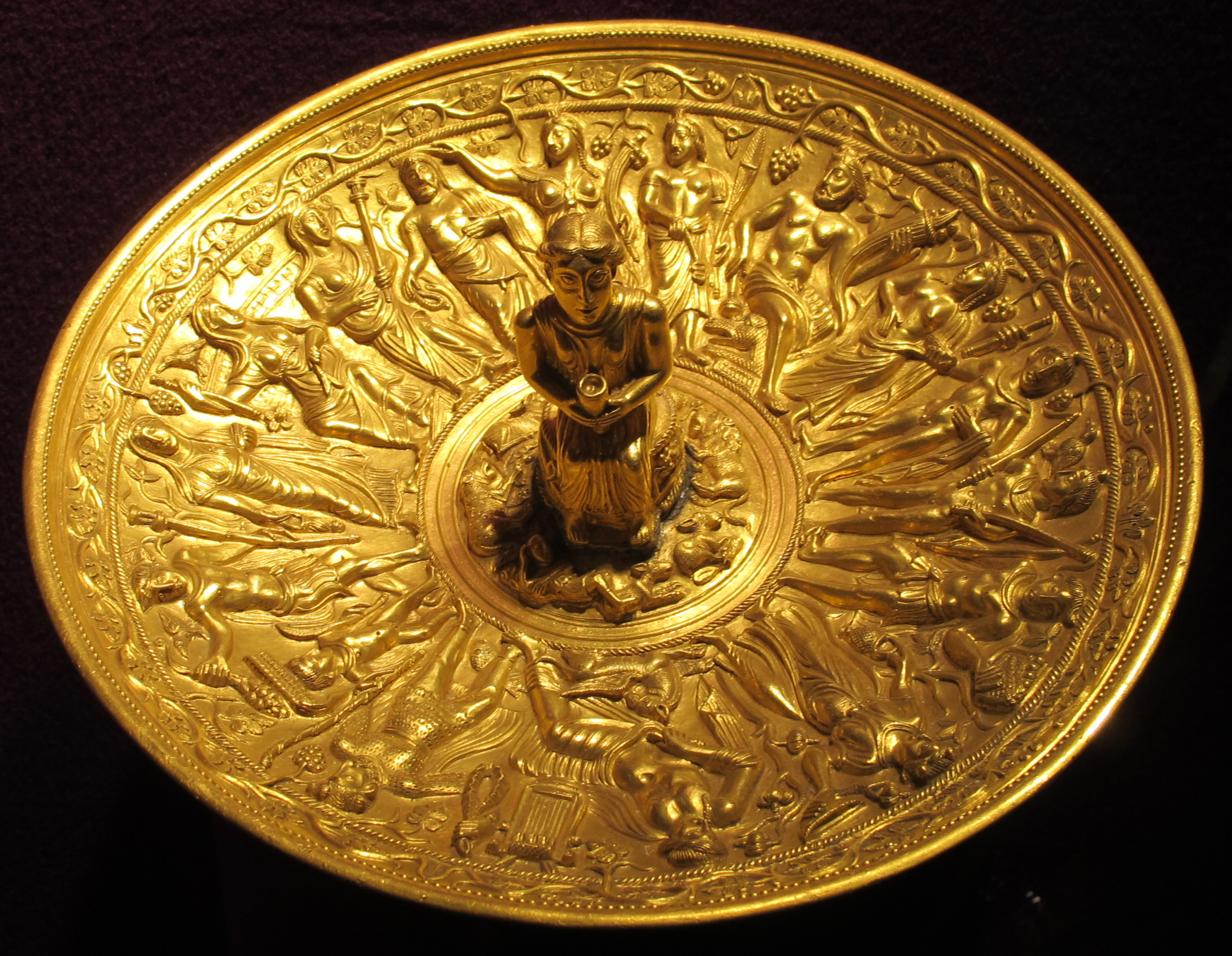
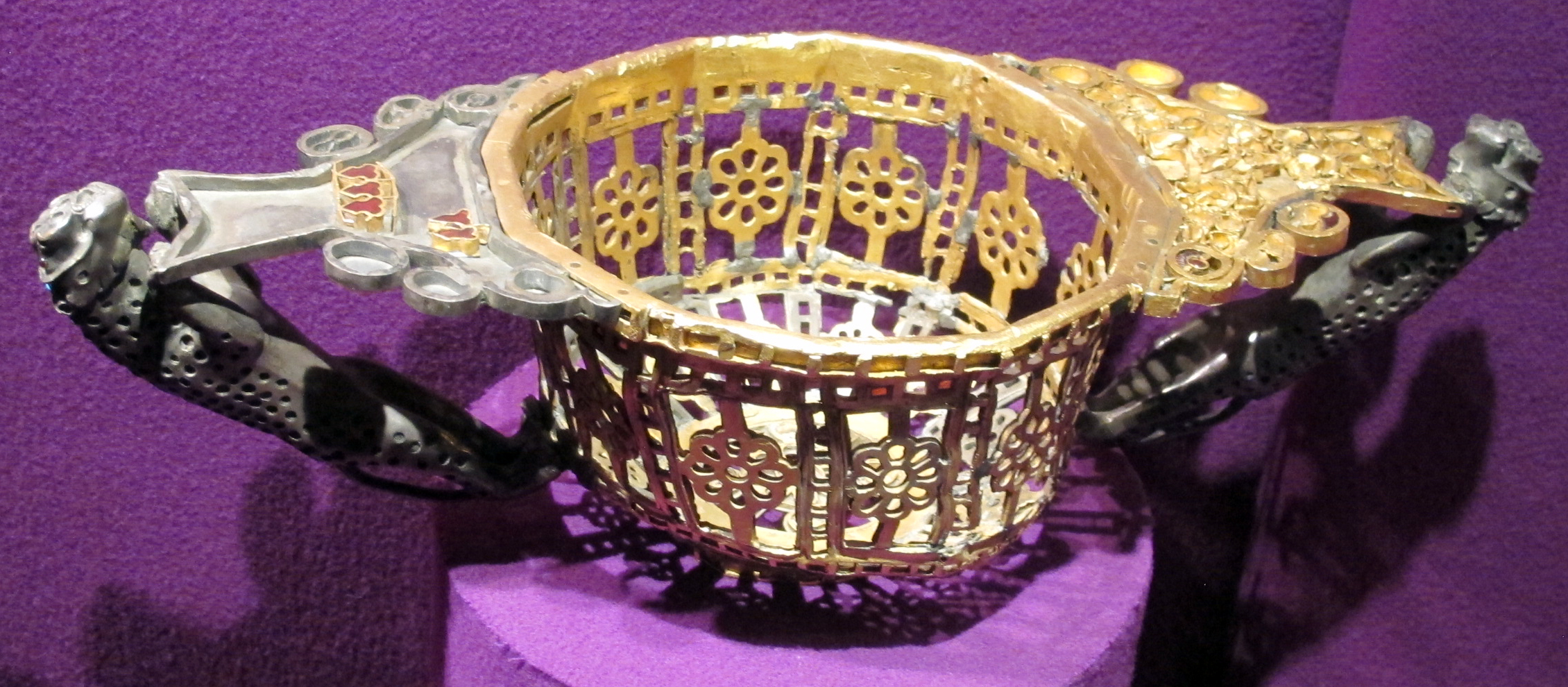
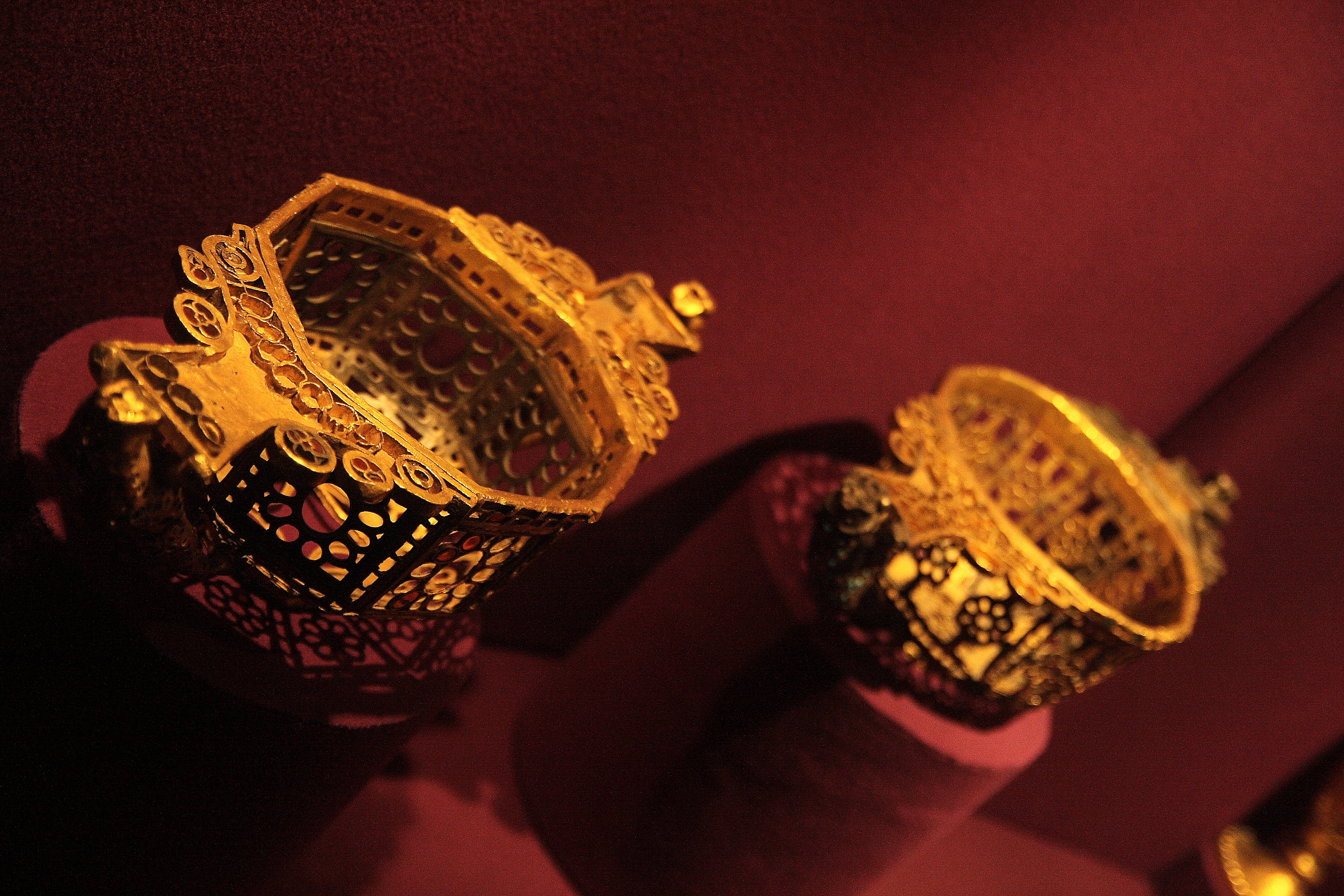

Scriitori antici ca Aurelius Victor, Orosius, Eutropius, Rufius Festus și Iordanes au scris despre abandonarea Daciei sub împăratul Gallienus. Ultimii trei scriu că Dacia a fost părăsită sub împăratul Aurelian în timpul incursiunilor goților după 271. Flavius Vopiscus, biograf al lui Aurelian scria: "Văzând Illyricul devastat și Moesia pierdută, (Aurelian) a părăsit provincia întemeiată de Traian peste Dunăre, Dacia, disperând de a o mai putea menține, și a retras din ea armata și pe provinciali. Oamenii luați de acolo i-a așezat în Moesia și a numit (nouă așezare) Dacia sa Aureliană, care acum desparte cele două Moesii".
În plus, Historia Augusta nu-l învinuiește pe Gallienus pentru pierderea provinciilor nord-dunărene.
Vizigoții, ramura apuseana a goților, au fost primii migratori ce și-au făcut apariția în teritoriul Daciei părăsite de Aurelian, lăsând vestigii materiale ca cimitirul de la Santana de Mureș și tezaurul de la Șimleul Silvaniei, ce aparțin culturii Santana de Mureș-Cerneahov, cimitirele de inhumație de la Spantov și Tirgsor. Goții au fost învinși de huni în 376, ceea ce ii vor determina să migreze la sud de Dunăre. Puținii goți rămași vor dispărea în masa populației autohtone. Conform descoperirilor arheologice, prezența goților era ca o tabără militară, percepând tribut de la populația autohtonă. Goții nu au avut o influență însemnată asupra populației din Dacia romană. Iazygii de neam sarmatic și vandalii au pătruns în Banat, iar ceilalți s-au așezat în zona Crișei fără a traversa munții. Ostrogoții, ramura estică a goților, au lăsat în urma lor tezaurul de la Pietroasa din Buzău, ce datează din secolul V.
Hunii au pornit spre nord-vest, traversând pasurile Carpaților Nordici, coborând și stabilindu-se în Câmpia Panonică la vest de Tisa, de unde vor declanșa sub conducerea lui Atiila numeroase expediții de prada spre vest și sud, năvălirile respective afectând cetățile dunărene ca Sucidava. Stăpânirea lui Attila a asigurat stabilitate politica regiunii. După moartea sa din 453, puterea hunilor a slăbit și sunt împrăștiați de gepizi. Au lăsat puține dovezi arheologice, ce constau în obiecte de podoaba ca diademe de aur, podoabe de căciulite cu încrustații de pietre semiprețioase, ce proveneau din morminte ca cele de la Rotopanesti și cazanele de bronz descoperite la Buhaeni, Balteni, Dulceana, Desa, Hotarani, Sucidava, Bosneagu.
Gepizii, ce au fost supuși un timp hunilor, s-au răsculat și i-au învins in 454, preluând stăpânirea asupra Pannoniei. Nu s-au stabilit efectiv în fosta provincie Dacia. S-au găsit așezări gepide din secolul VI, fiind tabere militare atestate la Moresti, pe Mureș și la Porumbenii Mici în estul Transilvaniei, găsindu-se râșnițe de piatră, vase de lut ars și greutăți pentru războiul de țesut. Unele obiecte aparțineau autohtonilor cu care gepizii au conviețuit, fiind găsite și așezări cu cimitire gepide și autohtone. Au fost învinși de longobarzi în 567 și avari, gepizii fiind împrăștiați și asimilați de autohtonii teritoriilor stăpânite de ei.
Pătrunderea goților în zona nord-pontica a determinat apariția unei noi noțiuni etno-geografice: Gothia, fiind atestata în inscripția de la Frigia, în care este menționata Gothia si Carpia, făcând referire la ținuturile de la Bug și Nistru, de unde își porneau raidurile de prada. Pe emisiunile monetare lui Constantil de la Trier, apare legenda Gothia alături de Alamania, Francia si Sarmatia, populațiile respective recunoscând stăpânirea romana. După 332, goții se aflau în Câmpia Muneniei în calitate de federați ai imperiului. Dalmatius, nepotul lui Constantin, avea în paza ripa Gothica. Goții erau catalogați ca populații getice, și ajungând la Dunărea de jos, sunt numiți "geți", făcându-se o confuzie dintre geți și goți. Unele edificii au căpătat rol de fortificații, ca amfiteatrul de la Ulpia Traiana Sarmizegetusa. Interiorul vechilor castre de la Slaveni, Racari, Micia, Apulum, Potaissa au prezenta urme de locuire civilă. Viața urbană a continuat să existe, orașele romane păstrându-și parțial menirea ca centre meșteșugărești, locuri de schimb, centre bisericești ca cele de la Sucidava si Porolissum, castrul de la Slaveni si termele de la Apulum serveau ca adăpost pentru personalitățile creștine, iar basilicile creștine sunt atestate la Recidava si Litterata, în zona Biertan, precum și târgurile de la frontieră, acestea fiind deschise pentru romani și pentru huni de către Attila. Navalirile duc la distrugera centrelor urbane de către huni, afectând legăturile economice și spirituale dintre Dacia carpatica și lumea romana, viața urbană primind lovitura decisivă în arhitectură și în funcțiile ei umane cotidiene. Mișcările de populații antrenate de năvălirile hunice au produs modificări esențiale în organizarea și funcționarea așezărilor umane. Își fac apariția slavii în ținuturile de la Dunăre și Carpați, rămânând impresionați de zidurile vechilor orașe și cetăți romane, numindu-le Gradiste, Jidova si Balgrad.

## Etnogeneza
Limba română reprezintă un idiom romanic, care își trage originea din vechea latină. Fiind o limbă romanică de răsărit, limba română, aparține în același timp de marele grup al limbilor neolatine din care mai fac parte italiana, franceza, spaniola și portugheza. Dintre toate acestea, limba română, datorită condițiilor specifice de evoluare, a conservat cele mai multe elemente arhaice, din care cauza anume ea, în raport cu alte limbi neolatine, se găsește în cea mai apropiată relație cu latina antică. În același timp, spre deosebire de alte limbi romanice, limba română este unitară în tot spațiul etnic românesc, fără a avea dialecte regionale.
Numele etnic propriu al românilor sau etnonimul (de la "etnos" - popor si "nyme" - nume) se găsește în legătură directă cu numele vechilor romani. Etnonimul Roman reprezintă o formă lingvistică evoluată a etnonimului Romanus
Timpul etnogenezei românilor reprezintă o perioadă îndelungată de restructurări etnoculturale, lingvistice și spirituale, desfășurate pe parcursul a circa 900 ani, având drept limită inferioară sec. II-I a. Chr. și limită superioară sec. VII-VIII p. Chr. Procesul etnogenezei romanilor s-a început din momentul declanșării expansiunii civilizației romane în Dacia și s-a sfârșit odată cu consolidarea daco-romanilor pe o bază etnolingvistică calitativ nouă.
Factorii etnogenezei reprezintă elemente care determină caracterul noului popor. În dependență de condițiile istorice pot fi evidențiați diferiți factori ai etnogenezei. În cazul etnogenezei românilor rolul decisiv l-au avut doi factori de natură spirituală: romanitatea și creștinismul.
Romanitatea a determinat profilul etnolingvistic al poporului român, limba și conștiința lui națională. Prin factorul roman, poporul român a devenit un etnos romanofon.
Creștinismul a determinat mentalitatea romanică a neamului românesc, spiritualitatea, unitatea și continuitatea lui în condițiile migrațiunii popoarelor. Prin creștinism românii au devenit un etnos profund spiritual, un etnos religios, calități care în mare măsură au contribuit la păstrarea ființei romanice a neamului.
Premisele etnogenezei reprezintă condițiile care au generat noul etnos. La baza procesului de etnogeneză a romanilor s-au aflat trei premise fundamentale. Prima premisă a constituit-o civilizația traco-geto-dacă, care servit drept teren al etnogenezei românilor. A doua premisă a rezultat din încadrarea traco-geto-dacilor în sec. VII-II a.Chr. În sistemul valorilor antice grecești. Cea de-a treia premisă a etnogenezei romanilor a fost integrarea geto-dacilor în sec. I a.Chr. - sec. IV p. Chr. în cadrul civilizației antice de tip roman. Civilizația traco-geto-dacă a constituit materialul primar al etnogenezei românilor. Influențele eline au format condițiile necesare pentru distanțarea traco-geto-dacilor de lumea barbară și apropierea lor de valorile civilizației antice. În fine, includerea traco-geto-dacilor în sistema civilizației romane a creat cele mai favorabile condiții pentru desfășurarea procesului de asimilare etnoculturala a autohtonilor și de constituire a unei noi etnii.
Etapele etnogenezei ilustrează fazele de constituire a noului etnos. Procesul etnogenezei romanilor cuprinde doua etape de bază:
- etapa primară (sec. II-I a. Chr. - sec. V p. Chr.) când se formează comunitatea romanică de răsărit (daco-romanii)
- etapa finală (sec. VI-VIII) când se constituie poporul român propriu-zis.
Romanizarea a cuprins doua faze consecutive: asimilarea economico-culturală și asimilarea lingvistico-spirituală. Procesul romanizării traco-geto-dacilor a avut o durată cronologică destul de mare și o răspândire teritorială foarte largă. Timpul romanizării cuprinde perioada dintre sec. II-I a.Chr. și sec. IV-V p. Chr., iar spațiul romanizării include întregul teritoriu al Daciei istorice, inclusiv regiunile dacilor liberi și jumătatea de nord a Traciei balcanice.
Premisele romanizării. Romanizarea traco-geto-dacilor a avut la bază un șir de premise favorabile, printre care se evidențiază: originea comună, indo-europeană, a traco-geto-dacilor și a romanilor; includerea traco-geto-dacilor în sistemul relațiilor de tip antic prin intermediul lumii grecești; gradul relativ înalt de dezvoltare al civilizației traco-geto-dace; gradul înalt de compatibilitate dintre civilizația traco-geto-dacă și cea romană.
Căile romanizării. Fenomenul romanizării a decurs pe două căi de bază: oficială și populară. Calea oficială a romanizării reprezenta politica de stat a Romei Antice de asimilare a altor popoare. Calea populară a romanizării reprezenta procesul de implementare a civilizației romane, inclusiv a limbii latine, în mediul traco-geto-dacic.
Factorii romanizării. Romanizarea traco-geto-dacilor s-a realizat datorită unor factori, care în dependență de timp, spațiu și alte condiții au contribuit la asimilarea relativ rapidă a traco-geto-dacilor. Printre factorii de bază ai romanizării traco-geto-dacilor pot fi evidențiați următorii: limba latină, colonizarea romană, armata romană, instituția cetățeniei romane, dreptul roman, sistem administrativ provincială, cultele religioase romane, religia creștină, căsătoriile mixte daco-romane, educația de tip roman, valorile culturale și morale romane, urbanizarea, așezările rurale romane, relațiile economico-comerciale, sistemele de alianțe cu dacii liberi, limesul dacic etc. Factorii hotărâtori ai romanizării au fost limba latina și creștinismul.
Etapele romanizării. Procesul romanizării s-a desfășurat în trei etape de bază: etapa preliminară din sec. II-I a. Chr. - 106 p. Chr., etapa decisivă din perioadei de existentă a provinciei Dacia între anii 106-275 p. Chr. și etapa finală din perioada antică târzie, de la retragerea administrației romane din provincia Dacia în anul 275 pana la definitivarea procesului de formare a comunității daco-romane în sec. V.
Procesul romanizării geto-dacilor. În procesul romanizării a fost antrenat tot spațiul geto-dacic, atât regiunile incluse în cadrul provinciilor romane (Dacia, Moesia Inferior, Scithia Minor, etc.) cât și regiunile dacilor liberi, rămase în afara limesului roman.
Orașele din provinciile dunărene (Ulpia Traiana, Apullum, Napoca, Potaisa, Drobeta, Dierna, Tropaeum Traiani, Noviodunum, etc.) erau cele mai efective nuclee de iradiere a romanizării romane, constituind rețele închegate și bine organizate. În cadrul orașelor romane erau concentrate majoritatea instituțiilor purtătoare a procesului de romanizare, care reprezentau în același timp factori fundamentali ai romanizării: administrația, instanțele judiciare, marile centre religioase, teatre, școli, congregații meșteșugărești etc.
Tabere militare romane au reprezentat un alt nucleu important al romanizării. Teritoriile provinciilor Dacia și Scithiei Minor erau împânzite cu tabere militare romane de tip castrum și castella și așezări civile ale familiilor ostașilor romani de tip canabae.
Limba latină a reprezentat principalul factor al romanizării. Răspândirea rapidă a limbii latine printre daci s-a datorat faptului că latina era unicul mijloc de comunicare în administrație, în instanțe judiciare, în unități militare, în relațiile comerciale, în centrele religioase, în educație etc.
Instituția cetățeniei romane a reprezentat unul dintre cele mai efective instrumente ale romanizării, dat fiind ca titlul de cetățean al Romei deschidea numeroase drepturi de ordin social, economic, politic etc. Semnarea de către împăratul Caracala a decretului din anul 212 privind acordarea cetățeniei romane tuturor oamenilor liberi din imperiul roman, inclusiv populației dacice a reprezentat un eveniment crucial pentru procesul de romanizare a populației autohtone din Dacia.
Cel mai important factor a romanizării geto-dacilor din perioada de după anul 275 a fost religia creștina, care pătrunde la nordul Dunării în mod sporadic încă în timpul stăpânirii romane.
Rolul slavilor în etnogeneza românilor. Populația slavă veche a migrat în spațiul Carpato-Dunărean în sec. VI-VII. Extinderea acestor triburi în Balcani, a avut drept consecință divizarea lumii romanice orientale în două părți distincte: romanici nord-danubieni și romanici sud-dunăreni. Romanicii nord-dunăreni (daco-romanii), în secolele următoare vor supraviețui în vâltoarea migrațiunilor, îi vor asimila pe slavii rămași în regiunea Carpato-Danubiano-Nistrean și vor sfârși cu formarea unei etnii noi, a poporului român. În același timp, romanicii sud-dunăreni se vor pierde în cea mai mare parte în masa slavilor și vor păstra doar unele insule izolate în diferite regiuni ale peninsulei Balcanice.
Finalizarea etnogenezei romanilor. În sec. VII-VIII, În condițiile presiunii tot mai puternice din partea diferitelor popoare migratoare, la nord de Dunăre are loc un proces de generalizare etnoculturală și etnolingvistică a populației romanice. În acest context se finalizează procesul etnogenezei și profilării poporului roman, popor nou cu trăsături distincte și originale.
Apariția limbii romane. Odată cu încheierea etnogenezei s-a finalizat și procesul formării limbii române, care a parcurs practic aceleași etape și a cuprins aceiași durată de timp. Limba română s-a format din latină populară (vulgară) răspândită în provinciile romane dunărene și preluată de către traco-geto-daci.
Civilizația veche românească purta un caracter profund rural. În comparație cu civilizațiile agro-urbane din Europa Occidentală, civilizația veche românească s-a constituit ca o civilizație pur agrară, o civilizație țărănească, o civilizație a obștilor sătești alcătuite din țărani liberi, care au format uniuni de obști, sau țări, care au constituit nucleele viitoarelor state medievale românești.
Surse.
- Rufius Festus a scris în anul 372 A.D. despre situația din Dacia post-romană în lucrarea sa Scurta istorie a poporului roman;
- Menționarea românilor în Cântecul nibelungilor sub denumirea de vlachi.